# Forces de Defensa d'Israel
Les Forces de Defensa d'Israel, abreujadament FDI (en hebreu צבא הגנה לישראל,  Tsavà Haganà le-Yisrael (?·pàg.), anomenades abreujadament צה»ל (Tsàhal), és el nom genèric per a les forces armades israelianes, creades després de la fundació d'Israel el 1948. Els seus objectius són la «defensa de l'existència, la integritat territorial i la sobirania de l'Estat d'Israel» i la «protecció dels seus habitants». Donat l'estat de constant activitat militar a les fronteres israelianes des de l'any 1948, el Tsàhal és una de les institucions més importants i nombroses de l'Estat.
Una ordre del ministre de Defensa David Ben-Gurion el 26 de maig de 1948, va crear oficialment les Forces de Defensa d'Israel com un exèrcit de lleva format a partir del grup paramilitar Haganà, amb la incorporació dels grups militants Irgun i Lehi. Les FDI van servir com a forces armades d'Israel en totes les grans operacions-incloent militars del país -inclosa la guerra de Palestina del 1948, les Operacions de represàlia (1951-1956), la Guerra del Sinaí (1956), la Guerra de l'Aigua (1964-1967), la Guerra dels Sis Dies (1967), la Guerra de desgast (1967-1970), la batalla de Karameh (1968), l'Operació Primavera de Joventut (com a part de l'Operació Ira de Déu), la Guerra del Yom Kippur (1973), l'Operació Entebbe (1976), l'Operació Litani (1978), la Guerra del Líban de 1982, el Conflicte del sud del Líban (1985-2000), la Primera Intifada (1987-1993), la Segona Intifada (2000-2005), l'Operació Escut Defensiu (2002), la Guerra del Líban de 2006, l'Operació Plom Fos, l'Operació Columna de Núvol i la recent Operació Marge Protector del 2014 -. El nombre de guerres i conflictes fronterers en els quals l'exèrcit israelià ha estat involucrat en la seva curta història fa que sigui una de les forces armades més ben entrenades del món en el desenvolupament de la batalla. Tot i que originalment les FDI van operar en tres fronts -contra el Líban i Síria al nord, Jordània i Iraq a l'est, i Egipte al sud després dels acords de pau egipci-israelians del 1979 posteriors a la Pau de Camp David, han concentrat les seves activitats al Sud del Líban i als Territoris Palestins, inclosa la Primera i la Segona Intifada.
Les Forces de Defensa d'Israel es diferencia de la majoria de les forces armades al món de moltes maneres. Les diferències inclouen el reclutament obligatori de les dones i la seva estructura, que posa l'accent en les estretes relacions entre l'exèrcit, la marina i la força aèria. Des de la seva fundació, les FDI han estat dissenyades específicament perquè coincideixin amb la situació de seguretat única d'Israel. Les FID són una de les institucions més importants de la societat israeliana, i influeixen en l'economia del país, la cultura i l'escena política. El 1965, les Forces de Defensa d'Israel va ser guardonades amb el Premi Israel per la seva contribució a l'educació. L'exèrcit israelià utilitza diverses tecnologies desenvolupades a Israel, moltes d'ells fetes específicament per satisfer les necessitats de les FDI, com el carro de combat principal Merkava, el transport blindat de personal Achzarit, sistemes armamentístics d'alta tecnologia, el sistema de defensa de míssils Cúpula de Ferro, el sistema de protecció activa per a vehicles Trophy, i els rifles d'assalt la IMI Galil i el fusell Tavor. El subfusell Uzi va ser inventat a Israel i fou utilitzat per l'exèrcit israelià fins al desembre de 2003, la qual cosa posava fi a un període de servei que va començar el 1954. Després del 1967, l'exèrcit israelià manté estretes relacions militars amb els Estats Units, inclosa la cooperació al desenvolupament, com al jet F-15I, el sistema de defensa làser Thel, i el sistema de defensa de míssils Arrow.

## Història del Tsàhal

### Història prèvia a l'establiment de l'Estat

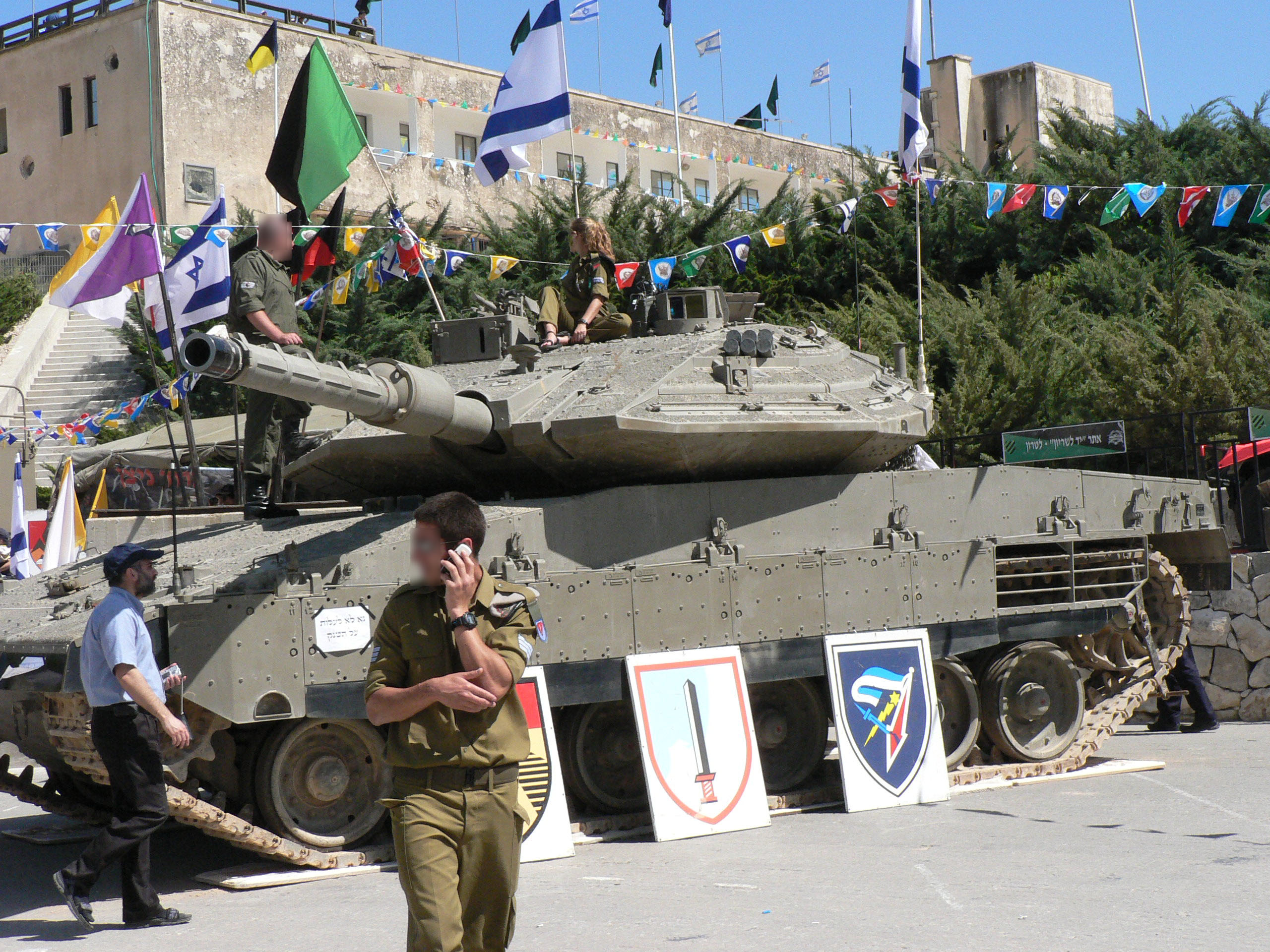
Soldats israelianes a la vora d'un tanc Merkava.

L'exèrcit israelià té les seves arrels en les organitzacions paramilitars jueves en el Nou Yixuv, a partir de la Segona Alià (1904-1914). La primera d'aquestes organitzacions era el Bar-Giora, fundada el setembre de 1907, va esdevenir Haixomer a l'abril de 1909, que va funcionar fins que el Mandat Britànic de Palestina va veure la llum el 1920. El Haixomer era una organització elitista amb abast limitat, i va ser creat principalment per protegir contra les bandes criminals que intenten robar les propietats. Durant la Primera Guerra Mundial, el precursor de la Haganà / FDI fou la Legió Jueva, que formava part de l'exèrcit britànic. Després del Pogrom de Jerusalem de 1920, el lideratge del Yixuv va prevure la necessitat de crear una organització clandestina de defensa a nivell nacional, i la Haganà va ser fundada el juny del mateix any. La Haganá va esdevenir una força de defensa a gran escala després de la revolta àrab a Palestina del 1936-1939 amb una estructura organitzada, que consistia en tres unitats principals - el Cos de Camp, cos de la Guàrdia i el Palmah. Durant la Segona Guerra Mundial, la successora de la Legió Jueva de la Primera Guerra Mundial va ser la Brigada Jueva.

### Fundació de les FDI

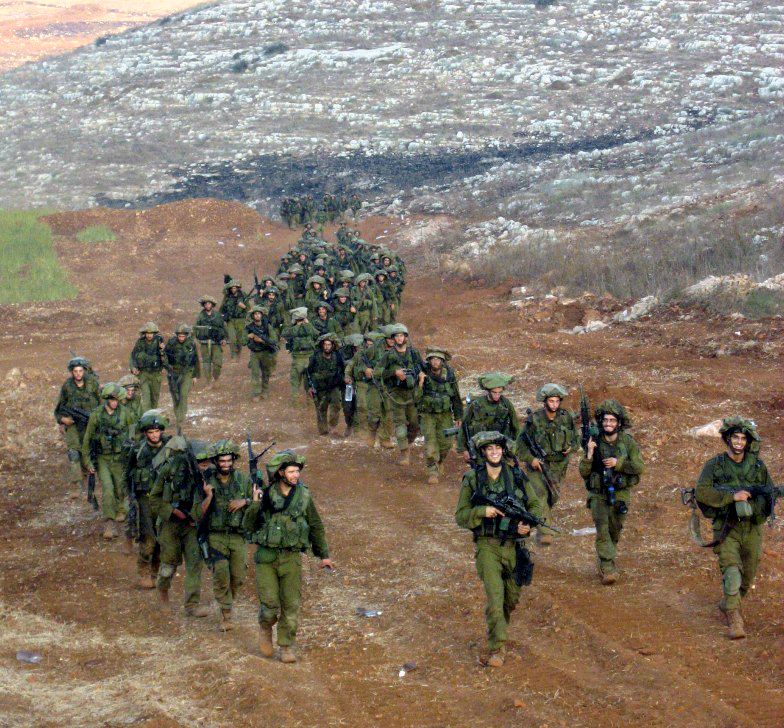
Tropes del Tsahal.

Les FDI van ser fundades després de la Declaració d'Independència d'Israel, quan el ministre de Defensa i primer ministre David Ben-Gurion van emetre una ordre el 26 de maig de 1948. Aquesta ordre demanava l'establiment de les forces de Defensa d'Israel, i l'abolició de totes les altres forces armades jueves. Tot i que Ben-Gurion no tenia autoritat legal per emetre tal ordre, l'ordre va esdevenir legal quan la va promulgar el gabinet el 31 de maig.
Les altres dues organitzacions jueves clandestines, l'Irgun i el Lehi, van acordar unir-se a l'exèrcit israelià sempre que poguessin formar unitats independents i van acordar no fer compres d'armes independents. Aquest va ser el rerefons de la disputa que va portar al conflicte de l'Altalena, arran d'un enfrontament respecte a les armes comprades per l'Irgun. Això va donar lloc a una batalla entre els membres de l'Irgún i les FDI de nova creació. Va acabar quan va ser bombardejat el vaixell que transportava les armes. Després d'aquest enfrontament, totes les unitats de l'Irgún i Lehi independents foren dissoltes o es van fusionar en les FDI. El Palmah, un fort grup de pressió dins de la Haganà, també es va unir a l'exèrcit israelià amb un seguit de disposicions, i Ben Gurion va respondre dissolent el seu personal en 1949, després que molts oficials d'alt rang es retiressin del Palmah, especialment el seu primer comandant, Yitshaq Sadeh.

### Guerra de 1948
El nou exèrcit es va organitzar durant la Guerra araboisraeliana de 1948 quan els àrabs veïns van atacar a Israel. Es van formar dotze brigades d'infanteria i blindats. Foren les brigades Golani, Carmeli, Alexandroni, Kiryati, Guivati, Etzioni, la 7a i 8a brigades blindades, i les brigades 'Oded, Harel, Yiftah i Nègueb. Després de la guerra, algunes de les brigades van ser convertides en unitats de reserva, i les altres van ser dissoltes. Els comandaments i cossos es crearen a partir dels cossos i serveis de la Haganà, i aquesta estructura bàsica en les FDI encara existeix avui.Immediatament després de la guerra de 1948, les Forces de Defensa d'Israel van haver de fer front a un conflicte de baixa intensitat contra guerrillers palestins àrabs.

### Crisi de Suez
Durant la Crisi de Suez de l'any 1956, primera prova de força, després del 1949, de les FDI, el nou exèrcit es va sotmetre a prova mitjançant la captura de la Península del Sinaí d'Egipte, la qual va ser retornada més tard. A la Guerra dels Sis Dies del 1967, Israel va conquerir la península del Sinaí, Gaza, Cisjordània (incloent Jerusalem Est) i els Alts del Golan dels àrabs dels voltants, amb la qual cosa canvià l'equilibri de poder a la regió, així com el paper de les FDI. En els anys següents que van conduir a la Guerra de Yom Kipur, les FDI es van enfrontar en una guerra de desgast contra Egipte al Sinaí i una guerra fronterera contra l'OAP a Jordània, que va culminar en la batalla de Karameh.

### Guerra del Yom Kippur

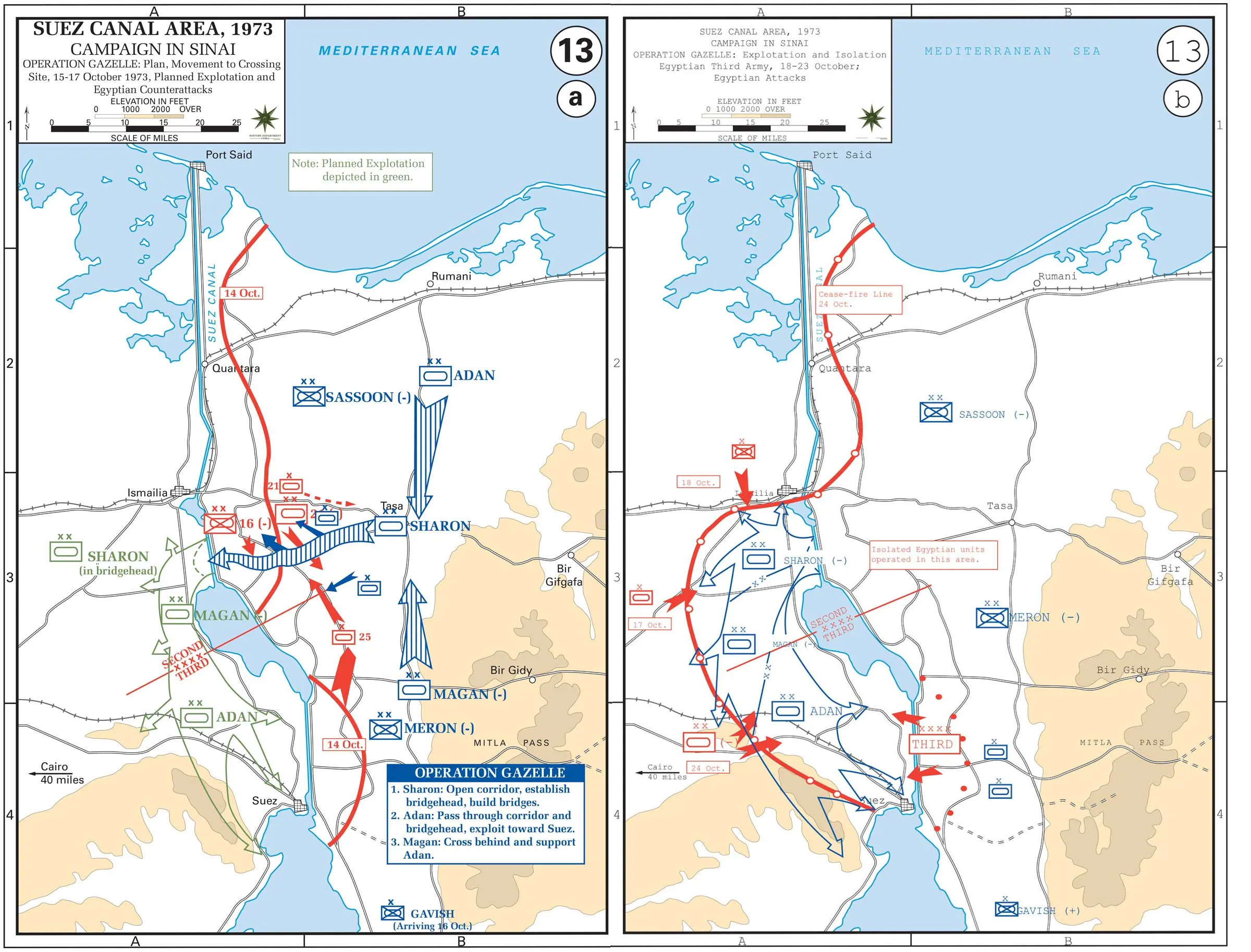
' Operació Gasela'», maniobra terrestre d'Israel que envolta el Tercer Exèrcit egipci, octubre del 1973

La sorpresa de la guerra del Yom Kippur i la postguerra va canviar completament els procediments i l'enfocament de les FDI a la guerra. Es van fer canvis organitzatius i es va dedicar més temps a la formació per a la guerra convencional. No obstant això, en els anys següents el paper de l'exèrcit lentament es va desplaçar de nou a un conflicte de baixa intensitat, guerra urbana i contraterrorisme. Va participar en la Guerra Civil Libanesa, va iniciar l'Operació Litani i més tard la Guerra del Líban de 1982, on l'exèrcit israelià va expulsar les organitzacions guerrilleres palestines del Líban. La militància palestina ha estat l'objectiu principal de les FDI des de llavors, sobretot durant la Primera Intifada i la Segona Intifada, l'Operació Escut Defensiu, l'Operació Plom Fos, l'Operació Columna de Núvol i l'Operació Marge Protector, conflictes que han fet que les FDI canviessin molts dels seus valors i publiquessin fins i tot un codi de conducta. L'organització islàmica xiïta Hesbol·là també ha estat una creixent amenaça contra la qual l'exèrcit israelià ha hagut de lluitar en un conflicte asimètric entre 1982 i 2000, així com com en una guerra a gran escala el 2006.

## Servei militar

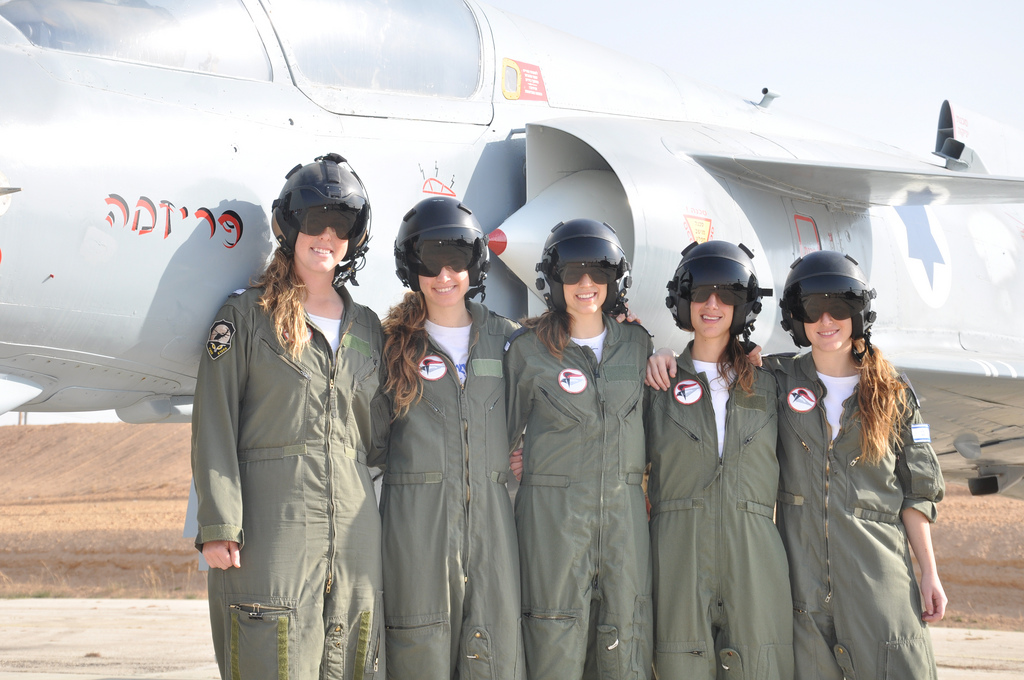
163ena promoció del Curs de Vol de les FDI

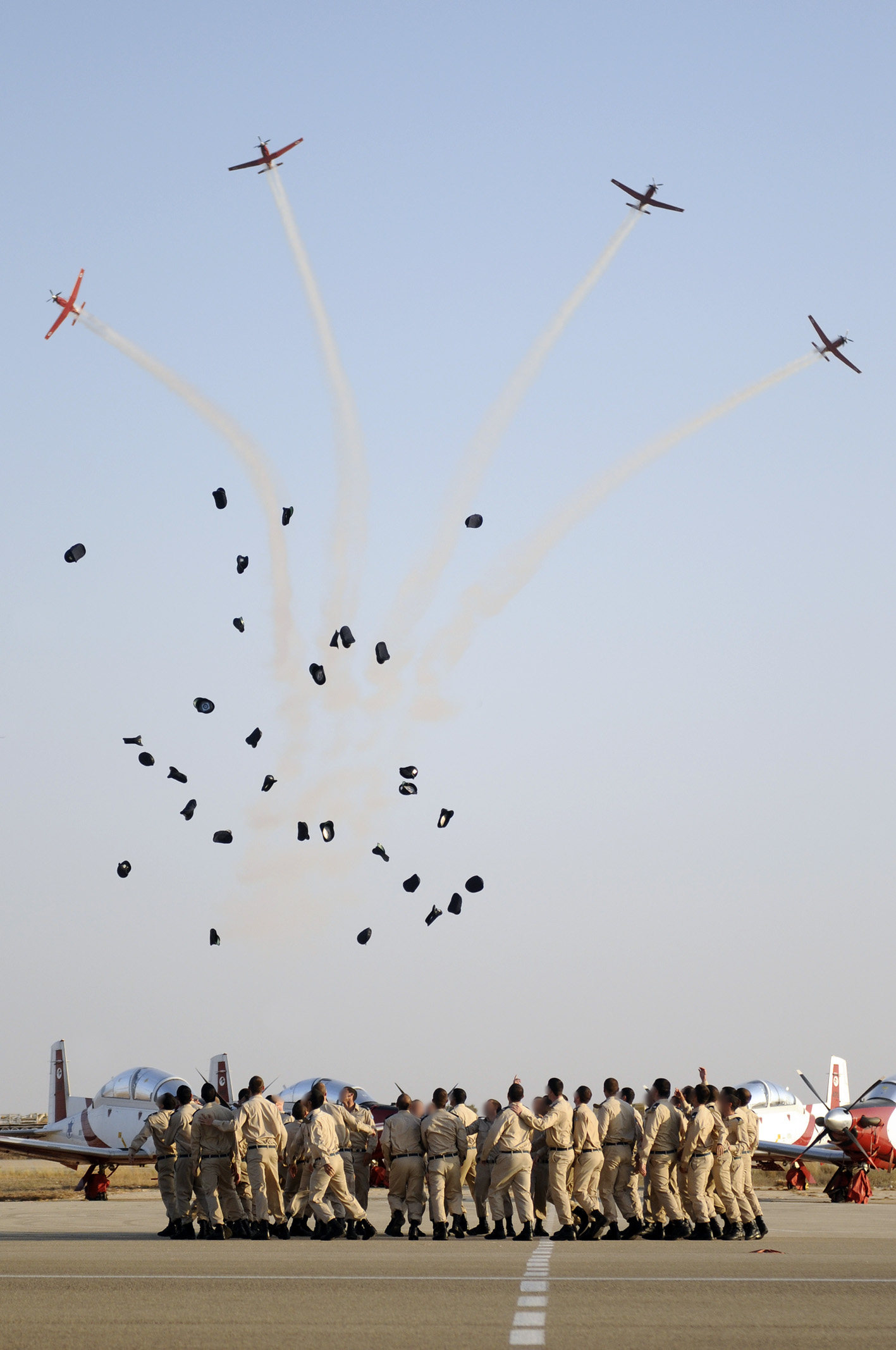
Graduats de l'acadèmia de vol de les FDI reben els seus rangs com a oficials de la força aèria.

### Vies del servei militar
El servei militar es duu a terme de tres maneres diferents:
- Servei regular (שירות חובה) – servei militar obligatori que es realitza d'acord amb la llei de servei de seguretat israeliana.
- Servei permanent (שירות קבע) – servei militar que se celebra en el marc d'un acord contractual entre l'exèrcit israelià i el titular del càrrec.
- Servei a la reserva (שירות מילואים) – un servei militar en què els ciutadans són cridats per al servei actiu com a màxim un mes cada any, per a les activitats de capacitació i activitats de defensa en curs i, especialment, amb el propòsit d'augmentar les forces militars en cas d'una guerra.

A vegades les FDI també duen a terme cursos pre-militars (קורס קדם צבאי or קד»צ) per ser aviat soldats de servei regular.

### Vies de servei especial
- Xoher (שוחר): és una persona inscrita en estudis pre-militars (universitat, escola tècnica fins a llicenciatura en enginyeria, entre d'altres קד»ץ estudis) – després de completar el dotzè any d'estudi 12 s'estarà a un campament militar per un període de dos mesos i, si es permet, entrarà en un programa d'educació per a qualificar-se com a enginyer pràctic(títol equivalent a enginyer tècnic), amb almenys dues setmanes d'entrenament després de cada any d'estudi. Els candidats seleccionats continuaren els seus estudis per a obtenir una llicenciatura en enginyeria. El xoher s'inscriurà al servei regular si abandona els estudis o un cop els hagi finalitzat.

El xoher tindrà la capacitat de servir en unitats d'R+D sense tenir les credencials d'enginyeria si un oficial considera que és digne i fins i tot el podria recomanar per a les unitats de R+D. Les unitats d'R+D tenen l'opció de proporcionar el certificat «על תקן מהנדס» a unes poques persones seleccionades per tal que una persona pugui treballar com a rescatador o equip de vol sense tenir una llicenciatura en enginyeria (el certificat no és vàlid per a la maquinària de R+D mèdica). Aquest certificat és proporcionat per l'alt comandament en el camp de la investigació (per exemple, a la Força Aèria és el Cap d'Equipament de Grup).
- Treball civil per a les FDI (אזרח עובד צה»ל), un civil que treballa per a l'exèrcit.

La Direcció de Personal (אגף משאבי אנוש) al Comandament de les Forces de Defensa d'Israel és l'organisme que coordina i agrupa les activitats relacionades amb el control dels recursos humans i la seva col·locació.

#### Servei regular

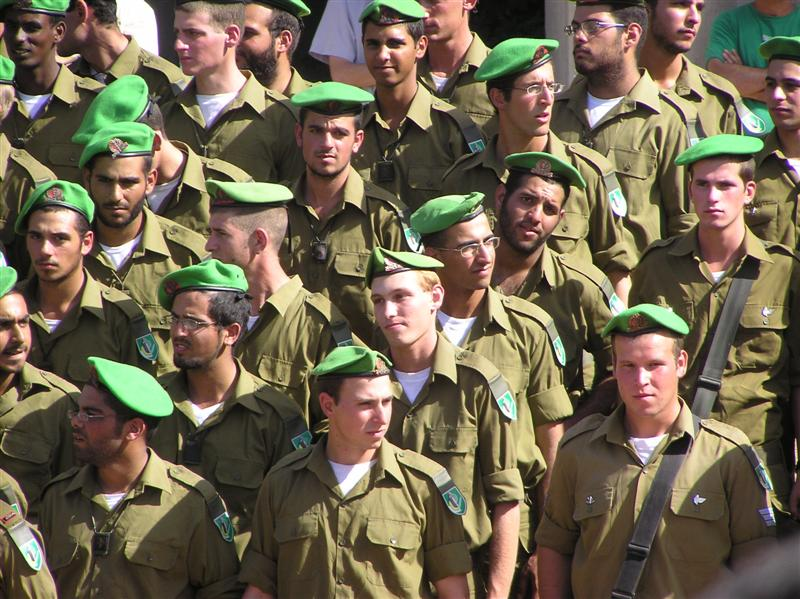
Soldats de la Brigada Nahal en el seu servei regular

El servei militar és obligatori per als homes entre 18 i 29 anys i per a les dones entre 18 i 26 anys. Les dones casades n'estan exemptes. Les dones que invoquen motius religiosos també n'estan exemptes, si bé aleshores han d'acomplir un servei social substitutori. Els joves s'han d'incorporar quan acaben els seus estudis de secundària; des de 1987 els estudiants que es neguen a incorporar-se per motius polítics o de consciència se'ls coneix com a xeministim. Els estudiants d'escoles talmúdiques gaudien d'una pròrroga en la incorporació a files, mentre duraven els seus estudis; tot i que el 2012 es decidí que també haurien d'incorporar-se a files, tot i la seva negativa a fer-ho. El període de reserva s'estén fins als 49 anys, si bé pot variar en funció en funció de les necessitats de la unitat en qüestió o el grau d'especialització del reservista. Les dones desenvolupen gairebé les mateixes funcions que els homes, excepte aquelles que requereixen estar en primera línia del front. Del total de 776 funcions que hi ha al Tsàhal, 516 poden ser desenvolupades per dones.
Els homes realitzen un servei militar de 3 anys, i les dones un servei de 21 mesos, ambdós amb la possibilitat de ser contractats, si és que l'exèrcit els requereix, per un període d'uns anys o de per vida.

#### Servei permanent

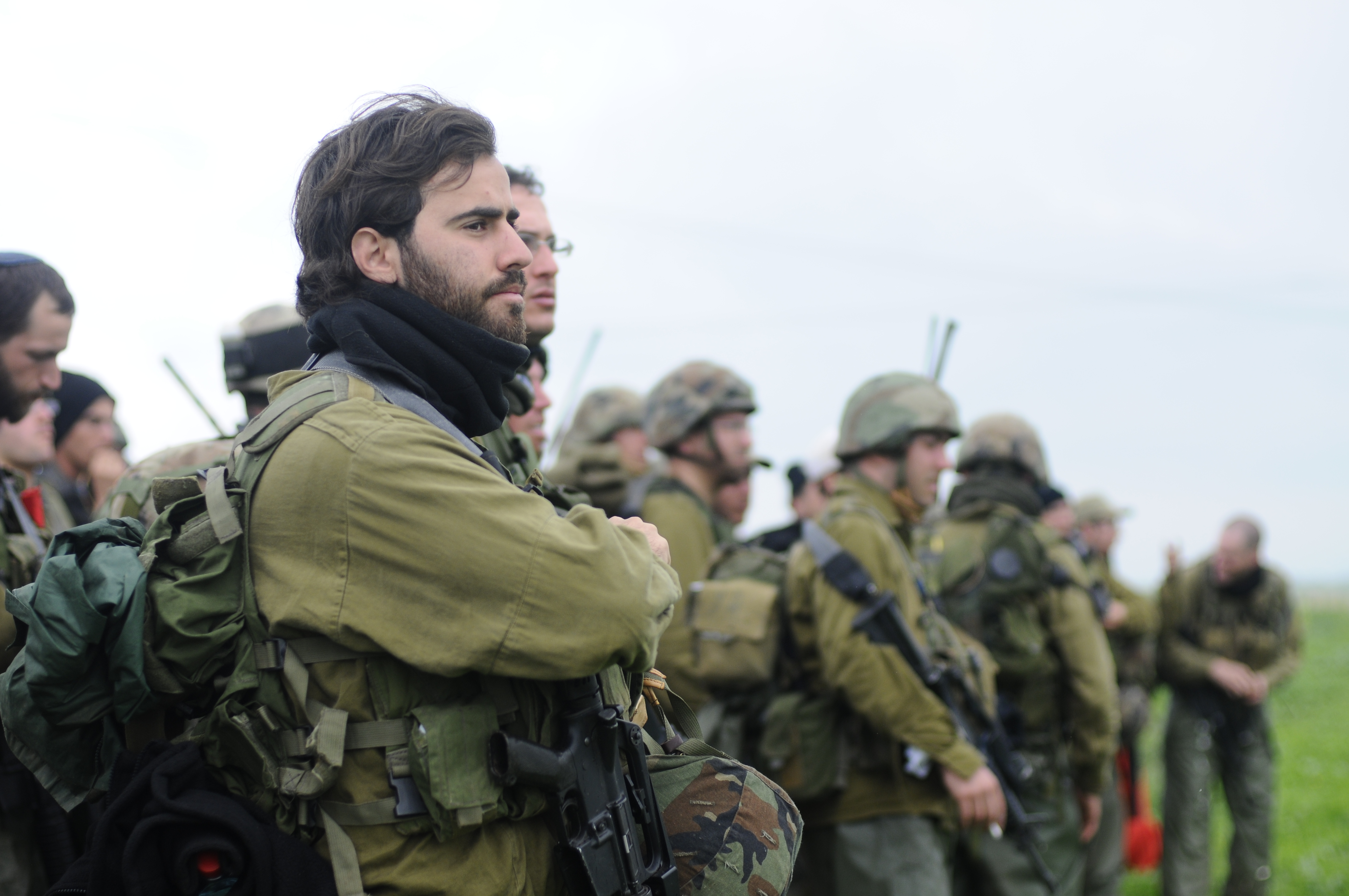
Reservistes de les FDI s'entrenen als Alts del Golan

El servei permanent està dissenyat per als soldats que opten per continuar servint en l'exèrcit després del seu servei regular, per un període curt o llarg, i en molts casos es fan militars de carrera. El servei permanent en general comença immediatament després del període de servei regular obligatori, però també hi ha soldats als que s'eximeix del període final de servei regular obligatori i són reclutats de nou, per l'exèrcit, com a soldats de servei permanent en un període posterior.
El servei permanent es basa en un acord contractual entre l'exèrcit israelià i el titular de la posició permanent. El contracte de servei defineix quant de temps durarà el servei dels soldats, i cap al final de la vigència del contracte es pot negociar l'ampliació de la durada de servei del soldat. Moltes vegades, cal que els soldats de servei regular es comprometin amb un servei permanent després del període de servei regular obligatori, a canvi de l'assignació dels llocs militars que requereixen un llarg període de formació (ex. pilots d'avió de combat).
A canvi del servei permanent, els soldats de servei permanent reben salaris complets, i en servir durant un llarg període com a soldat de servei permanent, també tenen dret a una pensió de l'exèrcit. Aquest dret es dona als soldats de servei permanent en una etapa relativament primerenca de la seva vida, en comparació amb la resta dels jubilats israelians.

#### Servei a la reserva

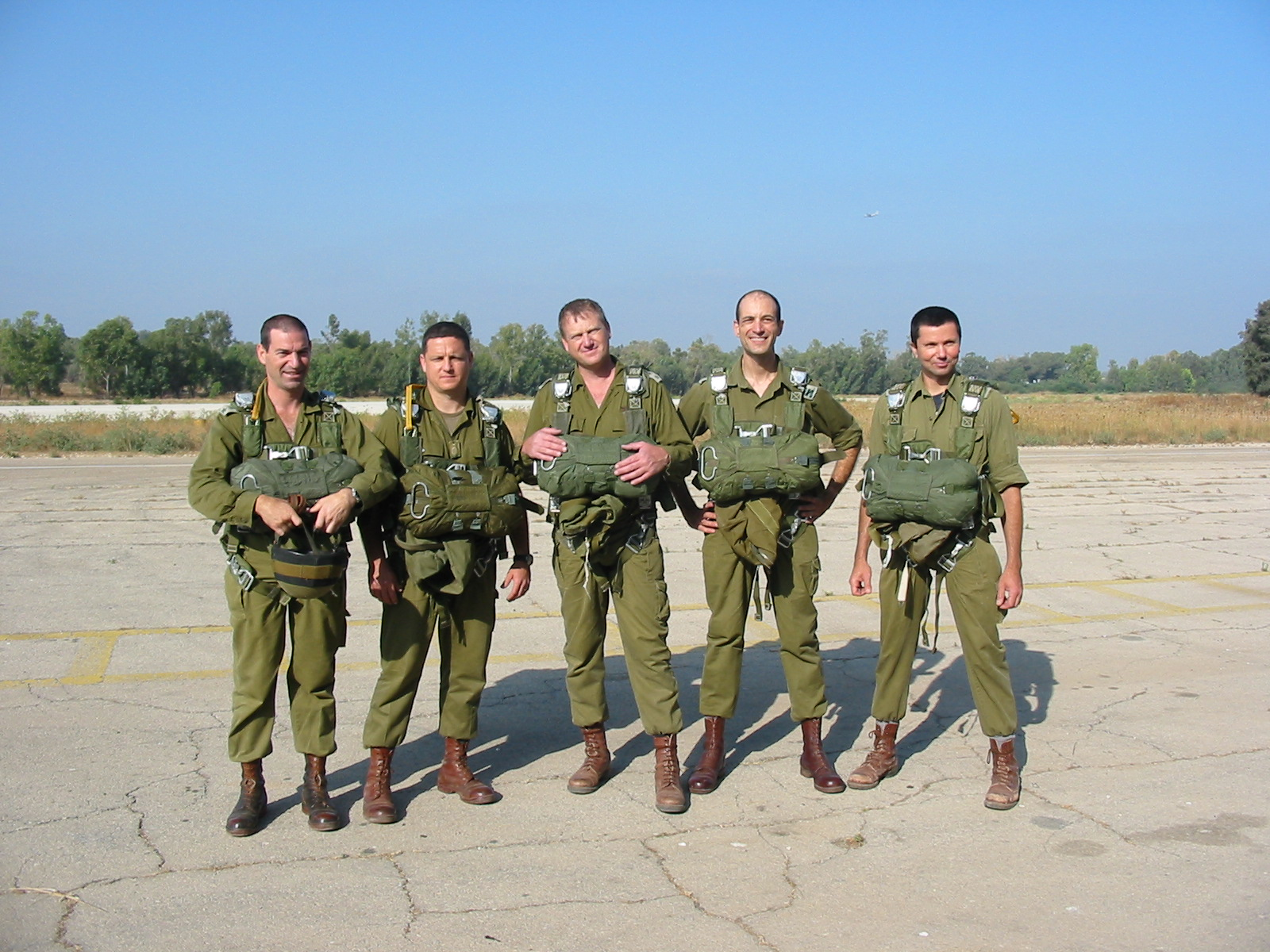
Oficials en servei en la reserva abans de llançar-se en paracaigudes exercici. Servei de reserva pot continuar fins a l'edat de 51

Després de completar el seu servei regular, l'exèrcit israelià pot cridar els soldats per:
- Servei de reserva, per un període mínim d'un mes i màxim d'un any, fins a l'edat de 43-45 (els reservistes poden ser voluntaris després d'aquesta edat)
- Servei actiu immediat en temps de crisi

En la majoria dels casos, el deure de reserva es duu a terme a la mateixa unitat durant anys; en molts casos és la mateixa unitat que el servei actiu i aquesta unitat està formada per les mateixes persones. Molts soldats que han servit junts en el servei actiu continuen reunint-se en el deure de reserva durant anys després que hagin acabat el seu servei obligatori, un fet que comporta que el deure de reserva esdevingui una forta experiència d'unió personal en la societat israeliana.
Tot i que encara estan disponibles per a la crida a files en moments de crisi, la majoria dels homes d'Israel, i la pràctica totalitat de les dones, en realitat no realitzen el servei de reserva en qualsevol any donat. Les unitats no criden sempre la totalitat dels seus reservistes tots els anys, i existeixen tot un seguit d'exempcions si hom és cridat per al servei de reserva regular. Pràcticament no existeixen exempcions per als reservistes cridats en un moment de crisi, però l'experiència ha demostrat que en aquests casos (més recentment, la Guerra del Líban de 2006) les exempcions no se solen demanar o exercitar; les unitats generalment assoleixen taxes de reclutament per sobre del que es considera la seva capacitat òptima.

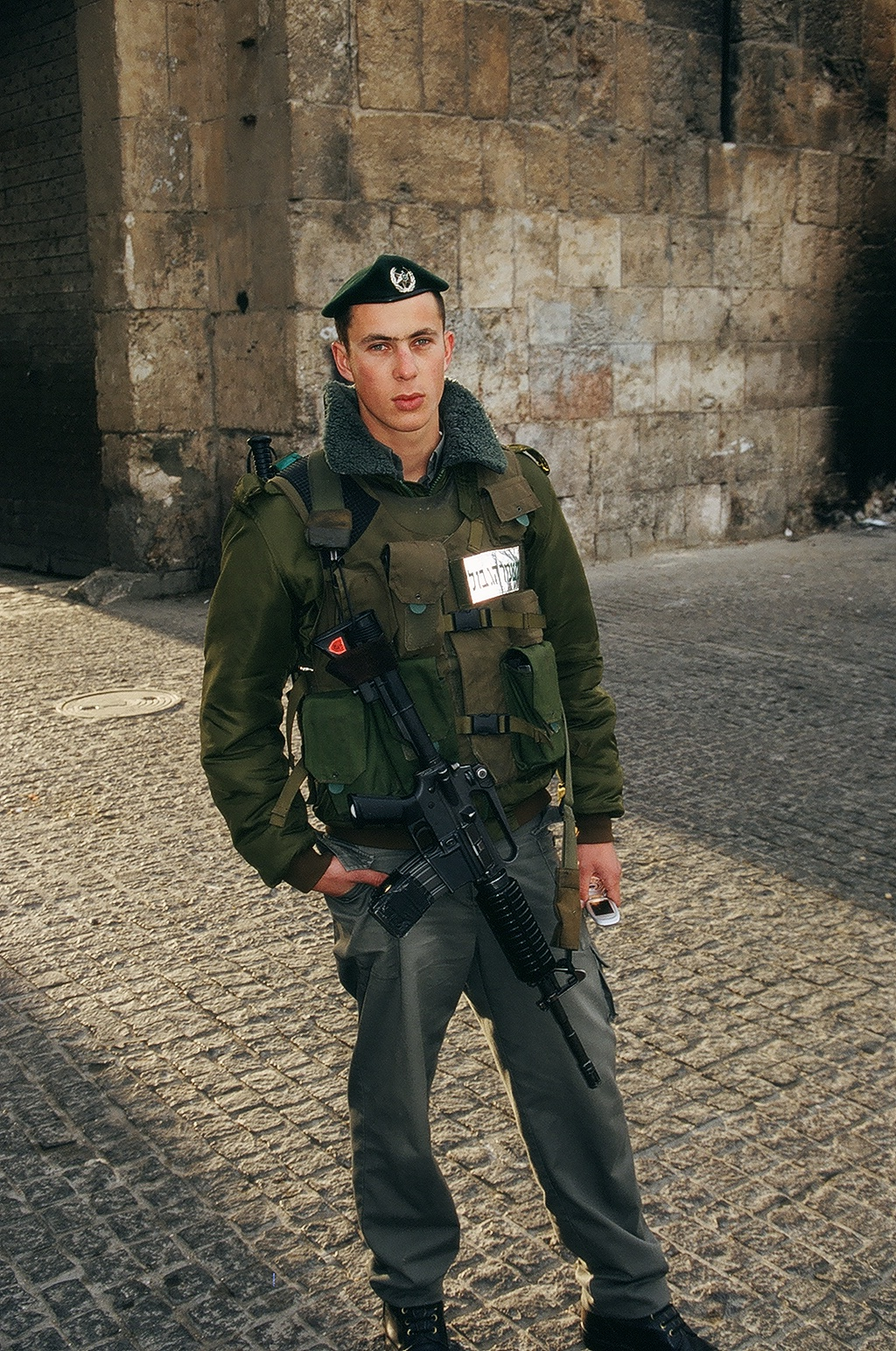
La Policia de Fronteres d'Israel (Magav) és responsable de la seguretat en zones urbanes o rurals

### Servei fora de les FDI
A part del Servei Nacional (Xerut Leumi), els reclutes de les FDI poden servir en organismes diferents de les FDI de diverses maneres.
L'opció de combat és Policia de Fronteres d'Israel (Magav - la traducció exacta de l'hebreu significa «guàrdia de fronteres») de serveis, part de la Policia d'Israel. Alguns soldats completen el seu entrenament de combat de les FDI i posteriorment se sotmeten a una formació addicional antiterrorista i de Policia de Fronteres. Aquests són assignats a unitats de la Policia de Frontera. Les unitats de la Policia de Fronteres lluiten braç a braç amb les unitats de combat regulars de les FDI, tot i que amb una menor capacitat. També són responsables de la seguretat a les zones urbanes denses, com ara Jerusalem, i s'encarreguen de la seguretat i la lluita contra el crim a les zones rurals.
Els serveis que no són de combat inclouen el programa del Servei de Policia Obligatori (Xaham), on els joves serveixen a la Policia d'Israel, al Servei de Presons d'Israel, o a altres branques de les Forces de Seguretat d'Israel en comptes del servei militar regular.

### Dones a l'exèrcit

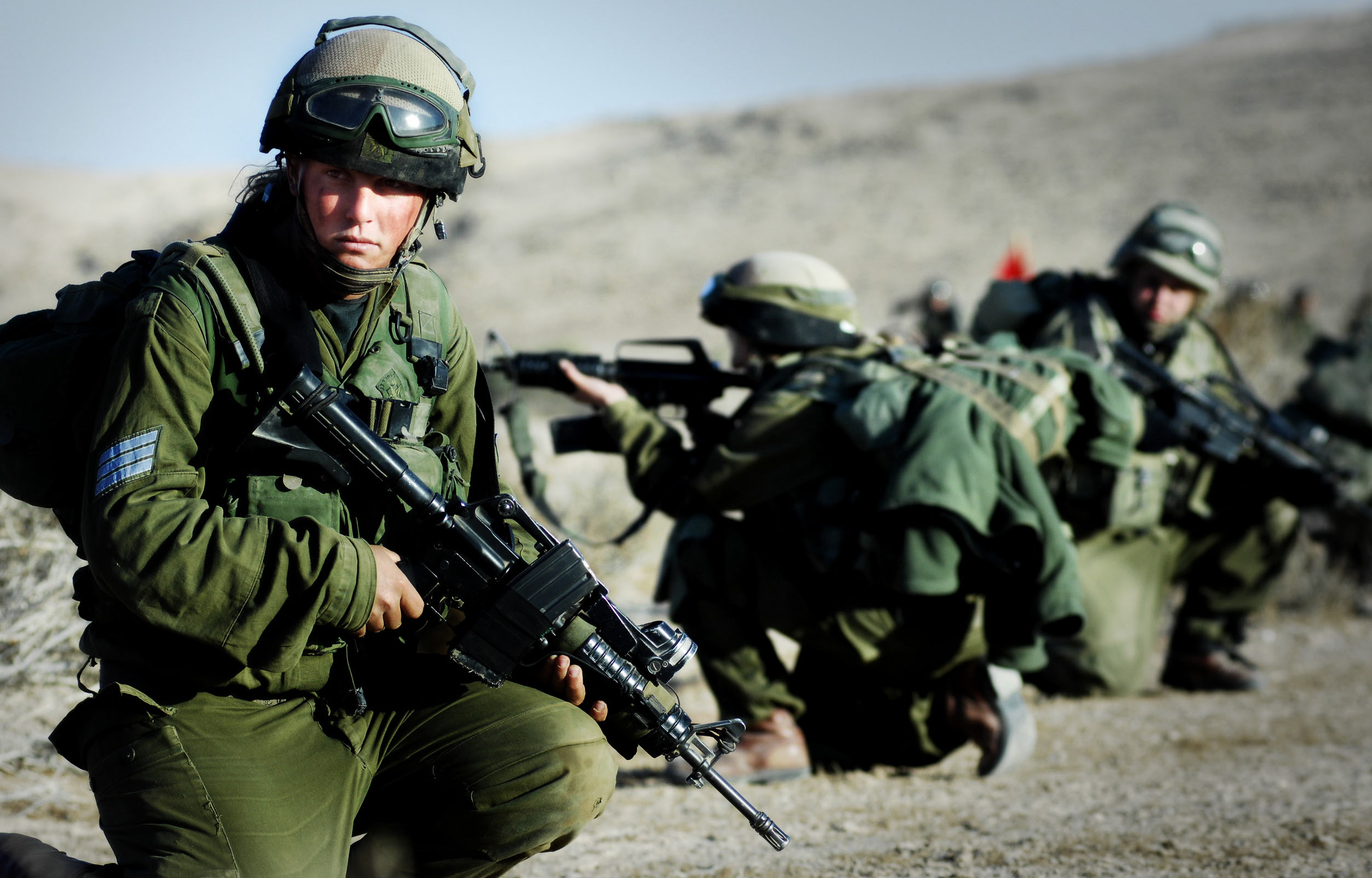
El Batalló Caracal unisex, que serveix en missions de seguretat rutinàries

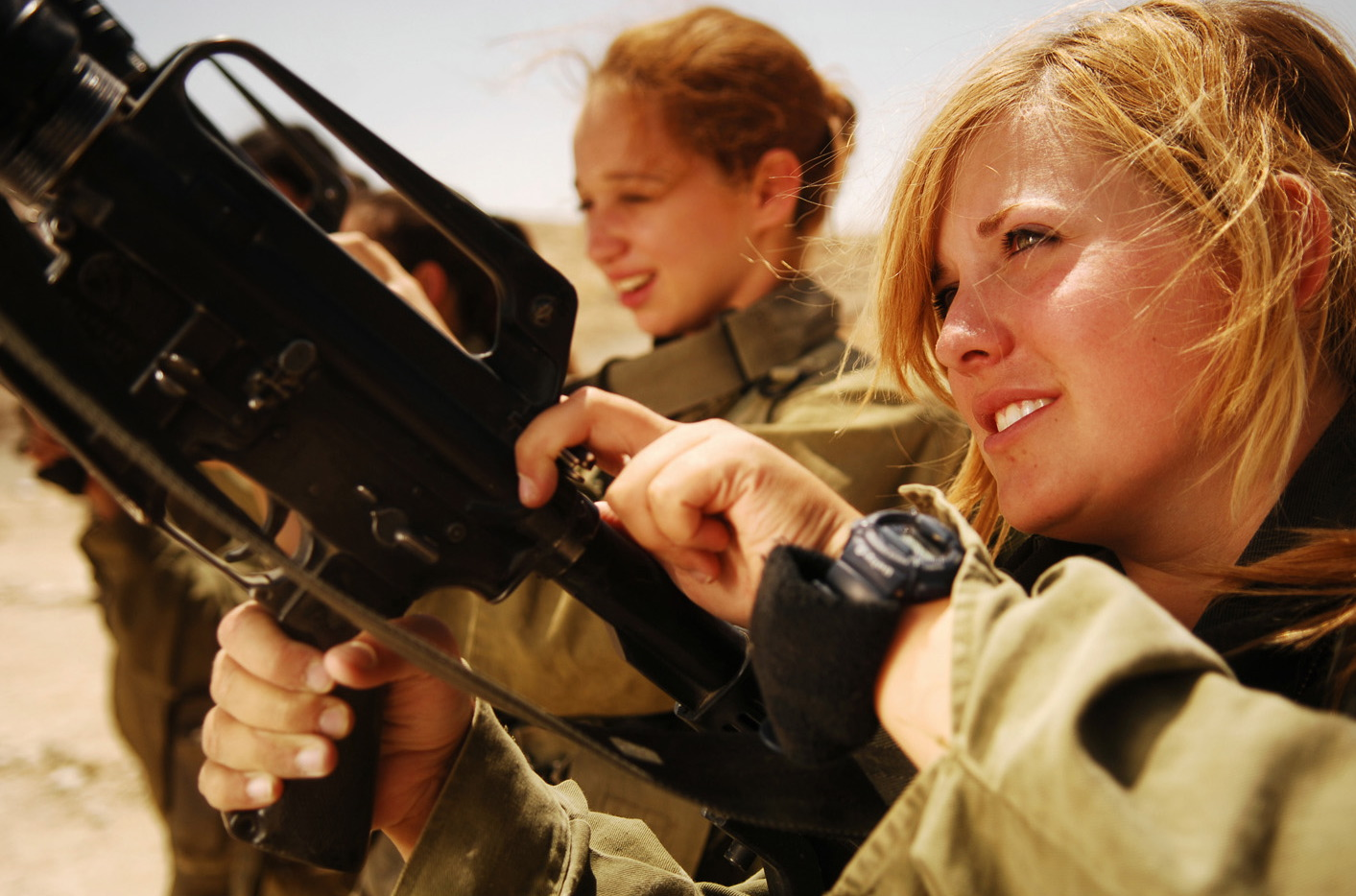
Instructores d'infanteria de les FDI, un paper comú per a les dones en l'exèrcit israelià

Israel és l'única nació que recluta dones i assigna algunes d'ells al servei de combat d'infanteria, fet que les col·loca directament en la línia de foc enemic.
La pilot civil i enginyera aeronàutica Alice Miller va sol·licitar amb èxit al Tribunal Suprem d'Israel que pogués prendre part en els exàmens de formació de pilots de la Força Aèria d'Israel (FAI), després de ser rebutjada per motius de gènere. Tot i que el president Ezer Weizman, un ex comandant de la FAI, va dir a Miller que per a ella seria millor que es quedés a casa i sargís mitjons, el tribunal finalment va dictaminar el 1996 que la FAI no podia excloure les dones qualificades de la formació de pilots. Per bé que Miller no passaria els exàmens, la resolució va ser tota una fita, i va obrir les portes per a les dones en els nous rols de les FDI. Les diputades de la Kenésset van aprofitar l'impuls per redactar un projecte de llei que permetés a les dones d'ofererir-se com a voluntàries per a qualsevol càrrec, si estiguessin qualificades.
El 2000, la modificació de la Igualtat a la llei del Servei Militar va declarar que el dret de les dones a servir en qualsevol funció en l'exèrcit israelià és igual al dels homes. Les dones han participat en l'exèrcit d'Israel abans i després de la fundació de l'Estat el 1948. Les dones van començar a entrar en suport de combat i funcions de combat lleugeres en unes poques àrees, inclòs el Cos d'Artilleria, unitats d'infanteria i les divisions cuirassades. Es van formar alguns escamots, anomenats Karakal, on homes i dones servien junts a la infanteria lleugera. L'any 2000 el Karacal va esdevenir un batalló de ple dret. Moltes dones també s'unirien a la Policia de Fronteres d'Israel.
El juny de 2011, la Major General Orna Barbivai va esdevenir la primera dona a arribar al grau de general de divisió en les FDI, en substitució del cap de la Direcció General de Divisió. General Avi Zamir. Barbivai va declarar: «Em sento orgullosa de ser la primera dona a convertir-se en general de divisió i ser part d'una organització en la qual la igualtat és un principi central. El 90 per cent dels llocs de treball en les FDI estan oberts a les dones, i estic segur que hi ha altres dones que continuaran trencant barreres.»
El 2013, l'exèrcit israelià va anunciar que, per primera vegada, permetria que una dona transsexual servís a l'exèrcit com a soldat de sexe femení.

## Minories a l'exèrcit

### Drusos i circassians
Les minories no jueves tendien a servir en una de les diverses unitats especials: la Unitat de les Minories, també coneguda com a Unitat 300; la Unitat de Reconeixement Drusa; i la Unitat de Rastrejadors, formada majoritàriament per beduïns del Négueb. El 1982 l'Estat Major de les FDI va decidir integrar les forces armades mitjançant l'obertura d'altres unitats a les minories, alhora que situava alguns reclutes jueus a la Unitat de Minories. Fins al 1988, el cos d'intel·ligència i la força aèria es va mantenir tancats a les minories.
Els membres de les minories (excepte drusos i circassians) no estan obligats a fer el servei militar (se'ls admet, tanmateix, com a professionals). Tot i que Israel és un Estat jueu, i la majoria dels seus soldats abracen aquesta religió, des de 1956 els drusos i circassians estan subjectes a la conscripció obligatòria a les FDI, en igualtat amb els jueus d'Israel. Al principi, serveixen en el marc d'una unitat especial denominada Unitat de Minories, com un batalló independent. Des de la dècada de 1980 els soldats drusos han protestat contra aquesta pràctica, atès que desitjaven tenir accés a les tropes d'elit, com la unitat Xaietet 13 de les forces especials. Fou llavors quan l'exèrcit, en reconeixement del seu patriotisme, va començar a incorporar els soldats drusos a les unitats de combat regulars i els ha promogut als més alts rangs. En els últims anys, diversos oficials drusos han arribat a rangs tan alts com el d'Aluf (general de divisió), i molts han rebut condecoracions per serveis destacats.
En proporció al seu nombre, els drusos aconsegueixen els rangs més alts a l'exèrcit israelià. El primer navegant aeri drus va completar la seva formació el 2005, i la seva identitat està protegida, com la de tots els pilots de la Força Aèria Israeliana. Durant la Guerra d'Independència d'Israel, molts drusos es van posar de part inicialment amb els àrabs, però després van desertar de les seves files per tornar als seus pobles o per posar-se al costat d'Israel i participar en algunes de les seves unitats militars.
El servei militar és una tradició entre la població drusa: més del 83 per cent dels homes drusos serveixen a l'exèrcit, i el 87 per cent d'aquests reclutes formen part del batalló Herev, una unitat de combat conformada exclusivament per soldats drusos. 8369 soldats drusos han donat les seves vides per l'Estat en operacions de combat des del naixement de l'Estat d'Israel l'any 1948.

### Beduïns i àrabs israelians

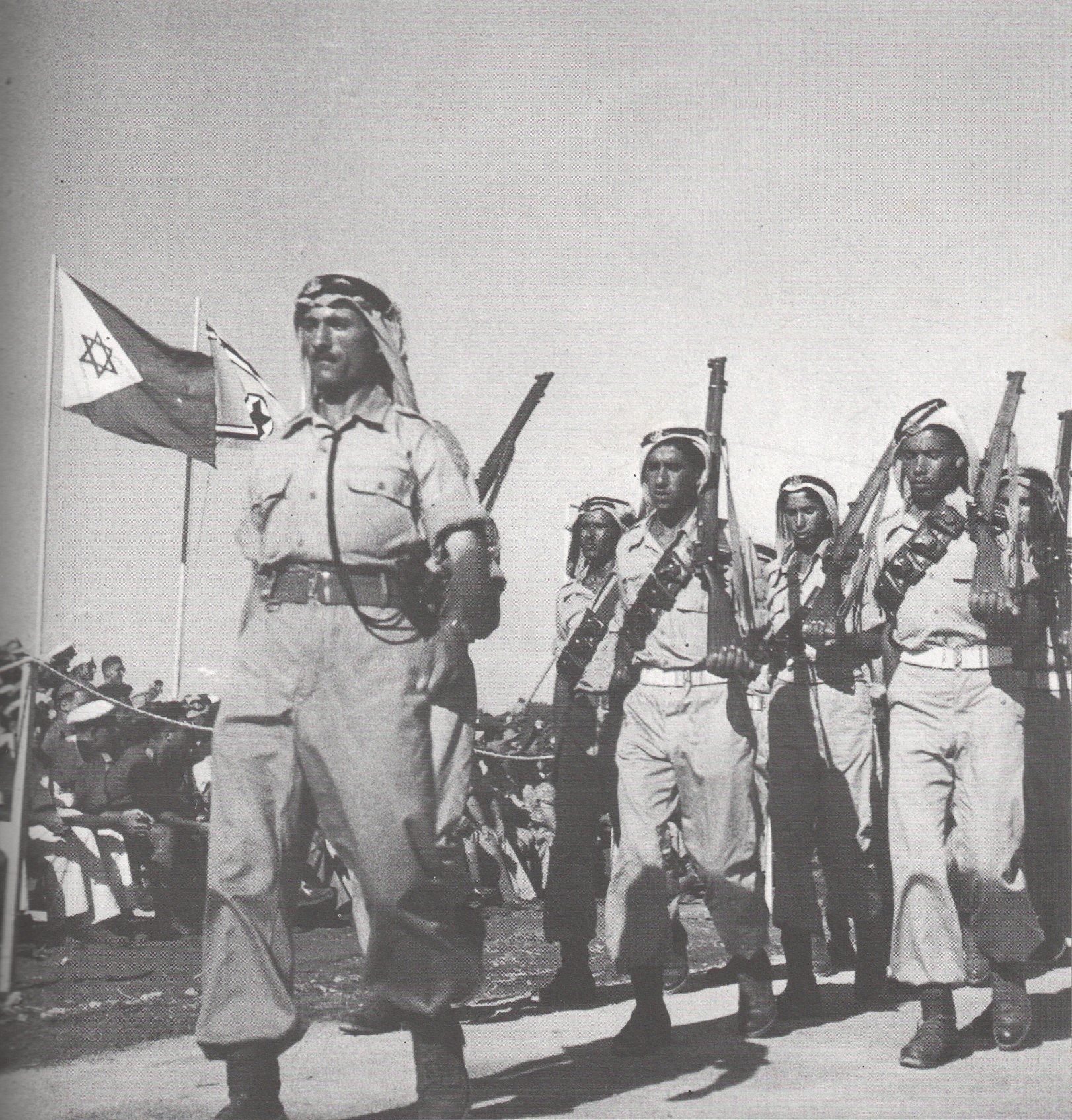
Soldats beduïns el 1949

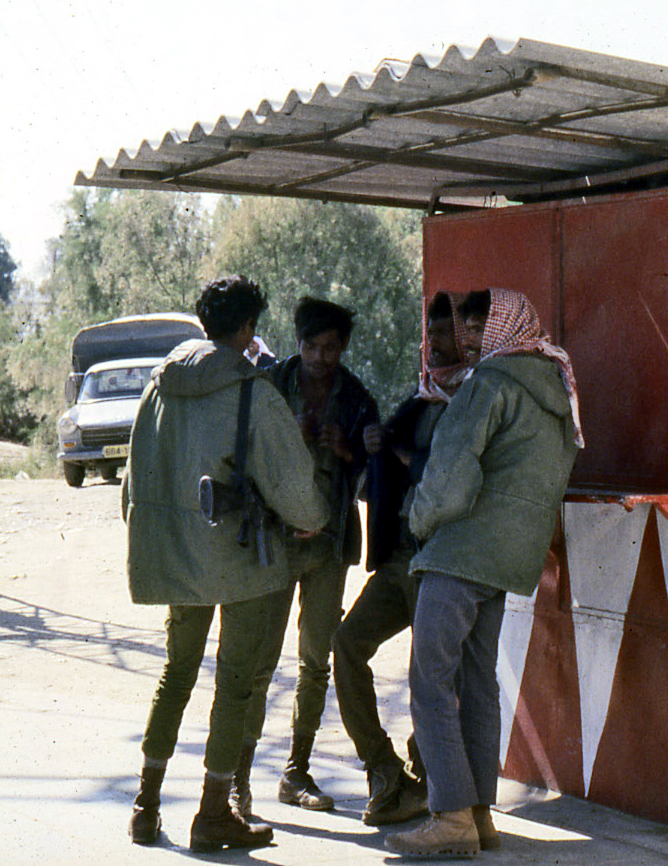
Soldats àrabs israelians prestant serveis a Galilea el 1978

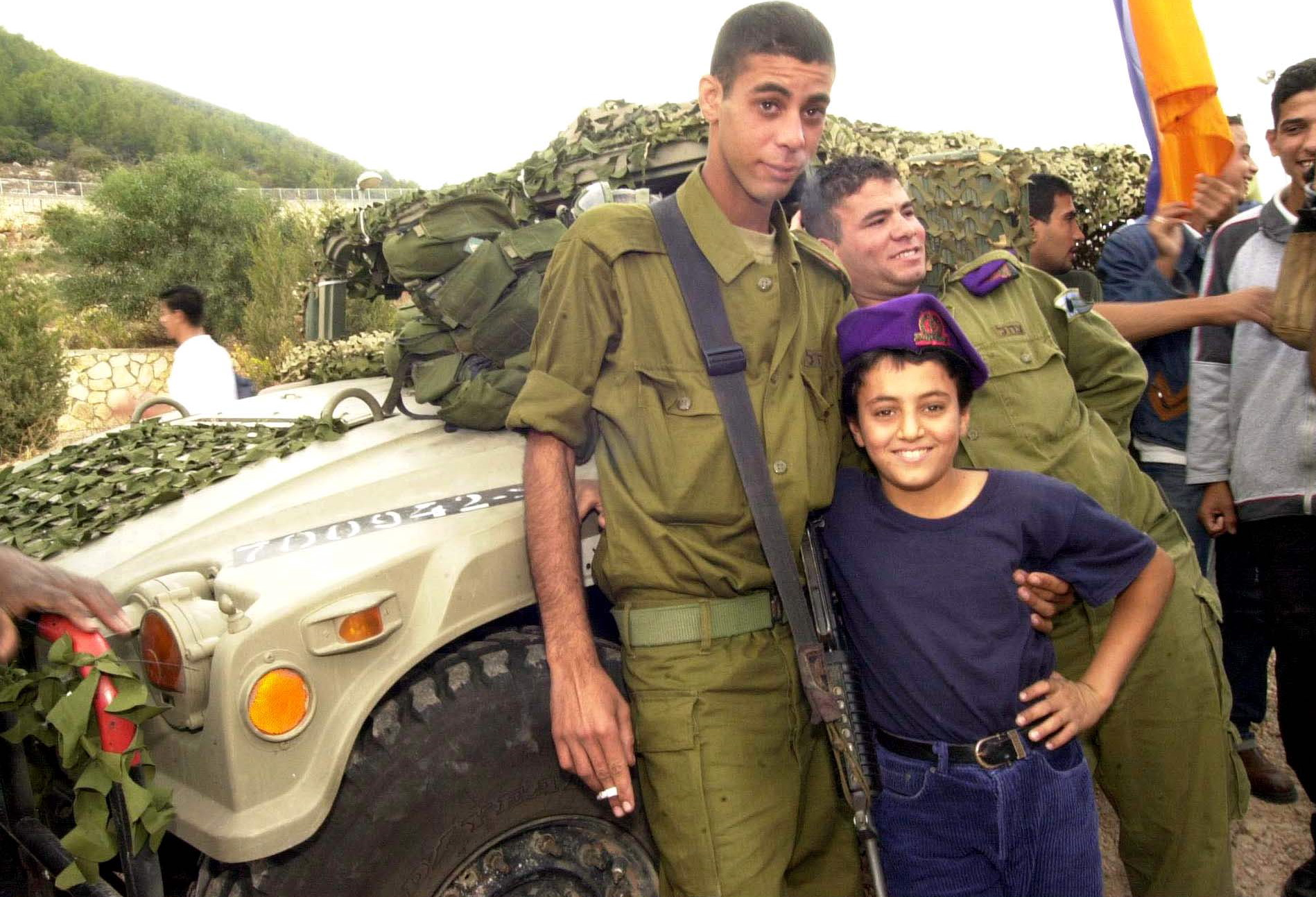
Batalló Beduí de Reconeixement del Desert, mentre visita una escola àrab

Per llei, tots els ciutadans israelians estan subjectes a la conscripció. El ministre de Defensa, té total discreció per a concedir una exempció a ciutadans o classes de ciutadans individuals. Una perllongada política que data dels primers anys d'existència d'Israel estén l'exempció a totes les altres minories israelianes (sobretot àrabs israelians). No obstant això, existeix una perllongada i antiga política governamental de foment del voluntariat militar entre els beduïns i d'oferir-los diversos incentius, i en algunes comunitats beduïnes empobrides una carrera militar sembla un dels pocs mitjans de (relativa) mobilitat social disponible. A més, els musulmans i els cristians són acceptats com a voluntaris, fins i tot a una edat superior als 18 anys.
D'entre els ciutadans no àrabs beduïns, el nombre de voluntaris per al servei militar, alguns àrabs cristians i fins i tot alguns musulmans àrabs- és mínim, i el govern no fa cap esforç especial per augmentar-lo. Sis àrabs israelians han rebut ordres de distinció (condecoracions), com a resultat del seu servei militar; d'entre ells el més famós és un oficial beduí, el tinent coronel Abd el-Majid Hidr (també conegut com a Amos Yarkoni), que va rebre la Medalla del Servei Distingit. Vahid el Huzil va ser el primer beduí a esdevenir comandant de batalló.
Fins al segon mandat de Yitshaq Rabbín com a primer ministre (1992-1995), els beneficis socials atorgats a famílies en què almenys un membre (incloent un avi, oncle o cosí) havia servit alguna vegada a les forces armades eren significativament més alts que per a les famílies «no militars», un fet que es considerava un mitjà de discriminació flagrant entre els jueus i àrabs. Rabbín va liderar la supressió de la mesura, però es va trobar amb una forta oposició de la dreta israeliana. En l'actualitat, l'únic avantatge oficial del servei militar és la consecució de l'acreditació de seguretat i servei en alguns tipus de càrrecs de govern (en la majoria dels casos, relacionada amb la seguretat), així com alguns beneficis materials (no monetaris) indirectes.
En lloc de fer el servei militar, els joves àrabs israelians tenen l'opció de ser voluntaris al servei nacional i rebre beneficis similars als rebuts pels soldats llicenciats. Els voluntaris s'assignen generalment a les poblacions àrabs, on ajuden amb els assumptes socials i comunitaris. Des del 2010 hi ha 1.473 àrabs voluntaris per al servei nacional. Segons fonts de l'administració del servei nacional, els líders àrabs estan aconsellant als joves d'abstenir-se de realitzar serveis per a l'Estat. D'acord amb un funcionari del Servei Nacional, «Durant anys, el lideratge àrab ha exigit, amb raó, beneficis per als joves àrabs similars als rebuts pels soldats llicenciats. Ara, quan aquesta oportunitat es troba disponible, són precisament aquests líders els que rebutgen la crida de l'estat per venir i fer el servei, i rebre aquests beneficis».
Tot i que els àrabs no estan obligats a servir en les FDI, qualsevol àrab pot ser voluntari. Una dona àrab musulmana serveix actualment com a metge amb la unitat 669.
La caporal del cos mèdic militar Elinor Joseph va esdevenir la primera dona àrab soldat de combat de les FDI. Elinor va dir:
| « | ... hi havia uns [coets] Katiuixa que van caure a prop de casa i també van ferir els àrabs. Si algú em digués de servir a les FDI significa matar àrabs, els recordo que els àrabs també maten àrabs." Vaig tractar totes les persones en els llocs de control de la mateixa manera, perquè tots som humans. Per això, ningú va reaccionar a mi d'una manera negativa, i per dir la veritat, que em va sorprendre. "La presència d'Elinor també va ajudar a canviar la percepció de la gent," La gent sabia que jo hi era i que no em mossegaria la llengua si fos necessari, per la qual cosa van tenir un recordatori constant per tractar bé els palestins. Però, en realitat, el seu tractament va ser sempre ple de respecte." | » |

Altres oficials àrab-musulmans en l'exèrcit israelià són Hixam Abú Varia, que actualment és sotstinent, i la Major Ala Wahib, que és actualment l'oficial musulmà de més rang a les FDI.

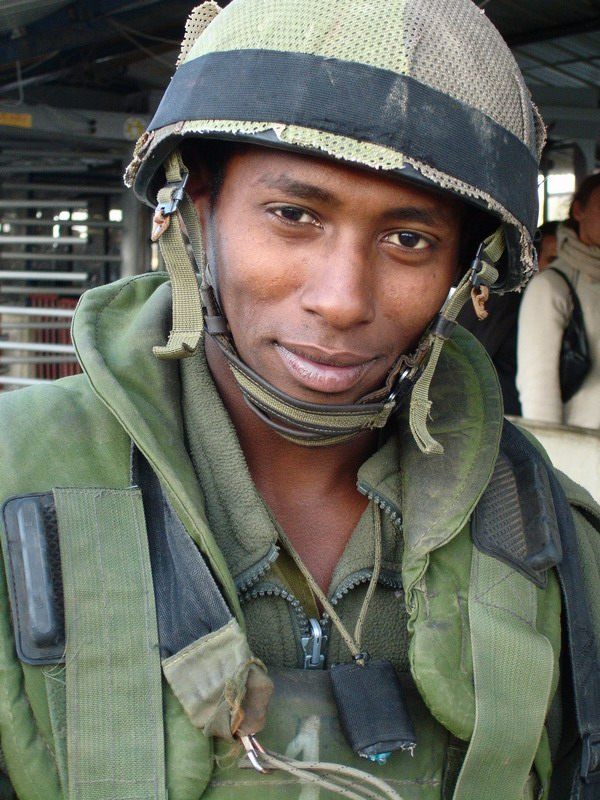
Un soldat jueu etíop

A l'octubre de 2012, l'exèrcit israelià va promoure Mona Abdo perquè esdevingués la primera dona àrab cristiana que arribava al rang de comandant de combat. Abdo s'havia allistat voluntàriament a l'exèrcit israelià, un fet que la seva família havia encoratjat, i havia estat transferida del Cos d'Artilleria al Batalló Caracal, una unitat de gènere mixt on hi ha soldats jueus i àrabs.
Recentment, hi ha hagut un augment del nombre de cristians àrabs israelians que es volen unir a l'exèrcit.

### Jueus etíops
L'exèrcit israelià porta a terme missions de llarga durada en Etiòpia i els estats veïns, el propòsit era protegir els jueus d'Etiòpia i ajudar a la seva immigració a Israel. L'exèrcit israelià ha adoptat polítiques i activitats especials per a l'absorció i integració dels soldats immigrants etíops, que es va traduir en un gran impacte positiu en els èxits i la integració dels soldats en l'exèrcit, així com la societat israeliana en general. La investigació estadística ha demostrat que els soldats etíops són estimats com a excel·lents soldats i molts aspiren a ser inclosos en unitats de combat.

### Haredís

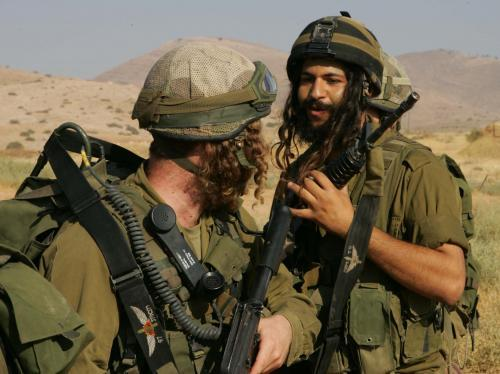
Soldats de les FDI del batalló religiós Nahal Haredi

Els homes de la comunitat haredí poden optar per ajornar el servei mentre estiguin inscrits a les ieixivot (vegeu comitè Tal); molts eviten el servei militar obligatori per complet. Aquesta disposició especial es diu Torato Omanuto (literalment «estudi de la Torà), i ha donat lloc a tensions entre les comunitats religioses i seculars israelians. Si bé hi ha opcions perquè els haredís serveixin a l'exèrcit israelià en un ambient propici a les seves conviccions religioses, la majoria dels haredim no trien servir en l'exèrcit israelià.
Els homes haredís tenen l'opció de servir al batalló Nahal Haredi. Aquesta unitat és un batalló d'infanteria estàndard de les FDI que se centra a la regió de Jenin. Per permetre que els soldats haredís serveixin, les bases militars Nahal Haredi segueixen els més alts estàndards de les lleis dietètiques jueves; les úniques dones permeses en aquestes bases són esposes de soldats i oficials. A més, alguns haredim serveixen en l'exèrcit israelià a través del sistema Hesder, dissenyat principalment per al sector sionista religiós; és un programa de 5 anys que inclou 2 anys d'estudis religiosos, 1 ½ anys de servei militar i 1 ½ anys d'estudis religiosos en què els soldats poden ser cridats de nou al servei actiu en qualsevol moment. Als soldats haredís se'ls permet d'unir-se a altres unitats de les FDI també, però poques vegades ho fan.
L'exèrcit israelià ha identificat una bretxa urgent de centenars de soldats en les seves unitats tècniques que podrien ser cobertes pels haredís. La Força Aèria Israeliana utilitza actualment contractistes de defensa per omplir els buits i continuar les operacions.

### ComunitatLGBT
Israel és un dels 24 països que permeten a les persones obertament homosexuals serveixin en les forces armades. Des de principis de 1990, la identitat sexual no presenta cap barrera formal en termes d'especialització militar dels soldats o l'elegibilitat per a la promoció.
Fins a la dècada de 1980, l'exèrcit israelià tendia a llicenciar els soldats que eren obertament gais. El 1983, l'exèrcit israelià va permetre servir els homosexuals, però els va prohibir l'accés als serveis d'espionatge i les posicions d'alt secret. Una dècada més tard, el professor Uzi Even, un oficial de les FDI a la reserva i president del Departament de Química de la Universitat de Tel-Aviv va revelar que el seu rang havia estat revocat i que havia estat exclòs de la investigació de temes sensibles en intel·ligència militar, únicament a causa de la seva orientació sexual. El seu testimoni a la Kenésset el 1993 va aixecar una tempesta política, i va obligar l'exèrcit israelià a eliminar aquestes restriccions en contra dels gais.
Les directrius de la política de personal estableixen que està prohibit danyar o perjudicar la dignitat o els sentiments de ningú en funció del seu sexe o orientació sexual en qualsevol forma, incloent cartells, eslògans, fotos, poemes, conferències, qualsevol mitjà d'orientació, propaganda, converses, sonoritat i expressió. D'altra banda, els gais a l'exèrcit israelià tenen drets addicionals, com ara el dret a prendre una dutxa només si volen. Segons un estudi de la Universitat de Califòrnia a Santa Barbara, un general de brigada va dir que els israelians mostren una «gran tolerància» envers els soldats homosexuals. El cònsol d'Israel a Nova York, David Saranga, en ser entrevistat pel St. Petersburg Times, va dir, «És un no-tema. Vostè pot ser un molt bon oficial, creatiu, valent, i ser gai al mateix temps».
Un estudi publicat pel moviment Israeli Gay Youth (IGY) el gener de 2012 va trobar que la meitat dels soldats homosexuals que serveixen en l'exèrcit israelià pateixen violència i homofòbia, encara que el cap del grup, va dir que «estic feliç de dir que la intenció entre els alts comandaments és canviar això.»

### Sords i amb dificultats auditives
Israel és l'únic país del món que requereix al servei militar les persones sordes i amb problemes d'audició. Durant la instrucció es proporcionen intèrprets de la llengua de signes, i molts d'ells serveixen en tasques que no són de combat, com ara disseny de mapes, treballs d'oficina i similars. Els sords i amb dificultats auditives persones que han servit en l'exèrcit israelià tenen millors oportunitats en l'ocupació, l'habitatge, l'educació, i altres àrees que els que no serveixen. A més, obtenen un major respecte i reconeixement pel seu servei i la seva contribució al país, així com una més forta autoestima i motivació.

### Vegans
Segons un informe de Care2, els vegans en les FDI poden rebutjar la vacunació si s'oposen a l'experimentació amb animals. Reben subvencions especials per comprar el seu propi menjar. També se'ls donen botes de cuir artificial.

### Voluntaris
En els casos en què un ciutadà no pugui ser reclutat normalment per llei (per vellesa, per haver servit com a soldat en un país diferent, greus problemes de salut, discapacitats, autisme, etc.), aquesta persona podria inscriure's com a voluntari en llocs on es pugui utilitzar el seu coneixement o en els casos en què hi hagi una base que accepti el servei voluntari des d'un dia per setmana fins al servei complet 24/7 sobre la base de les habilitats i els desitjos d'aquesta persona.

### Voluntaris estrangers
Els voluntaris estrangers que no són immigrants solen servir amb l'exèrcit israelià en una d'aquestes quatre formes:
- El programa Mahal està dirigit a joves jueus no israelians (homes menors de 24 i dones menors de 21 anys). El programa consta normalment de 18 mesos de servei de les FID, incloent un llarg entrenament per a aquells en unitats de combat o (durant 18 mesos) un mes d'entrenament fora de combat i dos mesos addicionals d'aprenentatge de l'hebreu després de la incorporació, si cal. Hi ha dues subcategories addicionals de Mahal, ambdues dirigides exclusivament als homes religiosos: Mahal Nahal Haredi (18 mesos), i Mahal Hesder, que combina l'estudi en una Ieixivà durant 5 mesos, amb el servei a les FDI durant 16 mesos, per un període total de 21 mesos. Hi ha programes similars de les FDI per als residents israelians a l'estranger. Per ser acceptat com un voluntari Mahal, hom ha de ser d'origen jueu (almenys un avi jueu).
- La Sar-El, una organització subordinada al Cos de Logística israelià, ofereix un programa de voluntariat per als ciutadans no israelians que tinguin 17 anys o més (o 15 si van acompanyats per un dels seus pares). El programa també està dirigit als ciutadans israelians, entre els 30 anys o més, residents a l'estranger que no serveixen en l'exèrcit israelià i que ara volen acabar el seu estatus amb els militars. El programa en general consisteix en tres setmanes de servei voluntari en diferents bases de la rereguarda de l'exèrcit, on realitzen tasques no-combatives.
- El Garin Tzabar ofereix un programa principalment per als israelians que van emigrar amb els seus pares als Estats Units a una edat primerenca. Malgrat que no és obligatori un coneixement bàsic de la llengua hebrea, aquest és útil. De tots els programes de la llista, només Garin Tzabar requereix un servei de llarga durada en les FDI. El programa està establert en etapes: en primer lloc els participants passen per cinc seminaris en el seu país d'origen, i després de tenir un període d'absorció a Israel en un quibuts. Cada delegació és adoptada per un quibuts a Israel i disposa d'un lloc per viure. La delegació comparteix responsabilitats en el quibuts quan es troba en el període de llicència militar. Els participants comencen el programa de tres mesos abans de ser allistats en l'exèrcit a principis d'agost.
- El Marva és la formació bàsica a curt termini durant dos mesos.

## Comandaments regionals
Les FDI estan organitzades bàsicament en quatre comandaments regionals: el Comandament del Nord (Pikúd Ha'Tzafón), el Comandament Central (Pikúd Ha'Merkáz), el Comandament del Sud (Pikúd Ha'Darom) i el Comandament del Front Domèstic (Pikúd Ha'Oref).

### Comandament del Nord
El Comandament del Nord (hebreu: פיקוד הצפון Pikud Tzafon) és el comandament regional de les FDI, responsable de la defensa de la frontera nord amb Síria i el Líban. Actualment el seu comandant es Aviv Kochavi. El Comandament del Nort va participar en les campanyes a Síria, els Alts del Golan, i la frontera libanesa. Durant els anys setanta i vuitanta del segle xx, va haver-hi atacs de l'OAP, que va establir-se al sud del Líban després dels esdeveniments del Setembre Negre. Començant l'any 1982, amb la Guerra del Líban, el Comandament del Nord, va patir atacs de les milícies de Hesbol·là, un grup xiita libanès fundat l'any 1982, per a lluitar contra l'ocupació israeliana del Sud del Líban. Durant l'any 2000, les FDI van completar la seva retirada de la zona de seguretat del Sud del Líban, i es van desplegar en la frontera establerta per les Nacions Unides. Tot i que la retirada israeliana ha estat aprovada per l'ONU, Hesbol·là va continuar amb els seus atacs, principalment a la zona de les Granjes de Xebaa, una àrea dels Alts del Golan, que ha estat ocupada per Israel, i pertany a Síria, tot i que Hesbol·là, reclama aquest territori com a part del Líban.

### Comandament Central
El Comandament Central (en hebreu: פיקוד מרכ, Pikud Merkaz), és un comandament regional de les Forces de Defensa d'Israel. Estan sota el seu comandament les unitats i brigades situades a Judea i Samaria (Cisjordània), Jerusalem, la Plana de Sharon, Gush Dan, i Shephelah. El comandant (Aluf) del Comandament Central és l'únic que està autoritzat per declarar noves ciutats a Judea i Samaria
Durant la Guerra araboisraeliana de 1948, el Comandament Central va estar a càrrec dels esforços de guerra contra el regne de Jordània, sobretot en el camí cap a Jerusalem, ocupant la zona a l'est de la plana de Sharon), Lod, i Ramla. Durant la Guerra dels Sis Dies, el Comandament va dur a terme l'ocupació militar de Cisjordània. A partir de la Primera Intifada, el Comandament es dedica principalment a les activitats de seguretat i lluita contra el terrorisme, així com a tasques militars, a Cisjordània. El seu comandant actual és Nitzan Alon.

### Comandament del Sud
El Comandament del Sud d'Israel (en hebreu: פיקוד דרום, Pikud Darom) es un comandament regional de les Forces de Defensa d'Israel. És responsable de la defensa del Nègueb, la regió d'Arava, i d'Eilat. Actualment és comandat pel general Sami Turgeman.
Durant molts anys el Comandament del Sud va tenir la tasca de defensar el Nègueb i assegurar la frontera amb la Península del Sinaí amb Egipte. El Comandament del Sud va dirigir a les tropes de les FDI en cinc guerres contra Egipte; la Guerra araboisraeliana de 1948, la Crisi de Suez, la Guerra dels Sis Dies, la Guerra de Desgast, la Guerra del Yom Kippur. Aquesta activitat operacional, i el seu rol va tenir com a resultat que els generals del comandament del sud fossin reemplaçats ràpidament. El reemplaçament més famós va tenir lloc l'any 1973, durant la Guerra del Yom Kippur, quan Samuel Gonen, va ser suspès del seu càrrec a causa de repetides desavinences amb Ariel Xaron, qui aleshores era l'anterior cap del comandament sud. En el seu lloc el govern israelià va anomenar al general Chaim Bar-Lev, qui era l'anterior cap de personal, com a nou comandant del front sud, en una directiva d'emergència. Després del tractat de pau entre Israel i Egipte, el front sud va estar relativament tranquil, i la major part de l'activitat va ser la de protegir el país dels contrabandistes i mantenir la seguretat a prop de la Franja de Gaza.
Durant la intifada d'Al-Aqsa, el comandament va ser possat al càrrec dels esforços en matèria antiterrorista. La Franja de Gaza, una de les zones mes densament poblades del Món, és coneguda per ser un bastió de diversos grups extremistes com Hamàs i el Gihad Islàmic palestí, que participen en la violència política a Palestina. La producció local i la proliferació de armes lleugeres antitancs per part d'aquests grups, va fer que viatjar a Gaza amb vehicles lleugers fos perillós. Des de l'any 2004, la lluita a Gaza va esdevenir especialment intensa, i per part de les FDI, va incloure la pràctica del assassinats selectius, les expedicions armades, i els esforços per localitzar i destruir els túnels de contraband usats pels grups militants palestins per obtenir queviures, materials, i armes.
Durant l'any 2005, el comandament del sud, va estar implicat en el plà de desconnexió unilateral de la Franja de Gaza, iniciat per l'aleshores Primer ministre d'Israel Ariel Sharon (2001-2006), que implicava la retirada i demolició de tots els assentaments israelians a la Franja de Gaza, i la tornada de les forces israelianes a la Línia verda. El comandament es va situar al nord de la tanca de Gaza, mentre que el control de la Ruta Filadèlfia va ser entregat a Egipte, que tanmateix no va impedir el moviment dels palestins entre la Franja de Gaza i el Sinaí a través de la ciutat de Rafah. En l'any 2006, aturar els intents d'entrar a Israel per tal de dur a terme atemptats suicides, i el llançament de coets Qassam, especialment per part de la Gihad islàmica palestina, i els Comitès de Resistència Popular, són les principals tasques del Comandament del Sud.

### Comandament del Front Domèstic
El Comandament del Front Domèstic (hebreu: פיקוד העורף, Pikud Ha'Oref, en anglès: Home Front Command) es un comandament regional de les Forces de Defensa d'Israel, que va ser creat en el mes de febrer de 1992 després de la primera Guerra del Golf. Fins l'establiment del comandament, la responsabilitat del Front Domèstic depenia dels centres de comandament regional de la Protecció civil. Tanmateix, després de la primera Guerra del Golf, en la qual els centres de població israelians es van veure amenaçats, els comandaments regionals van ser unificats, i es va crear, el Comandament del Front Domèstic,. Aquesta unitat s'encarrega de la recerca i el rescat, i actua principalment en temps de guerra o en desastres naturals. Actualment el seu comandant és el General Eyal Eisenberg.

## Comandament i control
D'acord amb la Llei Fonamental: L'exèrcit israelià adoptada el 1976, l'exèrcit israelià està subjecte a l'autoritat del Govern. El ministre a càrrec de les FDI en nom del Govern és el ministre de Defensa. El nivell de comandament suprem de les forces armades, el Cap de l'Estat Major General - que és el comandant de les forces armades en cap - és nomenat pel govern civil, subjecte a l'autoritat d'aquest i està subordinat al Ministre de Defensa (no al Ministeri de Defensa en si).
No obstant això, en els anys posteriors a la creació d'Israel, l'establishment militar ha gaudit d'un grau d'independència, atorgat per Ben-Gurion. Això va ser evident en el l'assistència del Cap de l'Estat Major General a les reunions del Gabinet i al Gabinet de Seguretat com un igual i no com un subordinat. Fins i tot després de la investigació de la Comissió Agranat posterior a la Guerra del Yom Kippur, quan es van aclarir i les funcions, els poders i les funcions del Primer Ministre, el ministre de Defensa i el cap de l'Estat Major i es van establir les regles i normes de monitoratge entre les esferes militars i política, els militars encara van continuar gaudint d'un estatus massa privilegiat en detriment de l'autoritat civil.

## Pressupost
Durant el període 1950-1966, Israel va gastar una mitjana del 9% del seu PIB en defensa. Les despeses de defensa van augmentar dramàticament després de les dues les guerres de 1967 i 1973. Es va arribar a un màxim del voltant del 24% del PIB en la dècada de 1980, però des de llavors han baixat significativament, després de la signatura dels acords de pau amb Jordània i Egipte.
El 30 de setembre de 2009, el llavors ministre de Defensa, Ehud Barak, el ministre de Finances, Yuval Steinitz i el primer ministre Binyamín Netanyahu van aprovar un addicional d'1,5 mil milions de nous xéquels per al pressupost de defensa per ajudar a resoldre els problemes d'Israel pel que fa a l'Iran. Els canvis en el pressupost van arribar dos mesos després que Israel hagués aprovat el seu pressupost actual de dos anys. El pressupost de defensa el 2009 es va situar en 48.600.000.000 de nous xéquels i 53.200.000.000 de nous xéquels per a l'any 2010 - la quantitat més alta en la història d'Israel. La xifra constitueix el 6,3% del producte intern brut esperat i el 15,1% del pressupost total, fins i tot abans de la planejada addició de 1500.000.000 de nous xéquels.
No obstant això en 2011, el primer ministre Binyamín Netanyahu va invertir la tendència, i va realitzar importants retallades en el pressupost de defensa per tal de pagar els programes socials. El Comandament General va arribar a la conclusió que les retallades proposades posaven en perill la disponibilitat de batalla de les forces armades. El 2012, Israel va gastar 15.200.000.000 de dòlars estatunidencs en les seves forces armades, una de les ràtios més altes de despesa de defensa en relació amb el PIB entre els països desenvolupats (1.900 $ per persona).

## Armament desenvolupat a Israel
L'equipament militar d'Israel inclou una amplia varietat d'armes, vehicles blindats, tancs, artilleria, míssils, avions, helicòpters, i vaixells de guerra. Part d'aquest equipament ha estat comprat a l'estranger, i una altra part ha estat dissenyada en el mateix país. Fins a la Guerra dels Sis Dies de 1967, el principal proveïdor de les FDI era França, des de aleshores, el proveïdors han estat el govern dels Estats Units i les companyies de defensa privades nord-americanes. A començaments del segle xxi, les empreses israelianes dedicades a la defensa, com ara Soltam Systems, van començar a vendre armes als Estats Units. Una part del equipament militar estatunidenc ha sortit de les fàbriques i tallers israelians. A més de les armes comprades a l'estranger, i de les armes fabricades en el país, Israel també fa servir grans quantitats de material de l'antiga Unió Soviètica, que ha estat capturat en les guerres, durant el Conflicte araboisraelià.
Part de l'equipament militar ha estat desenvolupat localment, la tecnologia militar d'Israel és molt famosa per les seves armes de foc, vehicles blindats de combat (tancs, transports blindats de personal, buldòzers blindats, etc.), vehicles aeris no tripulats, i coets (míssils i coets). Israel també ha fabricat avions inclòs el Kfir (reserva), IAI Lavi (cancel·lat), i l'EL/M-2075 el sistema d'alerta primerenca i control aerotransportat, i sistemes navals (vaixells de patrulla i llança-míssils). Gran part dels sistemes electrònics de les FDI (intel·ligència, comunicacions, comandament i control, navegació, etc.) són desenvolupament israelià, incloent molts sistemes instal·lats a les plataformes estrangeres (esp. avions, tancs i submarins), igual que moltes de les seves bombes guiades, Israel és el major exportador mundial de vehicles aeris no tripulats
| - Armes lleugeres - Dror LMG Metralladora lleugera - IMI Negev Metralladora lleugera - Subfusell Uzi Subfusell - Pistola UZI pistola - Desert Eagle pistola - Jericho 941 pistola - BUL M-5 pistola - BUL Storm pistola - SP-21 Barak pistola - IMI Galil Fusell d'assalt - IMI Tavor Fusell d'assalt - M89SR Fusell de franctirador - Hezi SM-1 Arma de foc semi-automàtica Arma de defensa personal - Cohets antitancs i míssils - MATADOR Míssil antitancs - B-300 Míssil antitancs - Shipon Míssil antitancs - FGM-172 SRAW - MAPATS ATGM - Mísil Spike ATGM - LAHAT ATGM - Míssil Nimrod ATGM - Altres míssils - Cohet Tàctic Guiat Avançat - Làser - Shafrir Míssil aire-aire - Rafael Python 5 Míssil aire-aire - Míssil Python Míssil aire-aire - Míssil Gabriel naval Míssil antivaixell - ADM-141 TALD - Popeye AGM-142 Míssil terra-aire - Míssil Delilah Míssil de creuer / Míssil antiradiació - Míssil LORA Míssil balístic - Míssil Jericho Míssil balístic de mitjà abast - Aviació - IAI Arava Avió de transport - IAI Sea Scan Avió de patrulla marítima - IAI Nesher Avió de caça - IAI Kfir Avió de caça - IAI Namer Avió de caça - IAI Lavi Avió de caça - ATG Javelin Avió de reacció Avió d'entrenament - Embarcacions - Patrullera Shaldag - Patrullera Dabur - Patrullera Dvora - Patrullera Super Dvora Mk II - Patrullera Super Dvora Mk III - Vaixell llançamíssils Sa'ar 3 - Vaixell llançamíssils Sa'ar 4 - Vaixell llançamíssils Sa'ar 4.5 - Corveta Sa'ar 5 - Submarí Gal - Submarí Dolphin - Naus espacials - Shavit Nau espacial Vehicle de llançament - Satèl·lit EROS Vehicle d'observació de la terra - Ofeq Satèl·lit de reconeixement - TecSAR Satèl·lit de reconeixement - Estacions d'armes - CornerShot SWAT Arma - Estació d'Armes Rafael Overhead - Estació d'Armes Controlades Remotament Samson - Sistema d'Armament Typhoon - Sistemes de protecció activa - Sistema Trophy Sistema de protecció activa - Puny d'Acer Sistema de Protecció Activa Sistema de protecció activa - Flight Guard Sistema de Contramesures Aèries IR - Radars - EL/M-2032 Sistema de control de foc radar - EL/M-2052 Escanejat Electrònic Actiu AESA radar - EL/M-2075 Phalcon Sistema de Alerta i Control Aèri AEWC radar - EL/M-2080 Green Pine Radar de seguiment de blancs - EL/M-2083 Sistema d'Alerta i Control Aèri AEWC radar - Optrònica - ITL MARS Mira reflex - LITENING Dispositiu de localització - Munició Spice Electro-optica-GPS Munició Guiada PGM Dispositiu de Guia de Míssils - Skystar 300 Intel·ligència, Vigilància i Reconaixement ISR | - Tancs - M50 Super Sherman tanc - Shot tanc - Magach tanc - Sabra tanc - Merkava tanc - Vehicles de combat - Transport blindat de personal M113 - Nimda Shoet Transport blindat de personal - Vehicle de recuperació blindat Trail Blazer Vehicle de recuperació blindat ARV - IDF Nagmachon Transport blindat de personal - IDF Nakpadon Vehicle d'Enginyeria de Combat CEV - IDF Puma Vehicle d'Enginyeria de Combat CEV - IDF Achzarit Transport blindat de personal - IDF Namer Vehicle de combat d'infanteria - Merkava Nemmera Vehicle de recuperació blindat - AIL Abir - AIL Storm - Plasan Sand Cat - Vehicle Blindat Llop - Vehicle Blindat Golan - Vehicle de comandament AIL M325 - Artilleria - Davidka morter - Soltam M-66 morter - Soltam M-68 howitzer - Soltam M-71 howitzer - Morter Soltam M-120 morter - L-33/39 Ro'em Artilleria autopropulsada howitzer - Makmat Artilleria autopropulsada morter - MAR-240/290 Artilleria autopropulsada llançador de cohets - LAR-160 Artilleria autopropulsada llançador de cohets - LAROM Artilleria autopropulsada llançador de cohets - Cardom morter - Rascal Artilleria autopropulsada howitzer - ATMOS 2000 Artilleria autopropulsada howitzer - Merkava Sholef Artilleria autopropulsada howitzer - Portador de míssils Pereh - Vehicles Aeris No Tripulats - Tadiran Mastiff UAV - Casper 250 UAV - Silver Arrow Micro-V UAV - Silver Arrow Sniper UAV - IAI Scout UAV - IAI Searcher UAV - IAI Harpy UAV - IAI Harop UAV - IAI Bird-Eye UAV - IAI I-View UAV - IAI Ranger UAV - IAI Heron UAV - IAI Eitan UAV - IAI Panther UAV - IAI Ghost UAV - Israel Aerospace Industries RQ-2 Pioneer UAV - Israel Aerospace Industries RQ-5 Hunter UAV - Elbit Skylark UAV - Elbit Hermes 90 UAV - Elbit Hermes 450 UAV - Elbit Hermes 900 UAV - Aeronautics Dominator UAV - Aeronautics UAV Orbiter UAV - Urban Aeronautics X-Hawk UAV - MicroFalcon UAV - Vehicle de Superficie No Tripulats - VIPeR UGCV - Protector USV - Guardium UGV - Caterpillar D9 Buldòzer blindat no tripulat - Silver Marlin USV - Sistemes de Defensa Aèria - Machbet Defensa antiaèria - Barak 1 naval Míssil terra-aire - Barak 8 naval Míssil terra-aire - SPYDER Defensa antiaèria - Arrow Defensa antimíssil - Làser Tactic d'Alta Energia THEL - Cúpula de Ferro Defensa antimíssil - David's Sling Defensa antimíssil - Equipament militar - Casc de camuflatge Mitznefet - Tomcar Vehicle tot terreny - Canó IMI 120 mm Canó de tanc - Tanc Kilshon Llançadora de míssils antiradiació - IDF Caterpillar D9 Buldòzer blindat - Skunk (Arma) Agent de control antiavalots - The Scream (Arma) Agent de control antiavalots - Granada SIMON - Computadora Tàctica Avançada ETC - OR-201 Casc de Combat |

### Principals desenvolupaments
Israel Military Industries (IMI) és coneguda per les seves armes de foc. El IMI Galil, el subfusell Uzi, el fusell metrallador IMI Négueb i el nou fusell Tavor són utilitzats per l'exèrcit israelià. Israel és l'únic país al món amb un sistema de defensa de míssils antibalístics en funcionament a nivell nacional - el sistema Arrow, finançat i produït per Israel i els Estats Units conjuntament. El sistema de defensa Cúpula de Ferro contra coets de curt abast és operatiu i ha demostrat ser un èxit. La Fona de David, un sistema antimíssils dissenyat per contrarestar míssils balístics d'abast mitjà es troba en desenvolupament. Israel també ha treballat amb els EUA en el desenvolupament d'un sistema de làser tàctic d'alta energia contra coets de mitjà abast (anomenat Nautilus o THEL).
Israel té la capacitat independent de llançar satèl·lits espia en òrbita, una capacitat compartida amb Rússia, Estats Units, Regne Unit, França, Corea del Sud, Itàlia, Alemanya, la República Popular de la Xina, l'Índia, Japó, Brasil i Ucraïna. Les indústries de seguretat israelianes van desenvolupar tant els satèl·lits (Ofek) com els llançadors (Shavit).
Israel és conegut per haver desenvolupat armes nuclears. Israel no reconeix oficialment el seu programa d'armes nuclears. Es creu que Israel posseeix de cent a quatre-cents ogives nuclears. Es creu que els míssils balístics intercontinentals Jericó són capaços de transportar caps nuclears amb un grau superior de precisió i un abast d'11.500 km. Els avions caces bombarders israelians F-15 i F-16 també han estat citats com a possibles sistemes de llançament d'armes nuclears. L'F-15 de la Força Aèria dels Estats Units d'Amèrica té capacitat d'arma nuclear tàctica. S'ha afirmat que els submarins classe Dolphin s'han adaptat per transportar míssils amb ogives nuclears, per tal de donar a Israel una capacitat de segon cop.
Des del 2006 Israel ha desplegat el vehicle de transport blindat de personal Llop per al seu ús en la guerra urbana i en la protecció de VIPs.

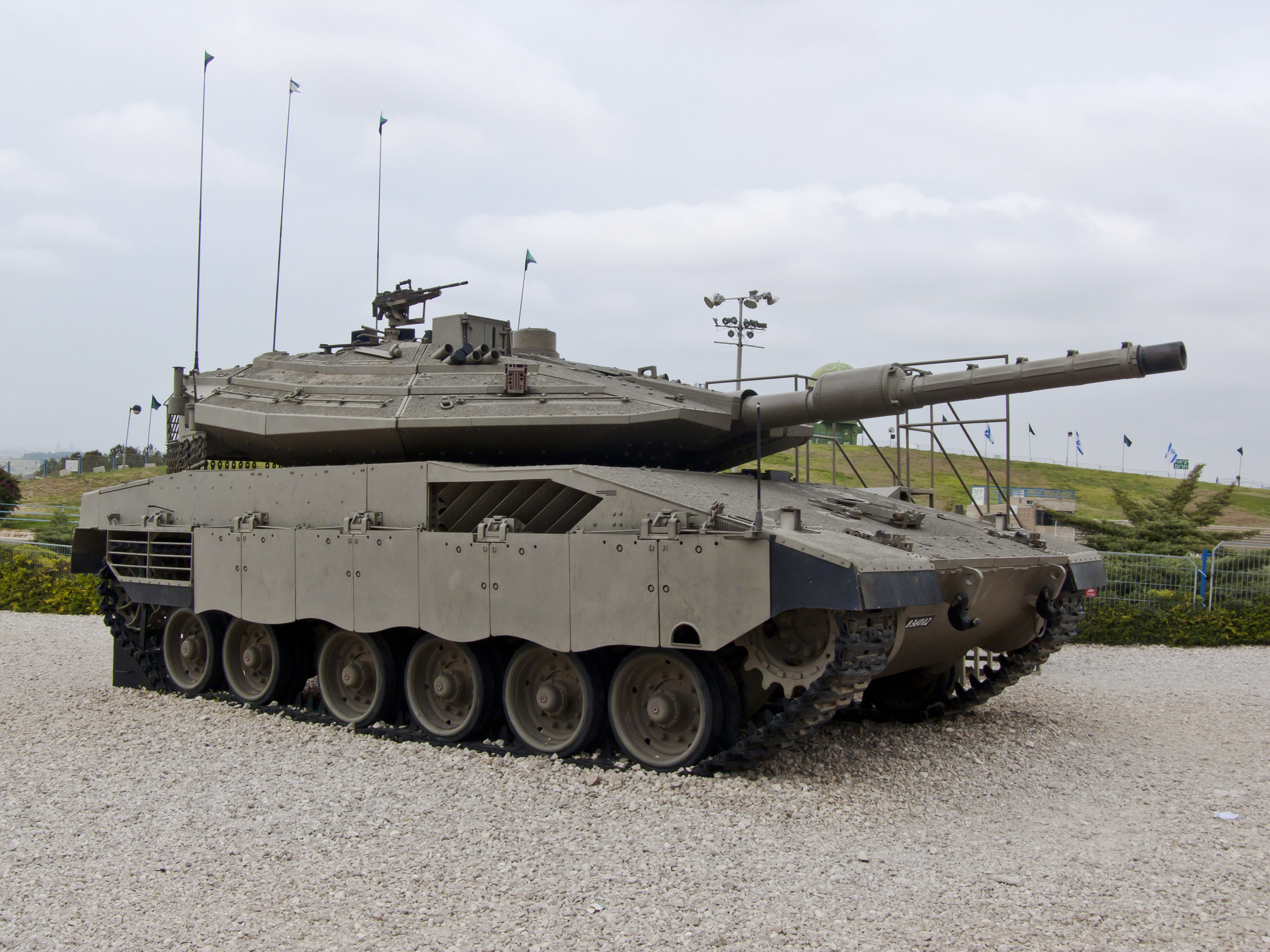
Tanc Merkava Mark 4
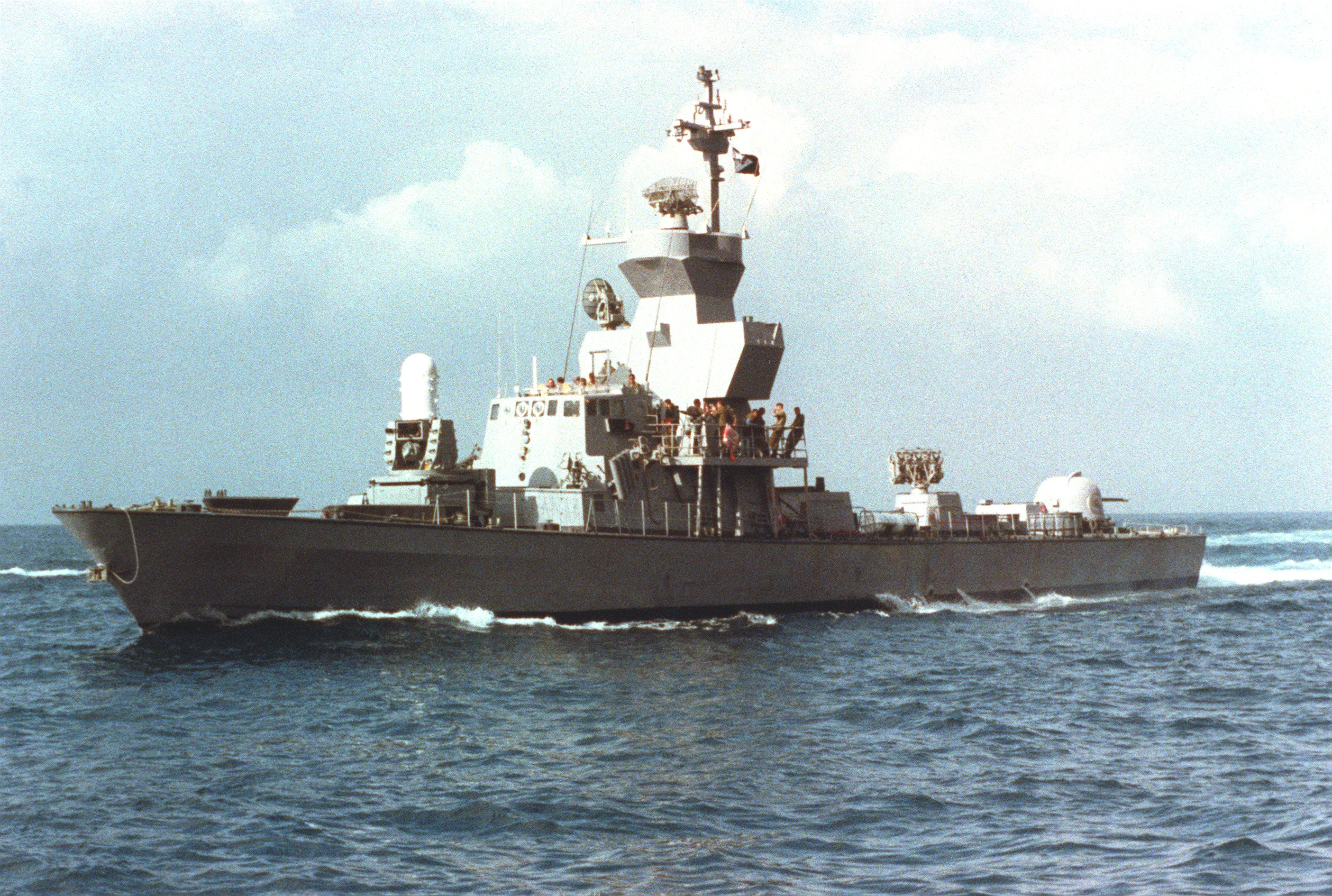
Vaixell llançamíssils Classe Sa'ar 4.5
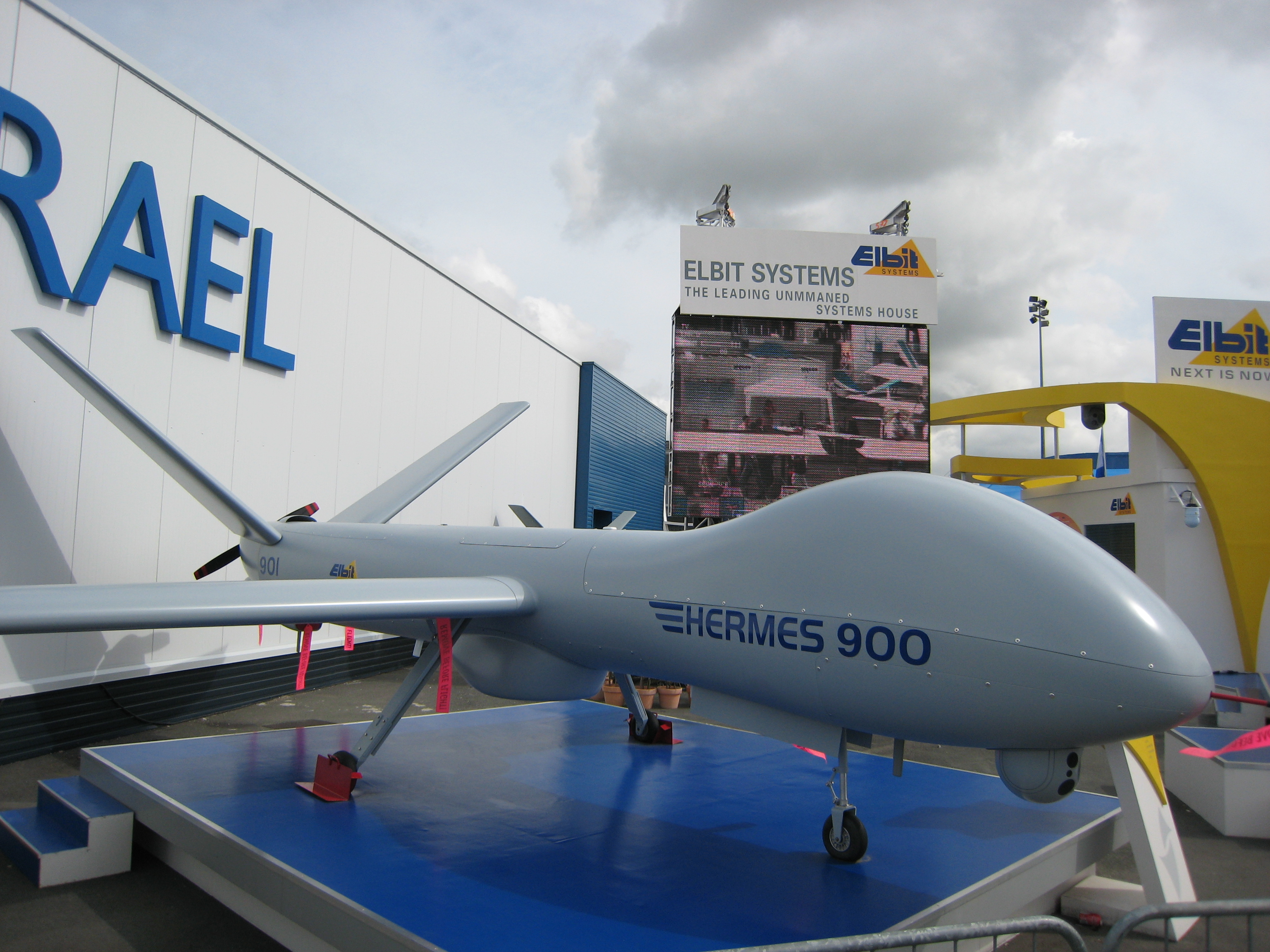
UAV Hermes 900
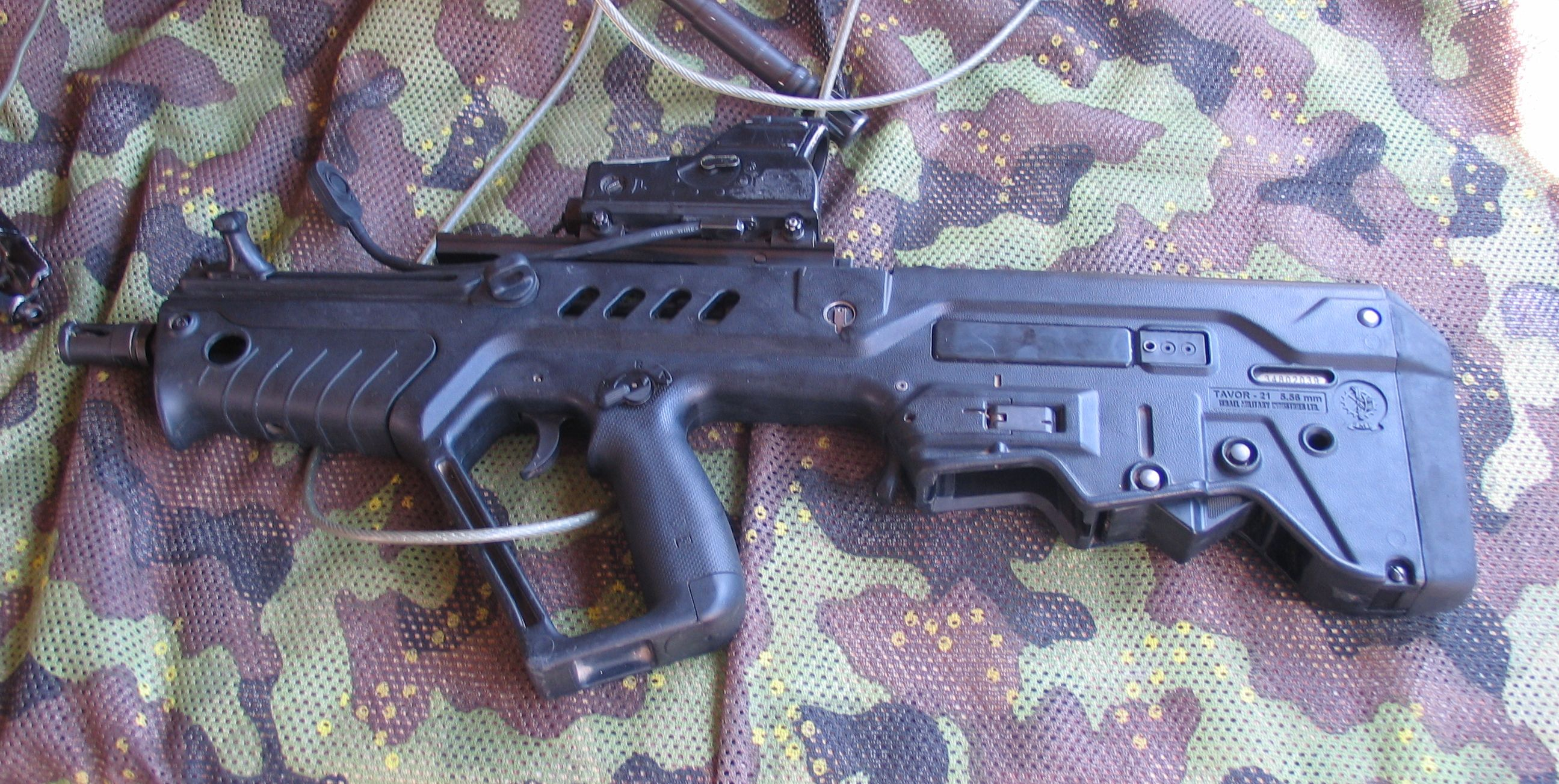
Fusell d'assalt Tavor
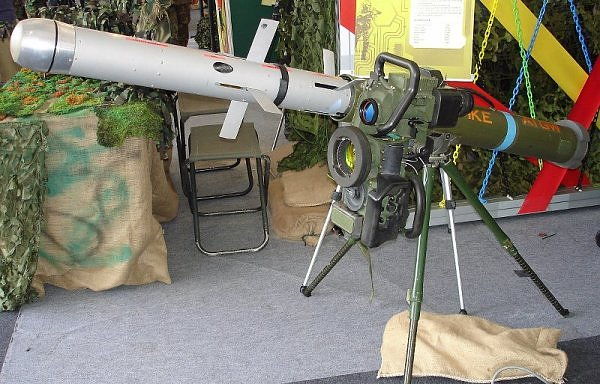
Míssil Spike antitancs
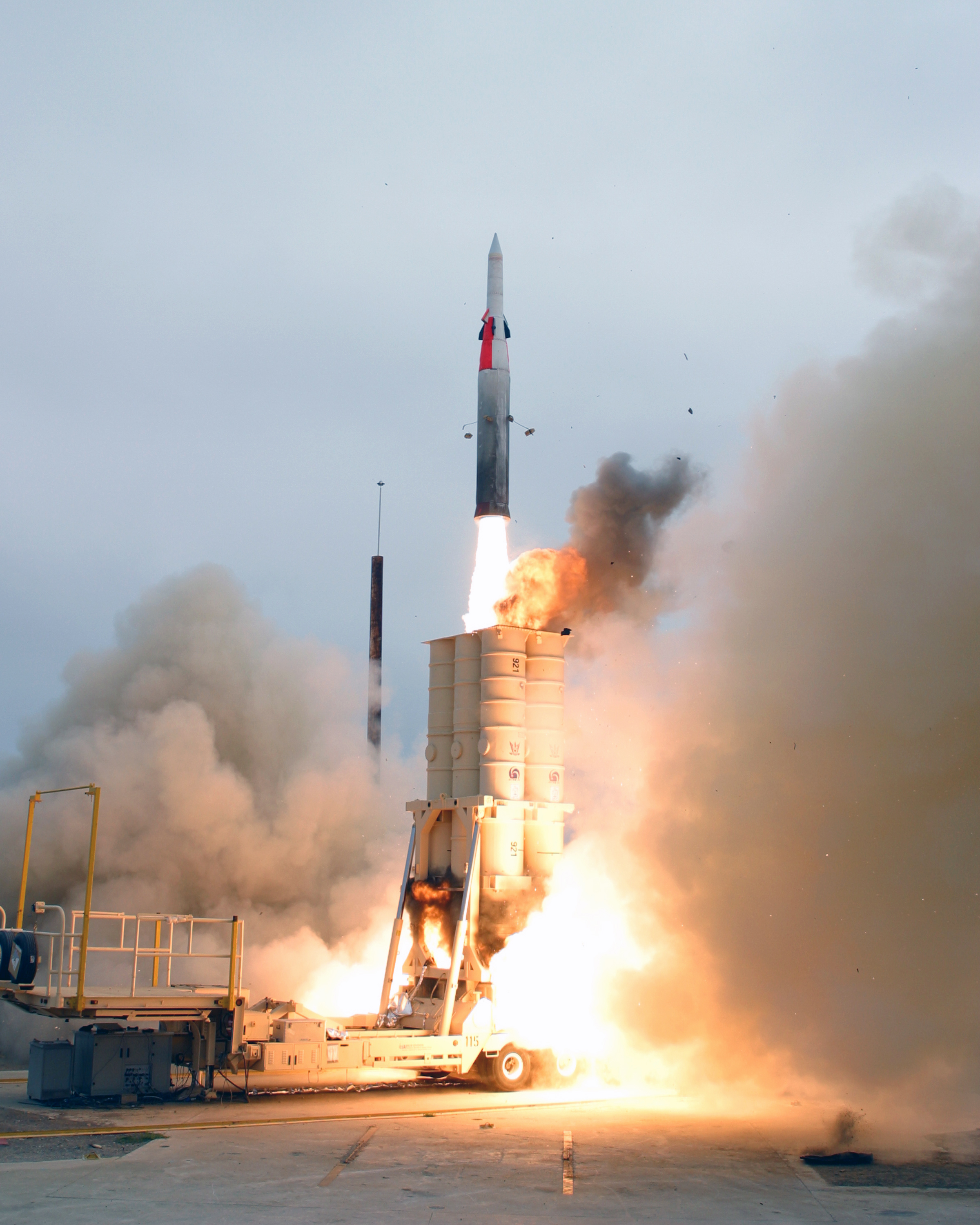
Míssil anti-balístic Arrow
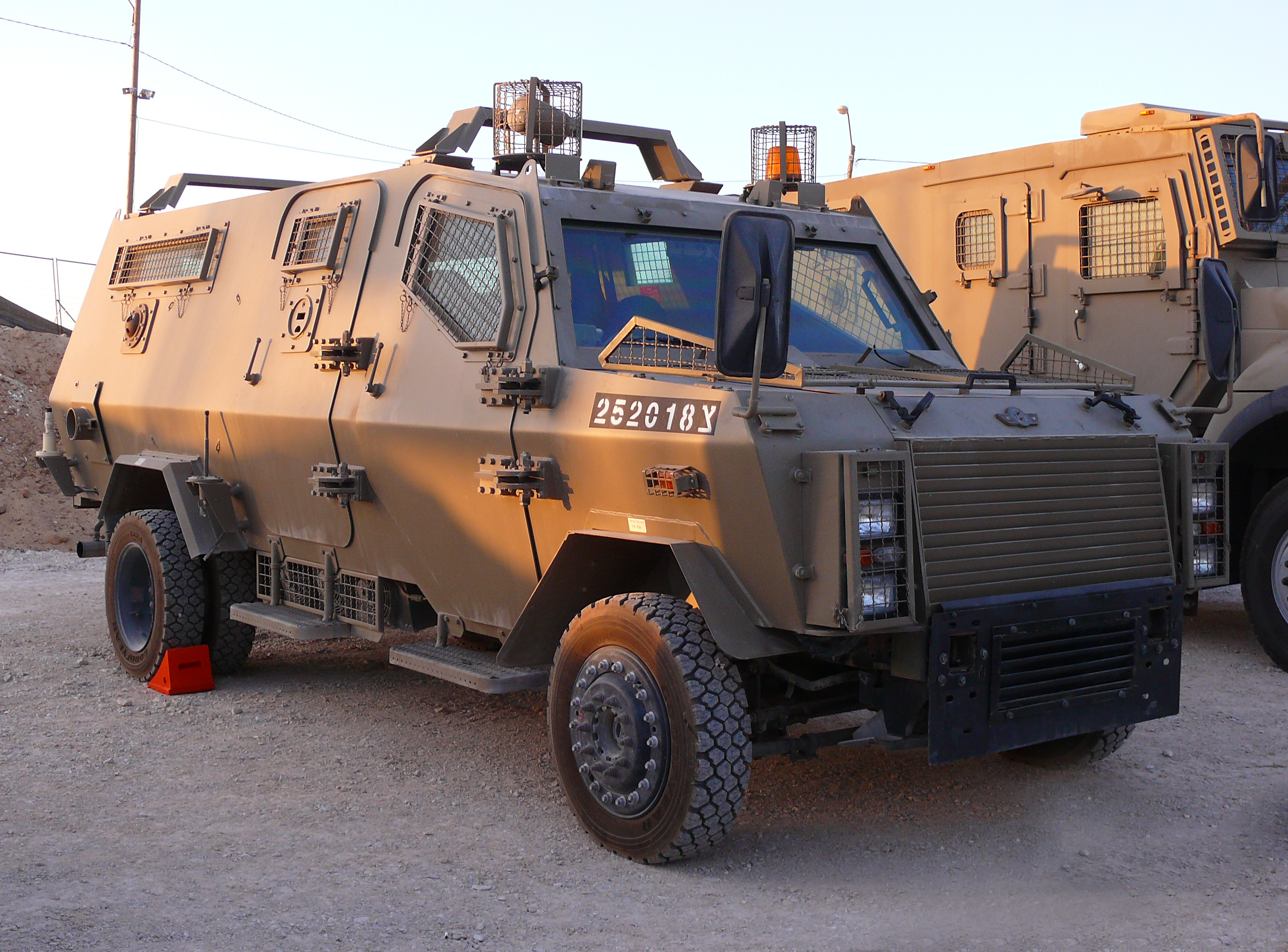
Vehicle cuirassat Llop
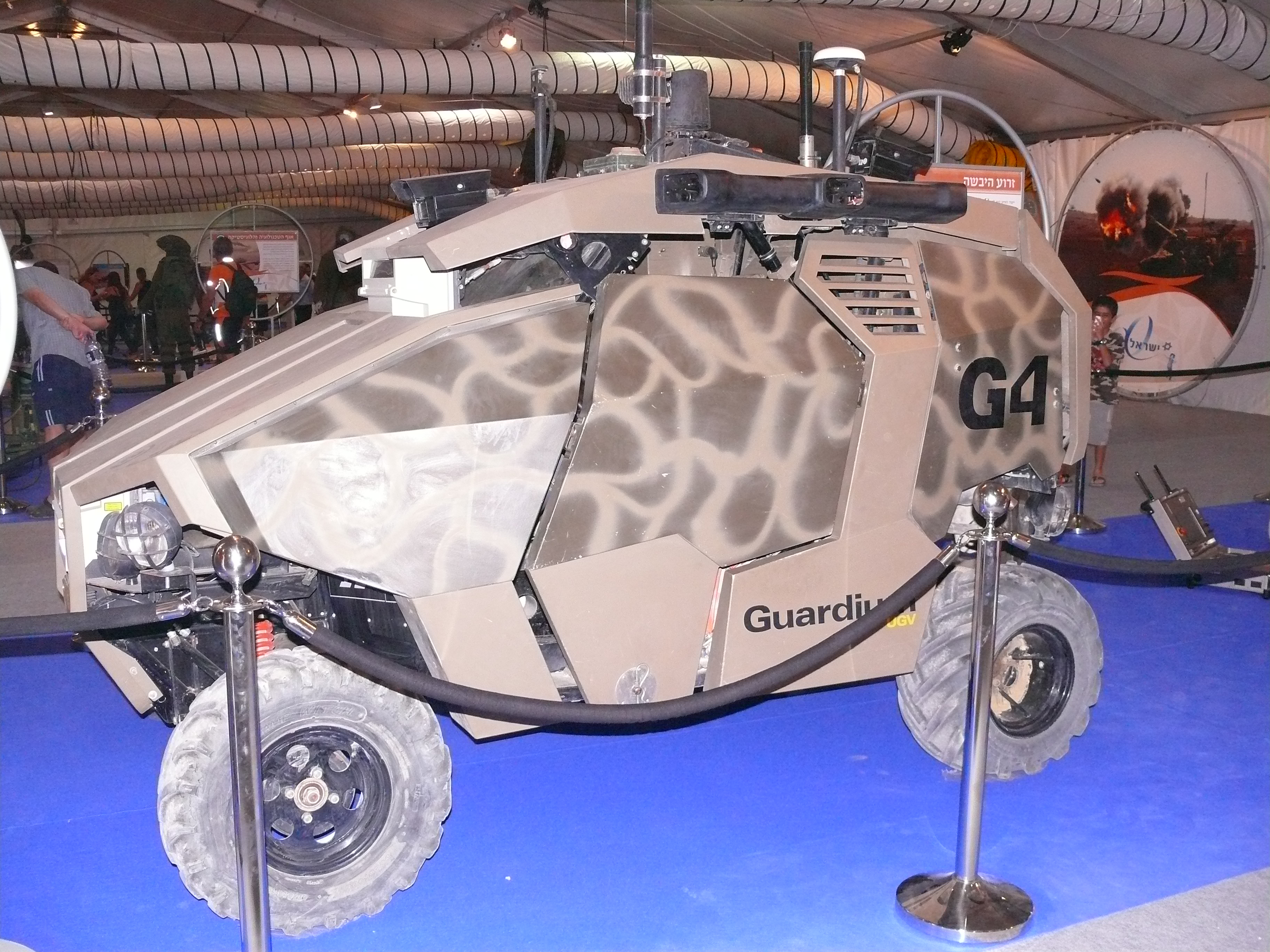
UGV Guardium
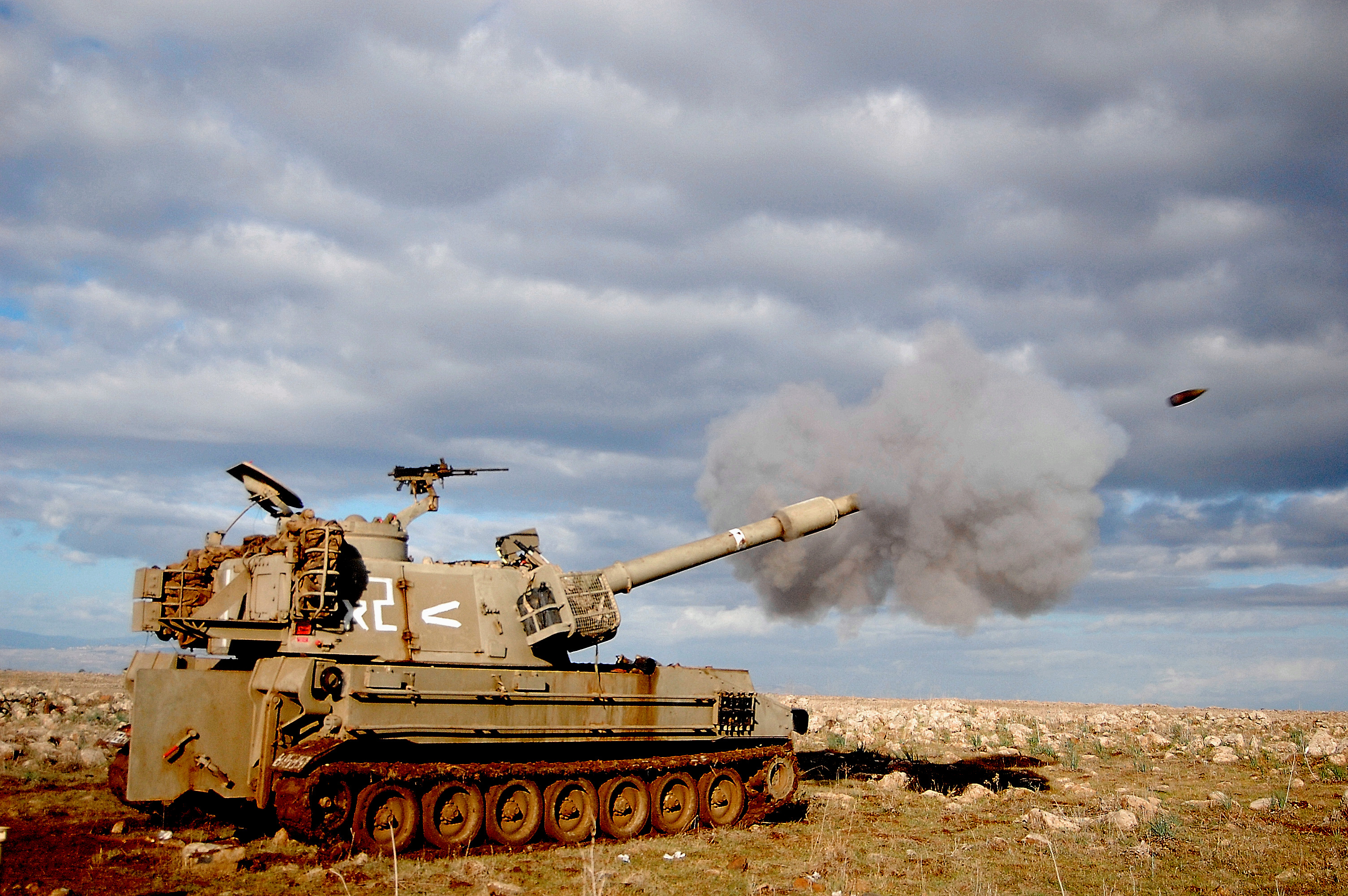
Obús autopropulsat M109
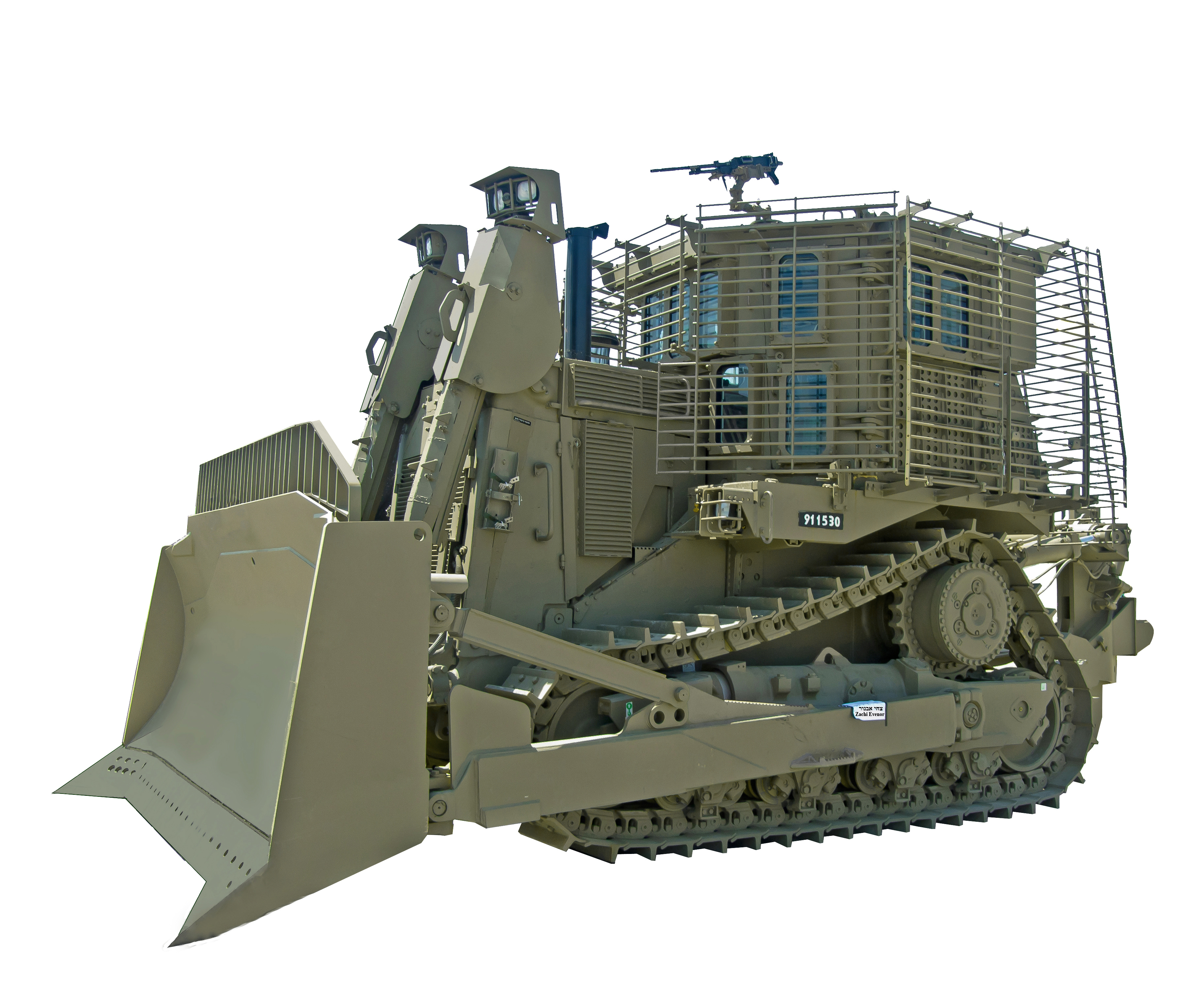
Buldòzer blindat Caterpillar FDI 9
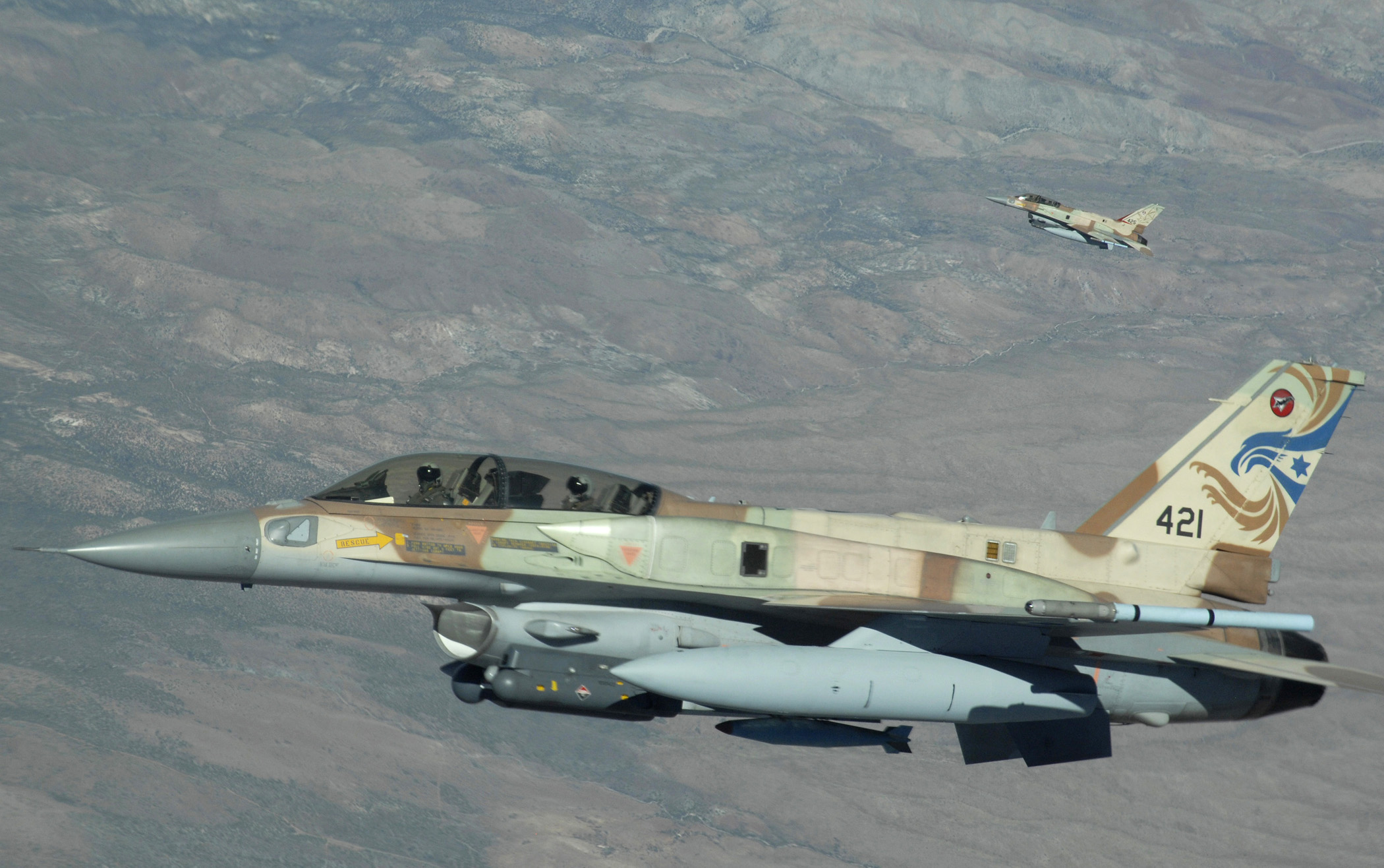
Avió de combat jet multipropòsit F-16I de les FAI tipus "Sufa"
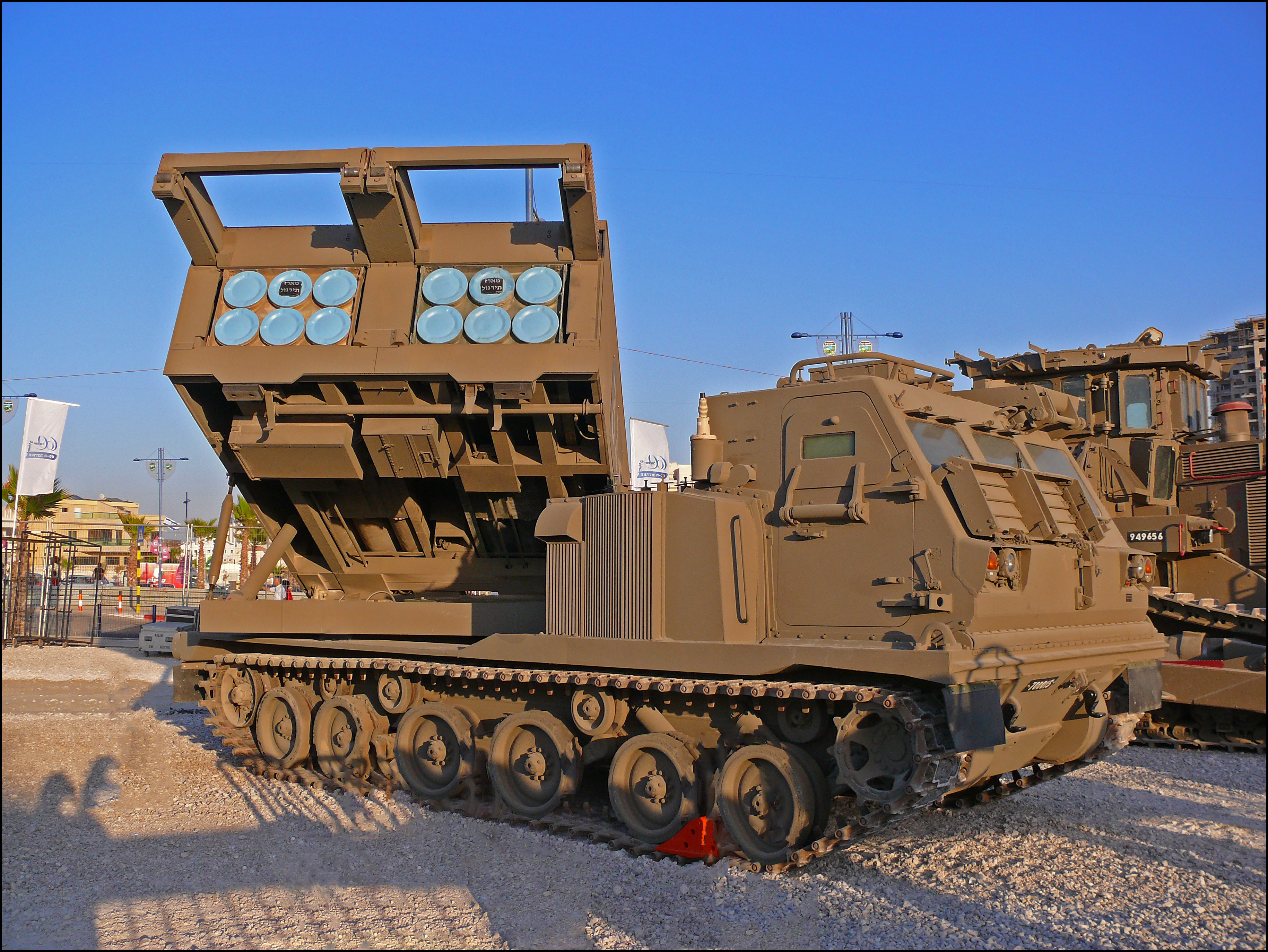
MLRS M-270 "Menatetz"
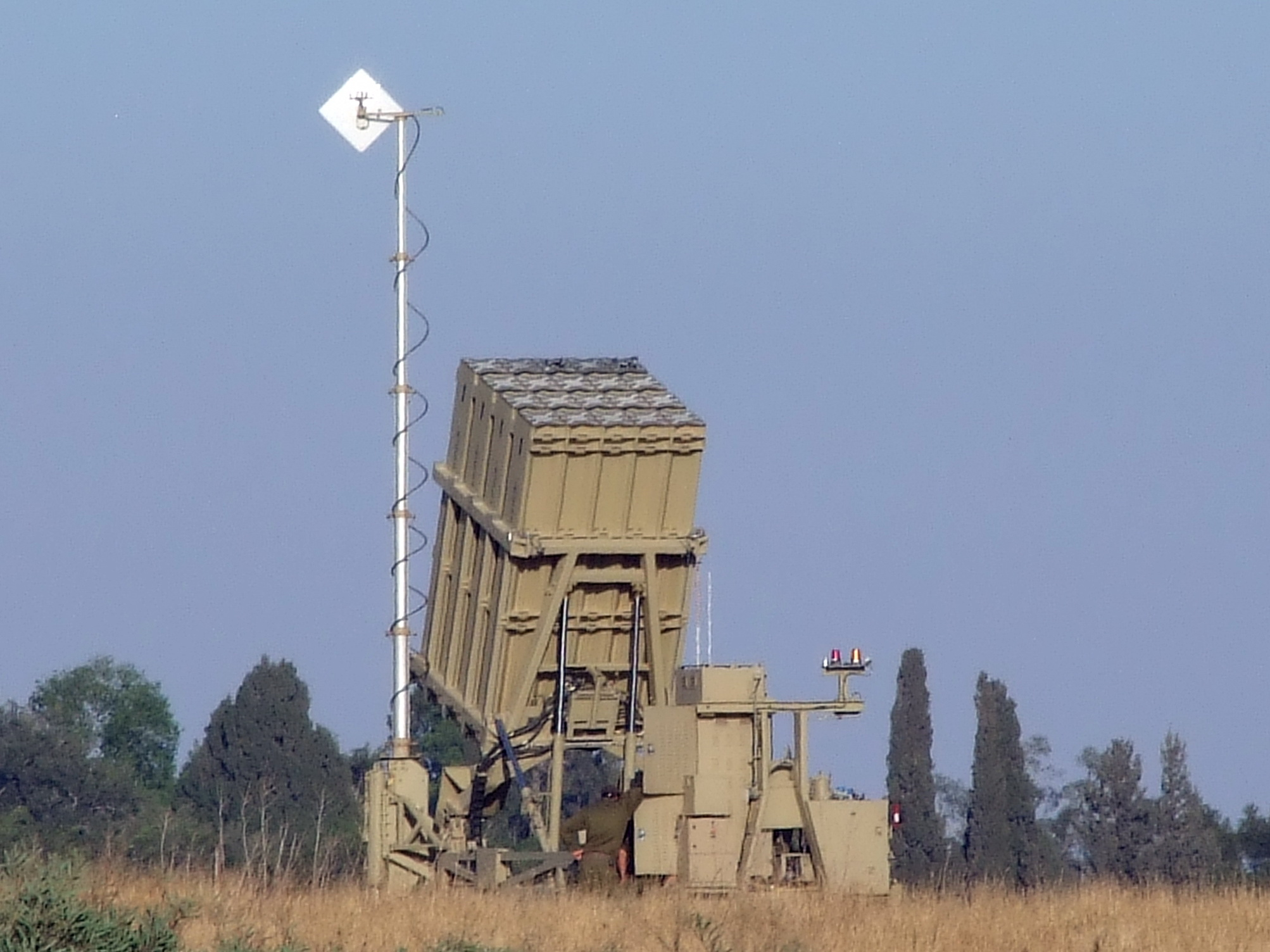
Sistema llançador anti-míssils Cúpula de Ferro
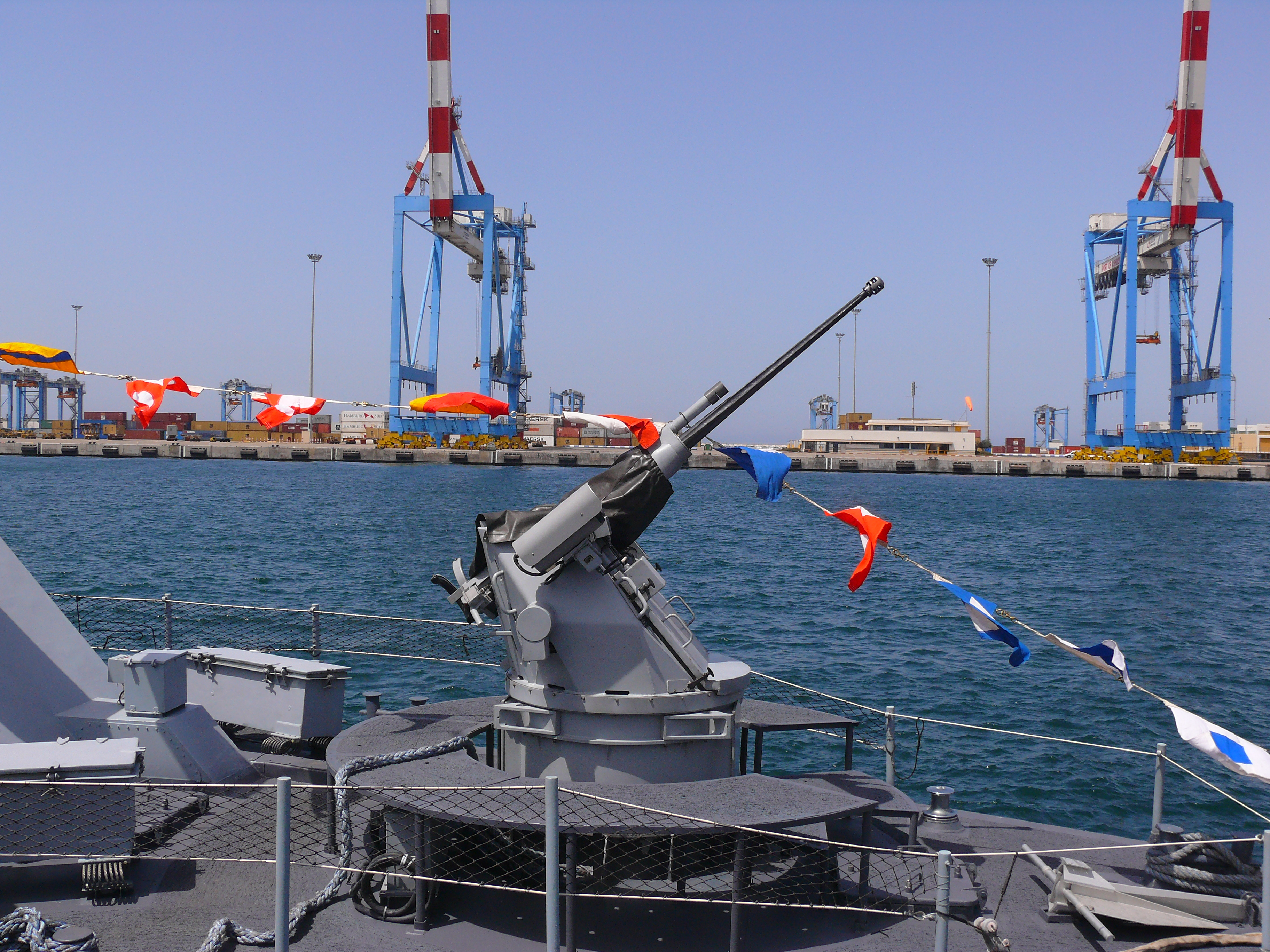
Sistema d'armament a control remot Rafael Typhoon armat amb projectils del calibre 25
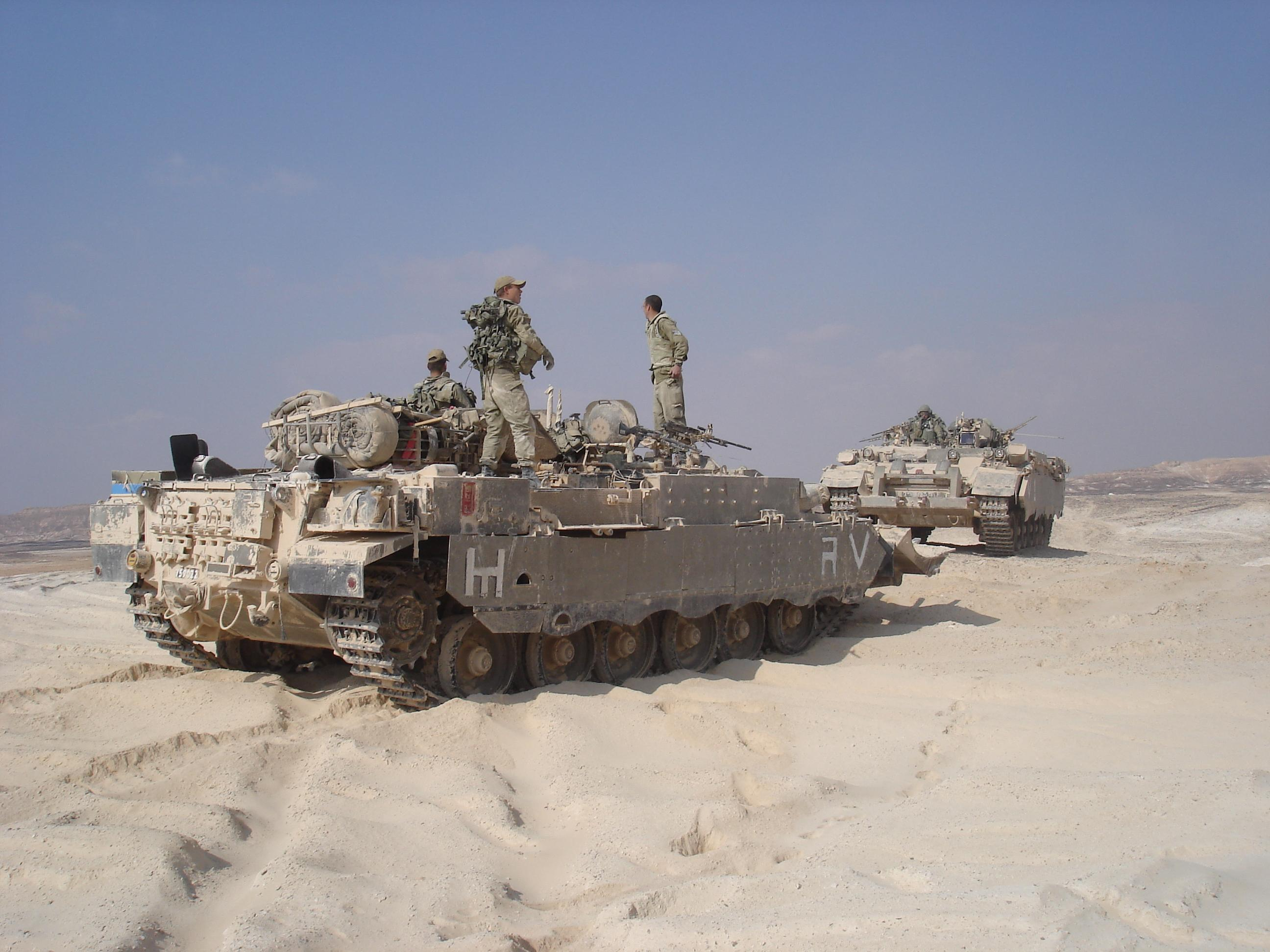
Vehicle blindat d'enginyeria Puma
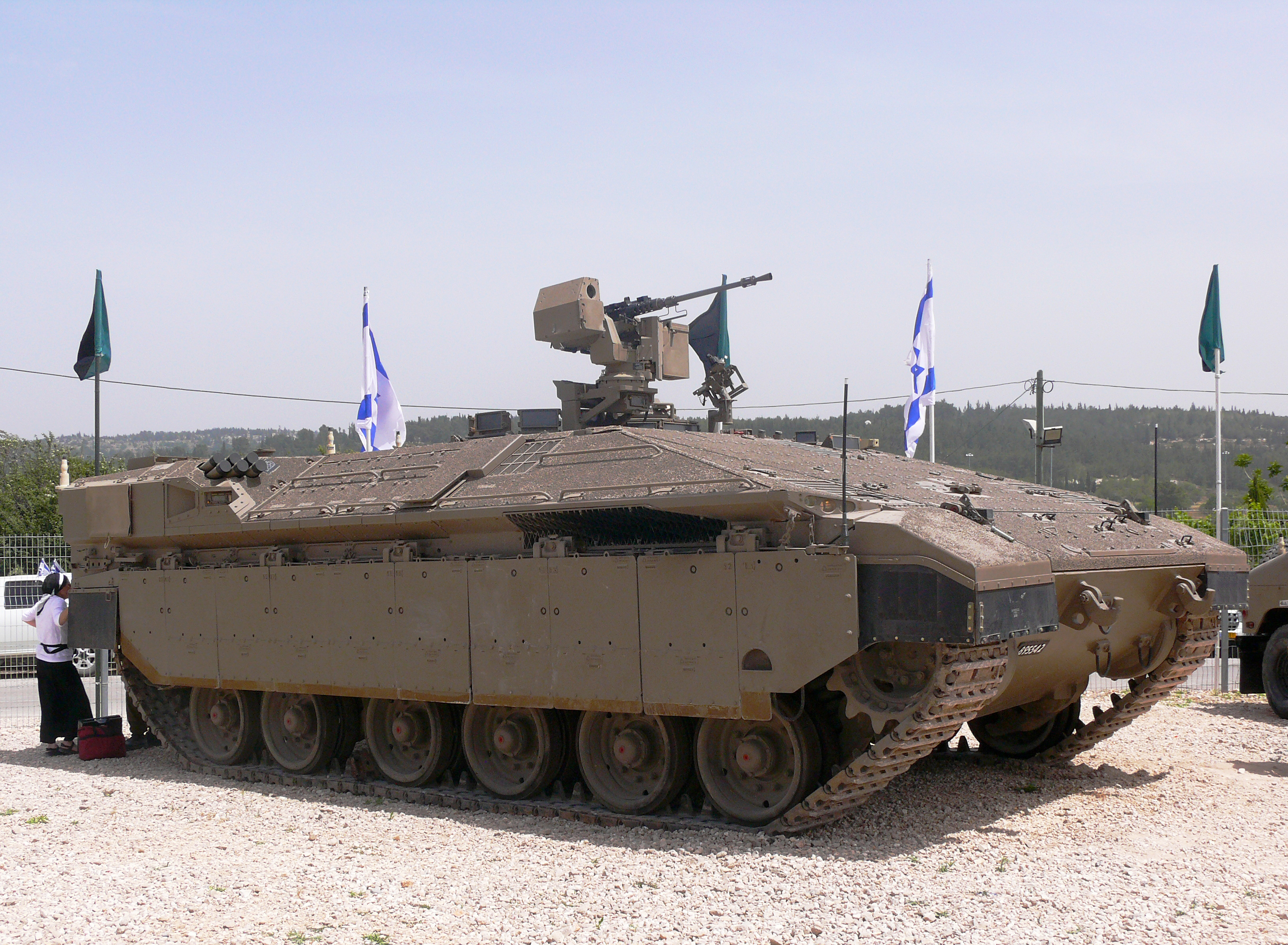
Vehicle de combat d'infanteria Namer
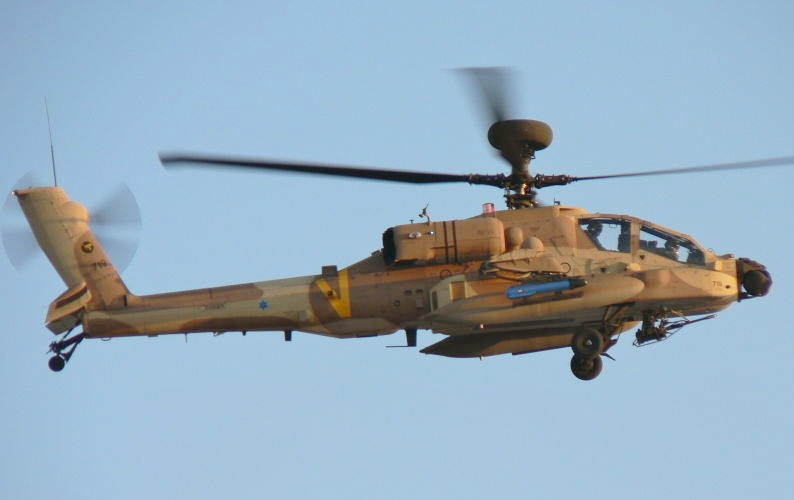
Helicòpter Saraph
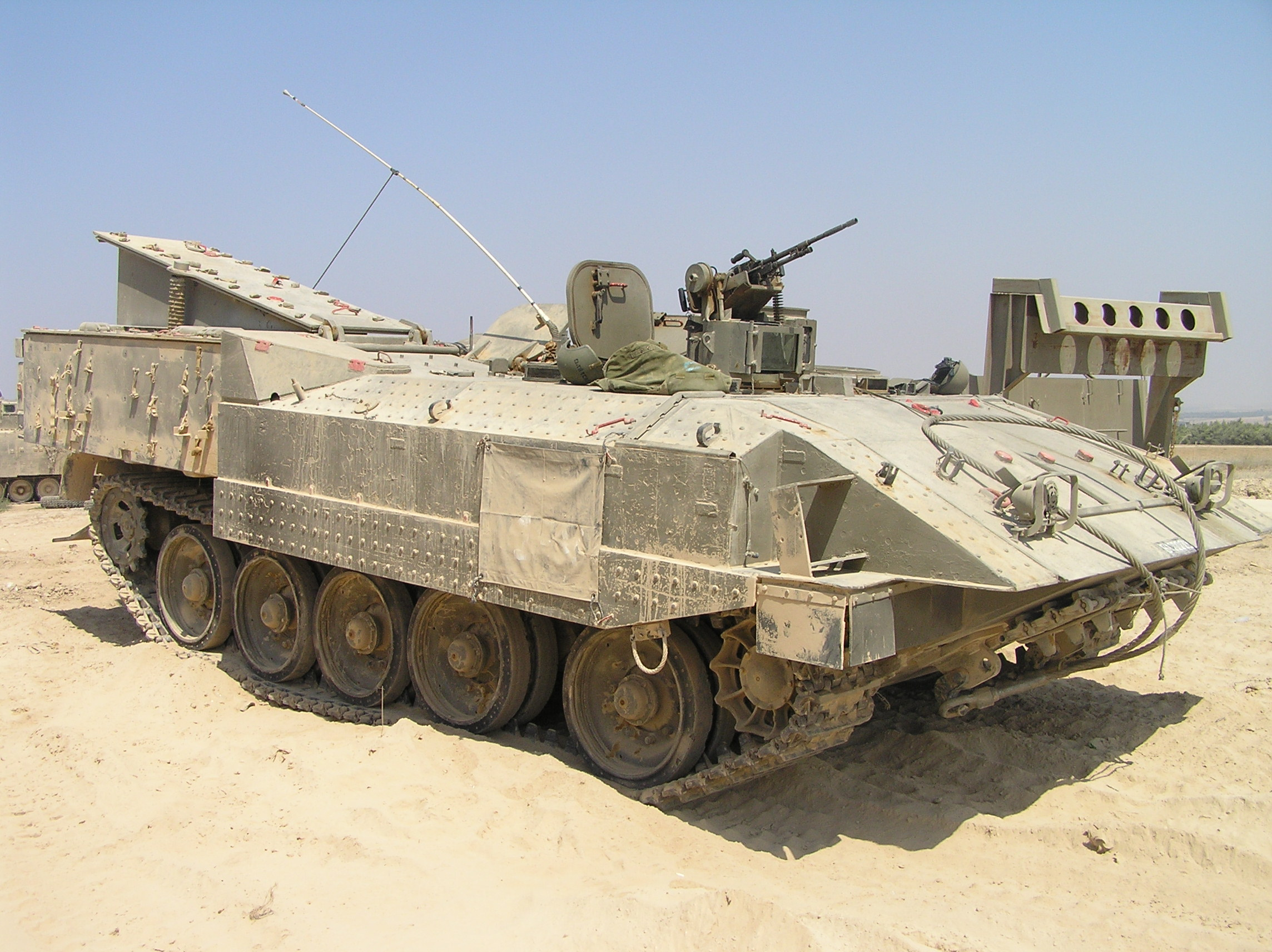
Transport blindat de personal Akhzarit
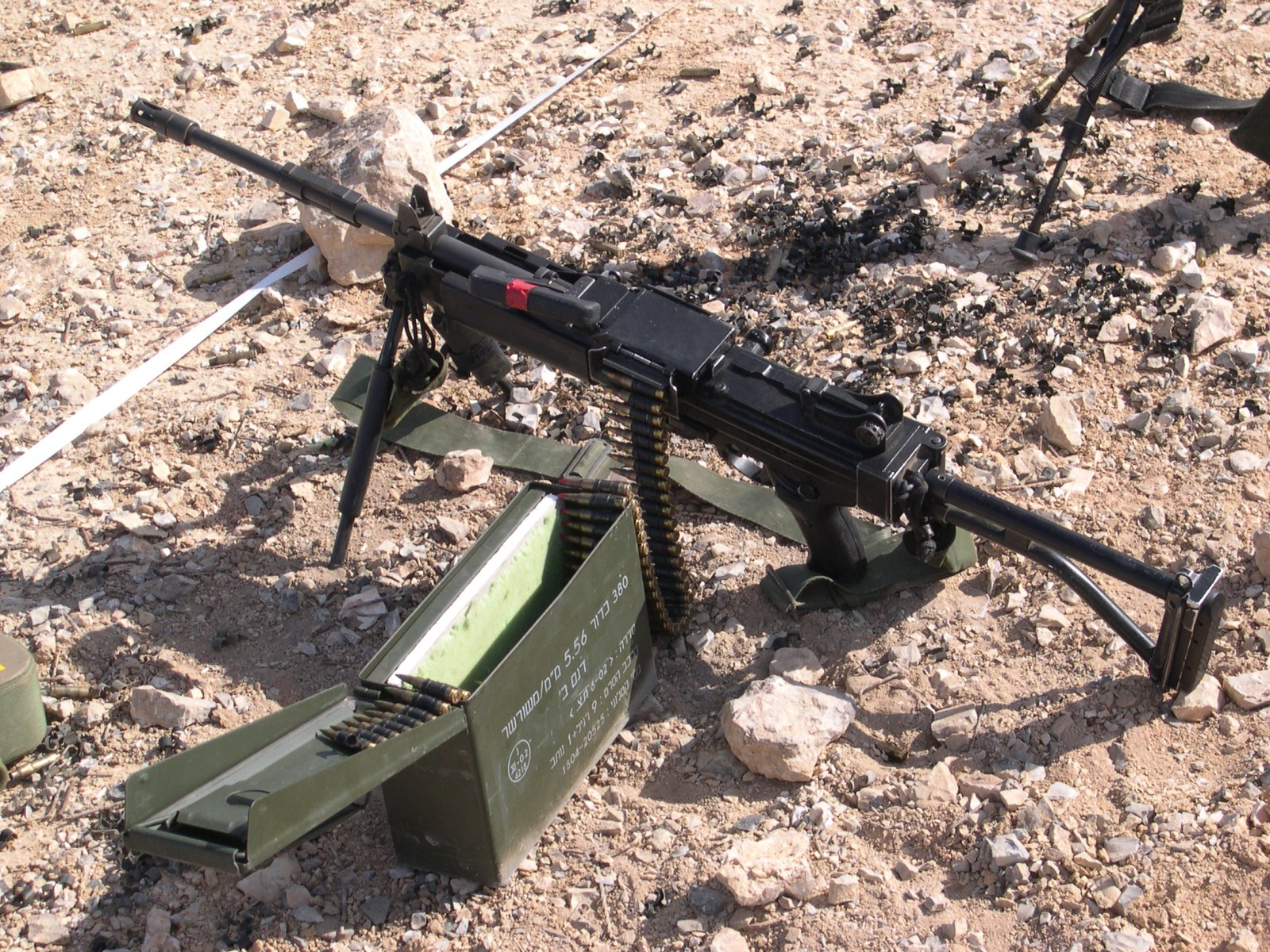
Fusell metrallador IMI Nègueb
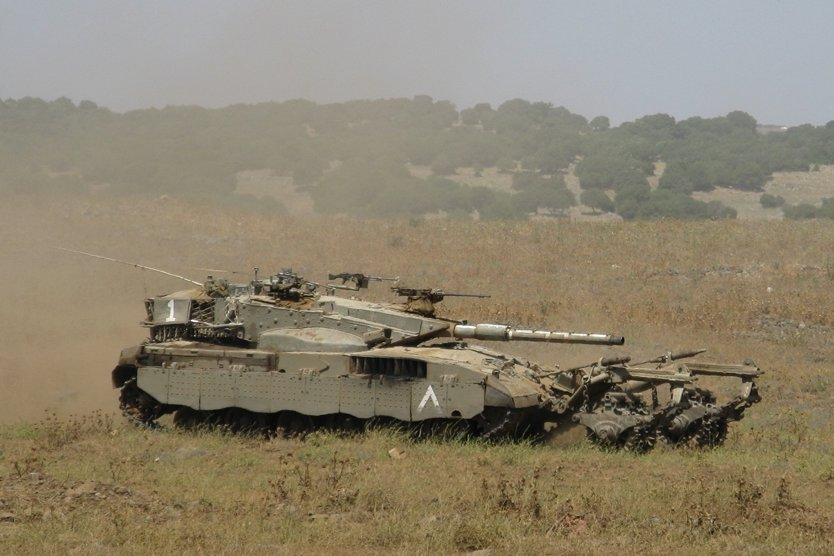
Merkava Mk II amb rodets de mines
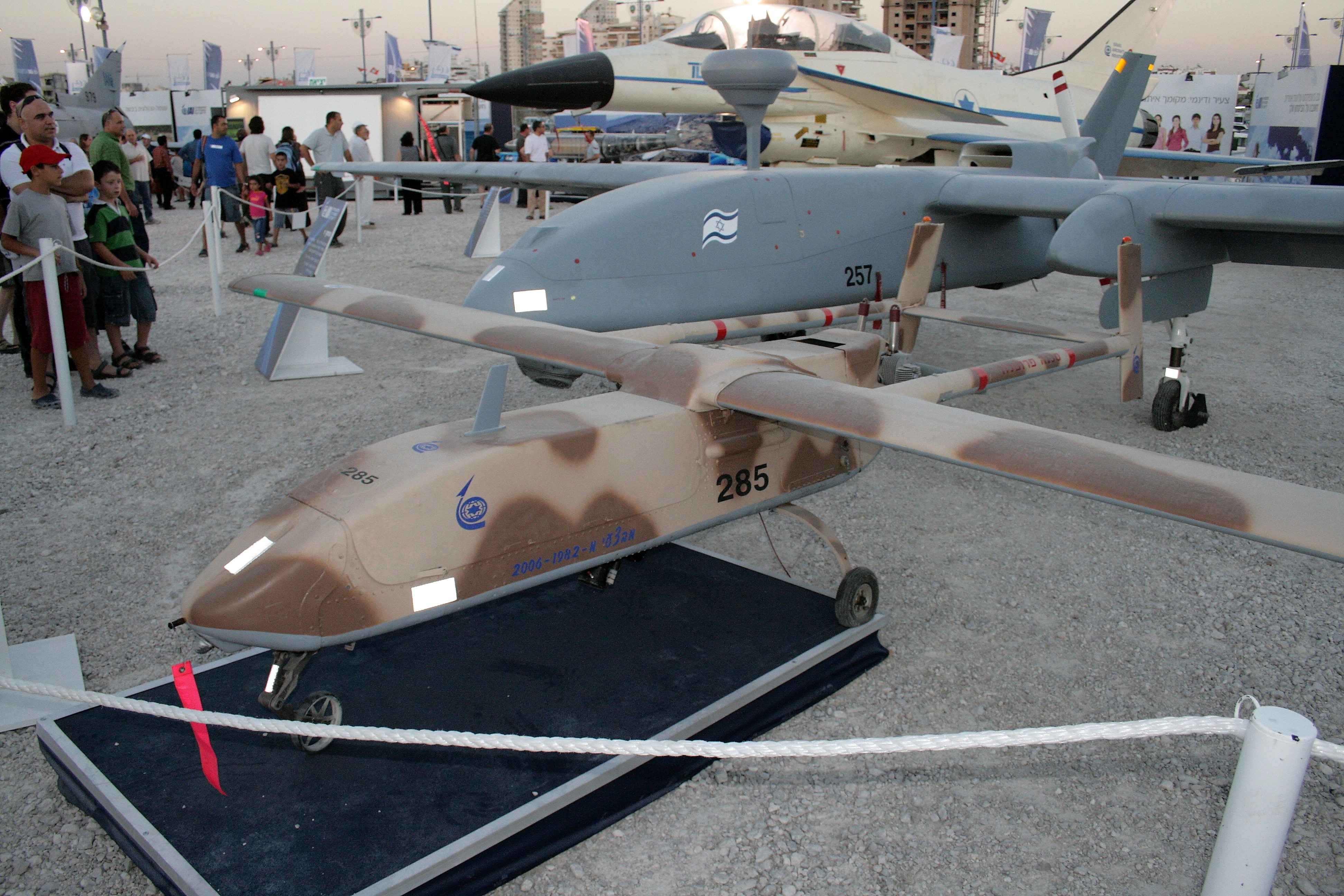
UAV de les FDI/FAI
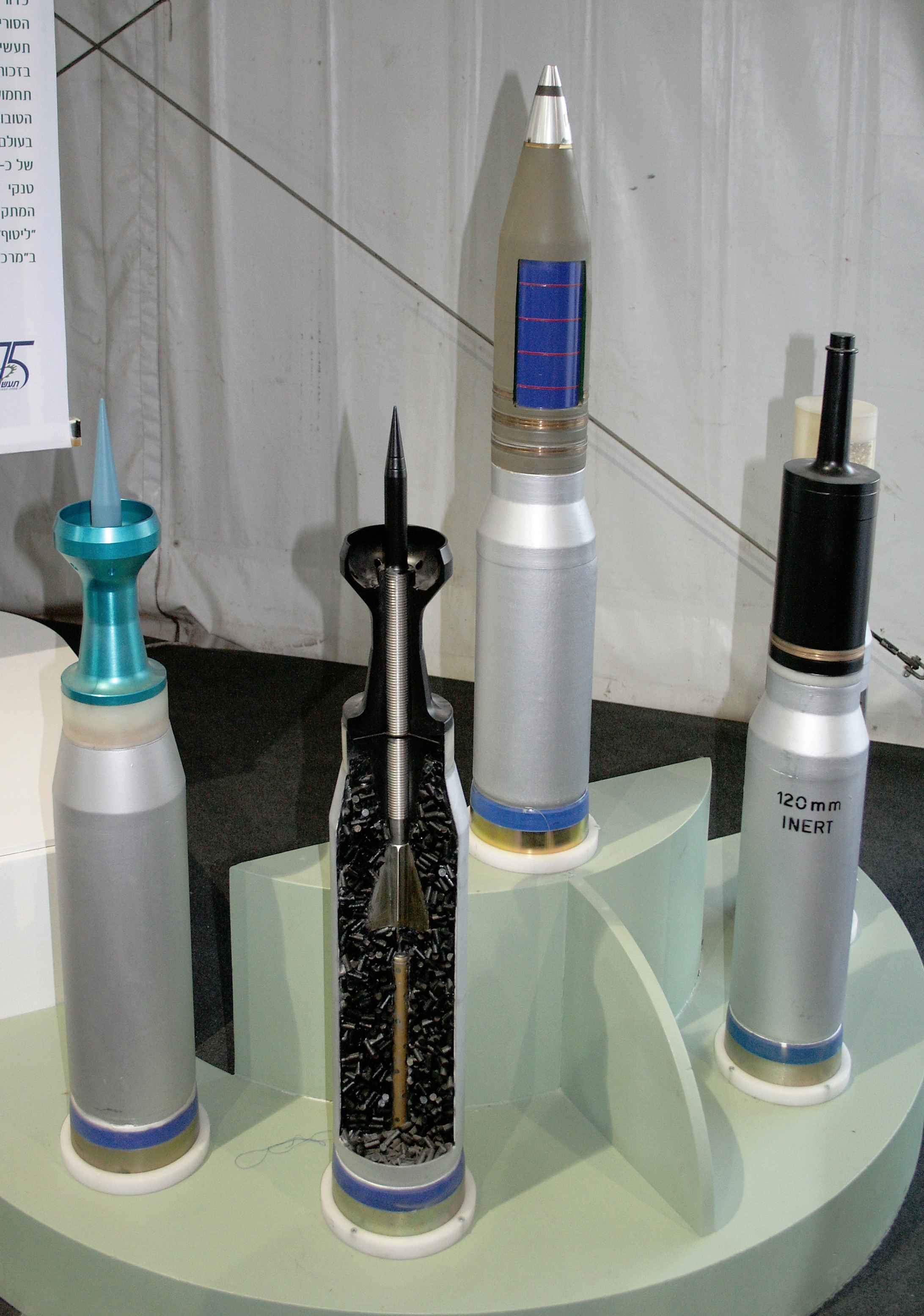
Obús anticarro IMI 120 mm
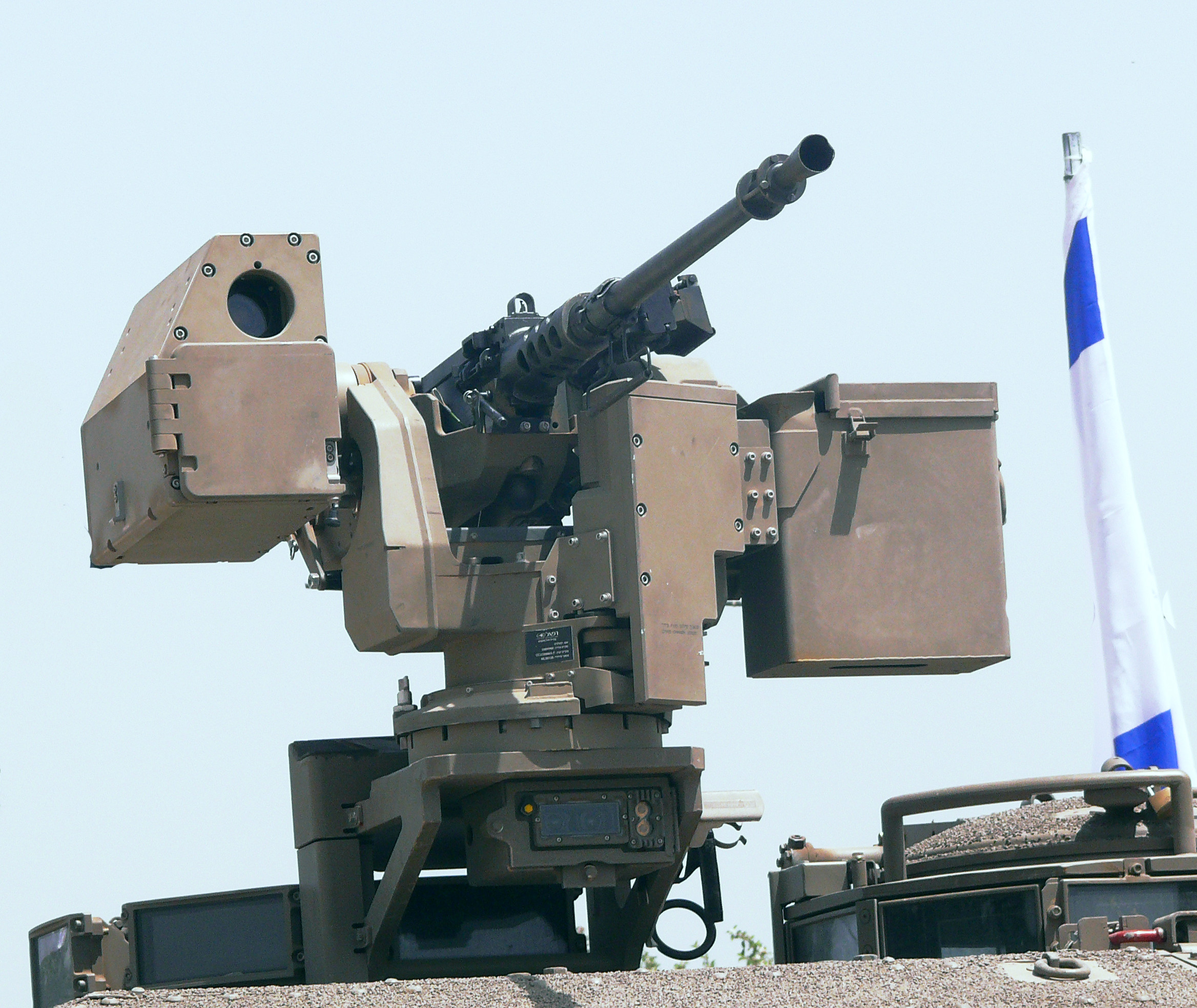
Browning M2 sobre una Catlanit RCWS
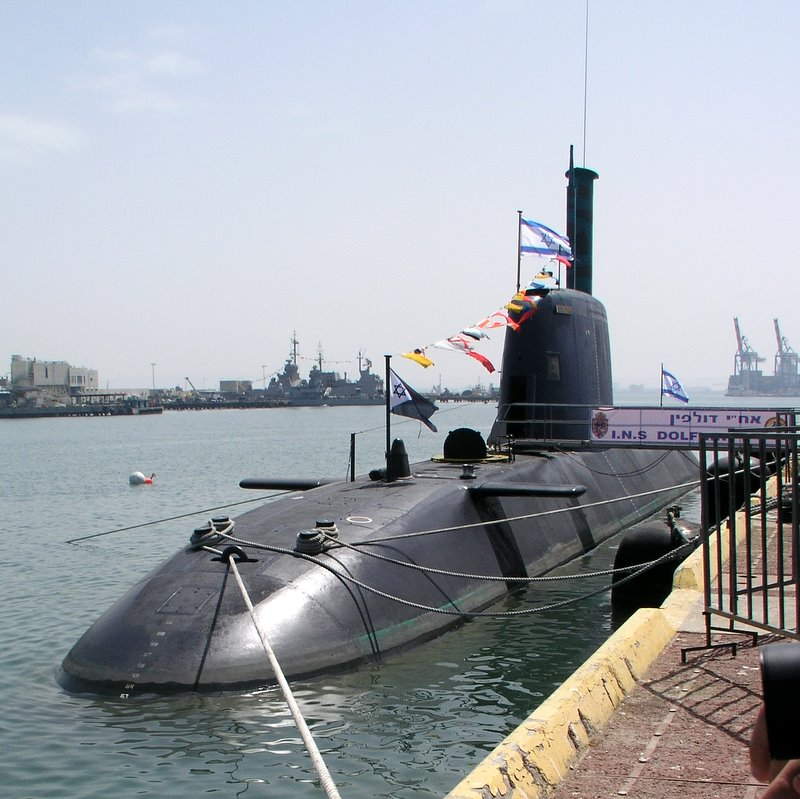
INS Submarí classe Dolphin

### Tecnologia militar

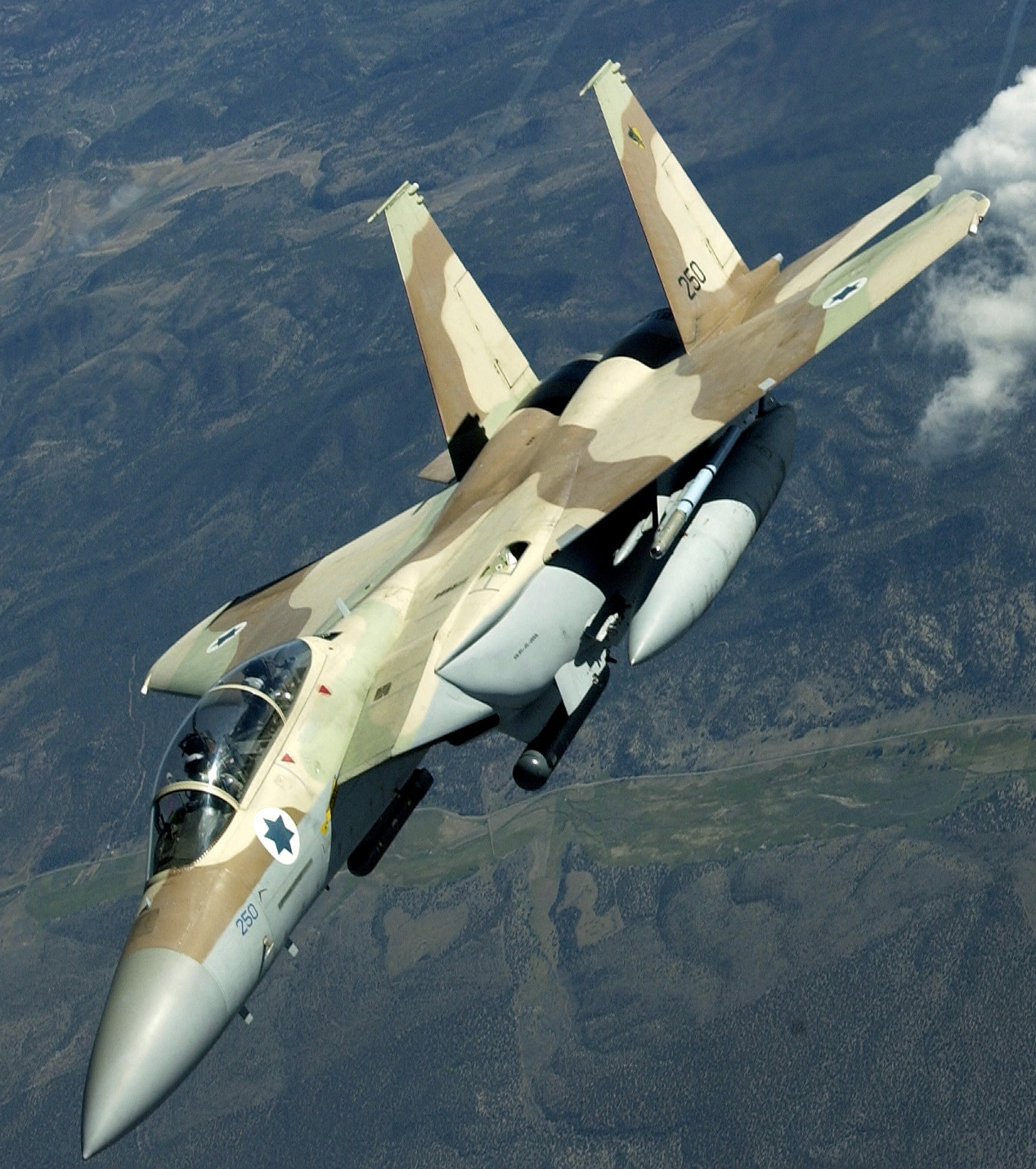
Força Aèria Israeliana: F-15E Ra'am

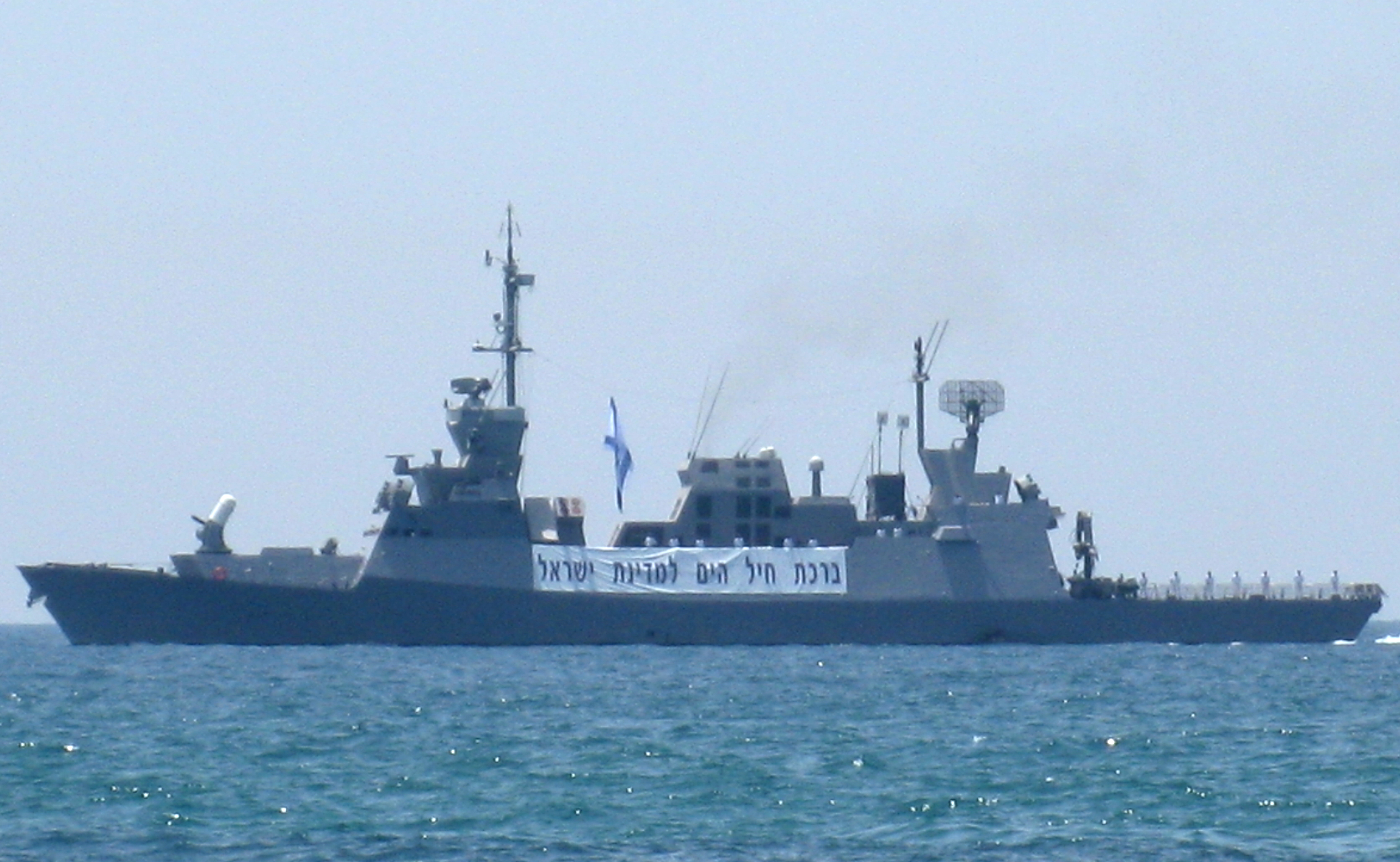
Marina israeliana: corbeta classe Sa'ar V

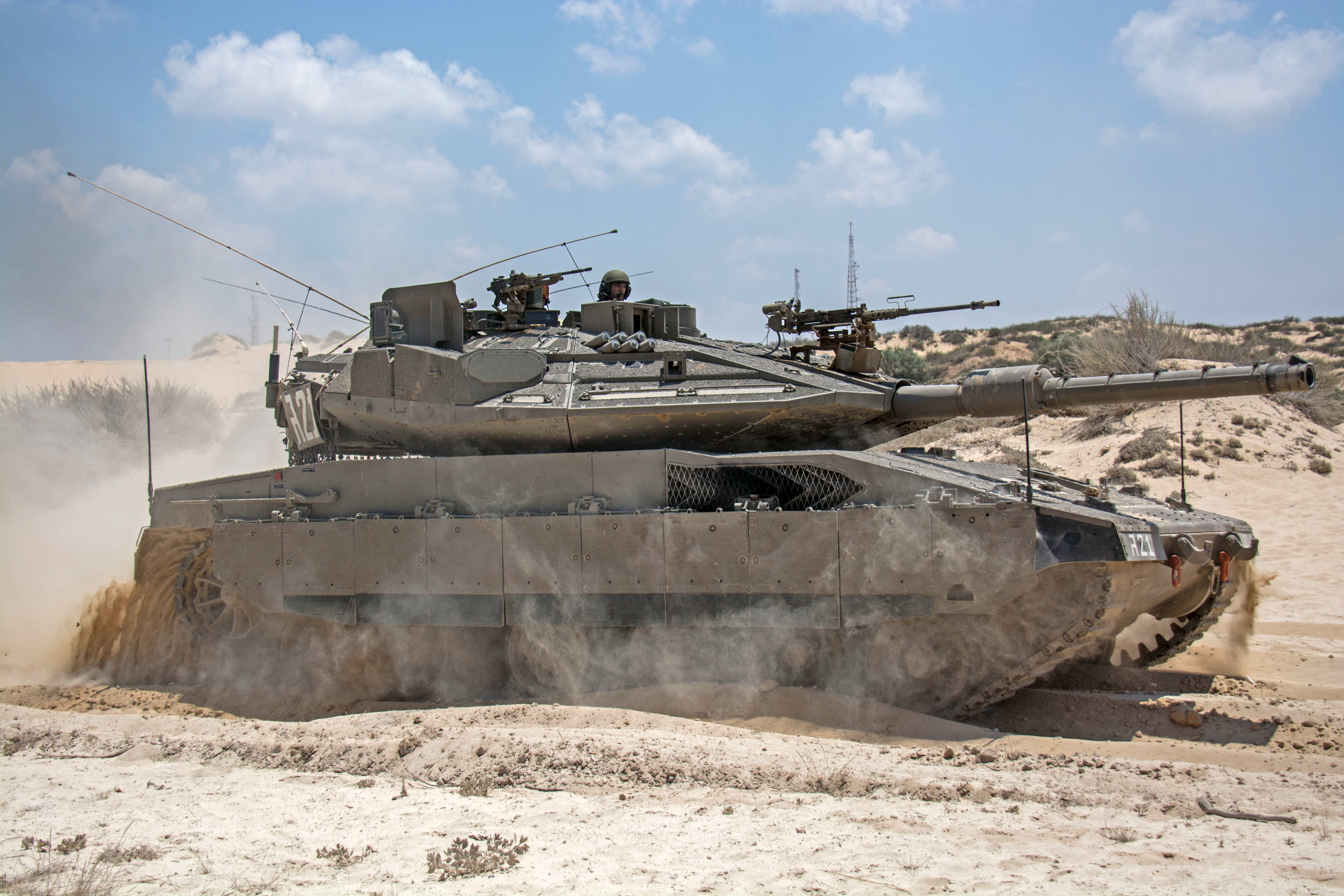
Tanc Merkava Mark 4m amb el sistema Trophy

L'exèrcit israelià posseeix armes d'alt nivell i sistemes informàtics. Alguns equipaments provenen dels EUA (amb alguns equips modificats per a ús de les FDI) com els fusells d'assalt M4A1 i M16, el fusell de franctirador amb forrellat M24 SWS 7,62 mm el rifle de franctirador semiautomàtic SR-25 7,62 mm, els avions de combat F-15 Eagle i F-16 Fighting Falcon, els helicòpters d'atac AH-1 Cobra i AH-64D Apache.
Israel també ha desenvolupat la seva pròpia indústria d'armament independent, la qual ha desenvolupat armes i vehicles, com la sèrie de tancs de batalla Merkava, els avions de combat Nesher i Kfir, i diverses armes petites, com els fusells d'assalt Tavor i Galil i el subfusell Uzi
Israel també ha instal·lat una variant de la RCWS Samson, una plataforma de control remot d'armes, la qual pot incloure metralladores, llançagranades i míssils anti-tanc en una torreta operada per control remot, en búnquers situats al llarg de la barrera entre Israel i Gaza destinada a impedir l'entrada de Fedaïns palestins al seu territori.
Israel ha desenvolupat també globus aerostàtics d'observació. Equipats amb càmeres sofisticades i sistemes de vigilància són utilitzats per frustrar atacs terroristes provinents de Gaza Les FDI també posseeixen un avançats equips d'enginyeria de combat, que inclouen el buldòzer blindat Caterpillar FDI 9 el vehicle d'enginyeria militar Puma, el sistema Tzefa Xiryon (literalment «escurçó blindat») que permet la desactivació de mines mitjançant coets, i una varietat de robots i artefactes explosius.
Les FDI també tenen diversos i grans departaments interns de recerca i desenvolupament i compren moltes tecnologies produïdes per les indústries de seguretat israeliana, incloent IAI, IMI, Elbit Systems, Rafael, i dotzenes d'empreses més petites.
En resposta als excessius preus del programa estatunidenc de vaixells de combat litoral, Israel està considerant la possibilitat de produir els seus propis vaixells de guerra, per a la qual cosa caldria una dècada i depèn del finançament que els Estats Units atorguin al projecte.

## Doctrina militar

### Elements oficials
La missió de les Forces de Defensa d'Israel ha estat formulada oficialment de la següent manera:

| « | Defensar l'existència, la integritat territorial i la sobirania de l'Estat d'Israel. Protegir els habitants d'Israel i combatre totes les formes de terrorisme que amenacen la vida quotidiana. | » |

La doctrina oficial de les Forces de Defensa d'Israel s'articula al voltant dels punts principals següents:
- Israel no es pot permetre perdre una sola guerra ;
- estratègia defensiva, sense ambicions territorials.
- desig d'evitar la guerra per mitjans polítics i una postura de dissuasió creïble.
- prevenir l'escalada.
- determinar la conclusió de la guerra de manera ràpida i efectiva.
- combatre el terrorisme.
- informe de pèrdues molt feble.

El desembre del 1994, l'exèrcit israelià va adoptar un codi de conducta anomenat «l'Esperit de Tsahal» que ha de guiar el comportament del soldat en tota acció militar. Aquest codi comporta especialment deu valors que són: tenacitat, responsabilitat, integritat, exemple personal, vida humana, puresa de les armes, professionalisme, disciplina, lleialtat, pulcritud en general i camaraderia. Aquest codi de conducta iniciat per Ehud Barak, llavors Cap d'Estat Major del Tsahal, va ser escrit per un comitè presidit pel filòsof i universitari Asa Kasher.
El 2003, Asa Kasher i el general Amos Yadlin (que es convertirà en cap de la intel·ligència militar fins a l'any 2010) publiquen un article destacat, titulat: Ètica militar del combat contra el terror: una perspectiva israeliana, després del qual van elaborar un document per al Cap d'Estat Major de l'època, Moshe Ya'alon, que pogués servir de base per a un nou «codi de conducta» més adequat per al concepte de guerra asimètrica. Moshe Yaʿalon exposà les idees contingudes en el document diverses vegades abans de les reunions militars, però sense donar-li tanmateix un caràcter constrenyent. Nogensmenys, el petit comitè encarregat de la reflexió sobre l'ètica militar ara ha de comptar amb el sorgiment d'un conjunt de valors i principis consistents amb el sionisme religiós. A causa de la forta representació de 'kippot serugot' (soldats religiosos dels corrents sionistes-religiosos que portent constantment llur quipà) la influència d'una ètica militar-religiosa sionista definida en el si de les ieixivot (escoles religioses) sense cap mena de control de l'Estat Major General, que avui és clarament visible sobre el terreny. Una de les principals conseqüències és la posada en qüestió i, per tant, l'afebliment del dret dels conflictes armats i del codi d'ètica formal. Durant l'Operació Plom Fos, van esclatar conflictes i tensions sobre l'ètica militar, fins i tot damunt el «camp de batalla», fins al punt que des de llavors, l'exèrcit israelià ha revisat la seva política d'acomodament amb el sector religiós i especialment, i ha trencat diversos acords i aliances amb algunes organitzacions i associacions religioses.
El maig del 2010, després de la publicació de l'informe Goldstone sobre l'Operació Plom Fos,i al mateix temps que rebutjava les conclusions de l'informe, l'exèrcit israelià va publicar un document on definia les regles d'enfrontament en la guerra urbana. Per reduir al mínim les baixes civils, les normes detallades en aquest document - aplicades de fet en el conflicte segons l'exèrcit israelià - ja s'han institucionalitzat formalment pel document, i s'han incorporat en la doctrina militar oficial de l'exèrcit israelià.

### Perspectiva històrica
En una obra apareguda el 1974 i revisada el 1983 sobre la història de l'exèrcit israelià des del 1874, el periodista i autor israelià de renom Zeev Schiff considera que els generals israelians han establert un enfocament estratègic propi de la situació específica israeliana.
Aquesta concepció està determinada per cinc factor principals que són: la superioritat numèrica dels seus enemics, l'absència de profunditat estratègica, la destrucció del país que comportaria tota derrota, la impossibilitat de guanyar contra el món àrab, la relativament limitada durada de qualsevol guerra a causa de les pressions de les grans potències i la comunitat internacional.
Tenint en compte aquests factors, els estrategs israelians per tant, han desenvolupat un enfocament que se centra en la superioritat qualitativa dels equips i els homes, que frega l'excel·lència. També han desenvolupat un sistema de defensa regional basat en particular en els assentaments fronterers, l'objectiu dels quals és alentir l'enemic el temps suficient per permetre la mobilització de les reserves. A més, han determinat límits, o «tabús», que si es creuen desencadenen automàticament una resposta o un atac. En el context de les operacions militars israelianes, aquesta doctrina afavoreix l'atac en el camp de batalla, les forces es porten enfront de l'enemic el més ràpid possible tot tractant de portar la lluita a territori enemic. Finalment, aquesta doctrina advoca per la destrucció sistemàtica de tota la capacitat àrab de desenvolupar armes de destrucció massiva.
Per a Martin van Creveld – historiador militar israelià – a partir d'estructures modestes en el seu origen, l'exèrcit israelià, en una quarantena d'anys, s'ha desenvolupat fins a esdevenir un «magnífic instrument de guerra» que sortí victoriós de tots els conflictes que l'enfrontaren als exèrcits àrabs. Però la guerra del Líban de 1982, i més encara la primera intifada marquen un punt d'inflexió en la història de l'exèrcit, que es troba davant d'una guerra asimètrica en el qual la seva superioritat tècnica no li dona més avantatge. Martin van Creveld considera que, per contra, el fet que l'exèrcit israelià sigui incomparablement més fort que els seus rivals el tanca en un «dilema moral al que no pot fer front, i que segueix assetjant-lo dia i nit'. Per a van Creveld, a partir de mitjans dels anys 1990, aquest dilema hauria de soscavar la fe que la societat israeliana tenia anteriorment en el seu exèrcit.
I en efecte, la qüestió de la singularitat moral de l'exèrcit israelià és en l'actualitat debatuda contínuament a Israel i al món.
Els oficials israelians insisteixen en l'ètica particular a què se subjecta a l'exèrcit israelià, el qual periòdicament declaren que és «l'exèrcit més moral del món». El codi de conducta «L'Esperit del Tsahal» disposa efectivament:
| « | Puresa d'armes - Els militars, homes i dones, de les FDI, utilitzaran les seves armes i la força només per al propòsit de la seva missió, només en la mesura necessària i mantindran la seva humanitat fins i tot durant el combat. Els soldats de les FDI no faran servir les seves armes i la força per fer mal als éssers humans que no són combatents o presoners de guerra, i faran tot el possible per evitar causar dany a les seves vides, cossos, dignitat i propietat. | » |

Els seus detractors posen en qüestió aquesta imatge sobretot arran de certs abusos i assassinats que han marcat la història de l'exèrcit, inclosos els de la guerra de 1948, de Qibya, de Kafr Qassem, de presoners de guerra, de Sabra i Xatila, de Qana així com un seguit d'operacions controvertides, com la batalla de Jenin, l'Operació Plom Fos o l'atac a la flotilla de Gaza. Alguns d'aquests esdeveniments van suscitar una commoció en la societat israeliana, especialment la massacre de Sabra i Xatila que - encara que perpetrada directament per les milícies cristianes libaneses - va donar origen a manifestacions històriques a Israel. La comissió d'investigació israeliana conclogué que hi havia una «responsabilitat indirecta» de l'exèrcit i una «responsabilitat personal» d'Ariel Xaron, llavors ministre de Defensa, del qual en recomanà la dimissió.
D'altres observadors estimen que aquestes crítiques són injustes, consideren especialment que les operacions de l'exèrcit són jutjades segons uns criteris ètics que no s'apliquen a cap altre exèrcit. En una entrevista del 2002, Martin van Creveld declara que l'exèrcit israelià no és de cap manera el pitjor del lot. Per a ell, és sempre una qüestió de relació de força entre un «fort» i un «feble», pràcticament tot allò que el fort faci sobre el feble serà considerat com una atrocitat.

## Commemoracions

### Yom ha-Zikkaron

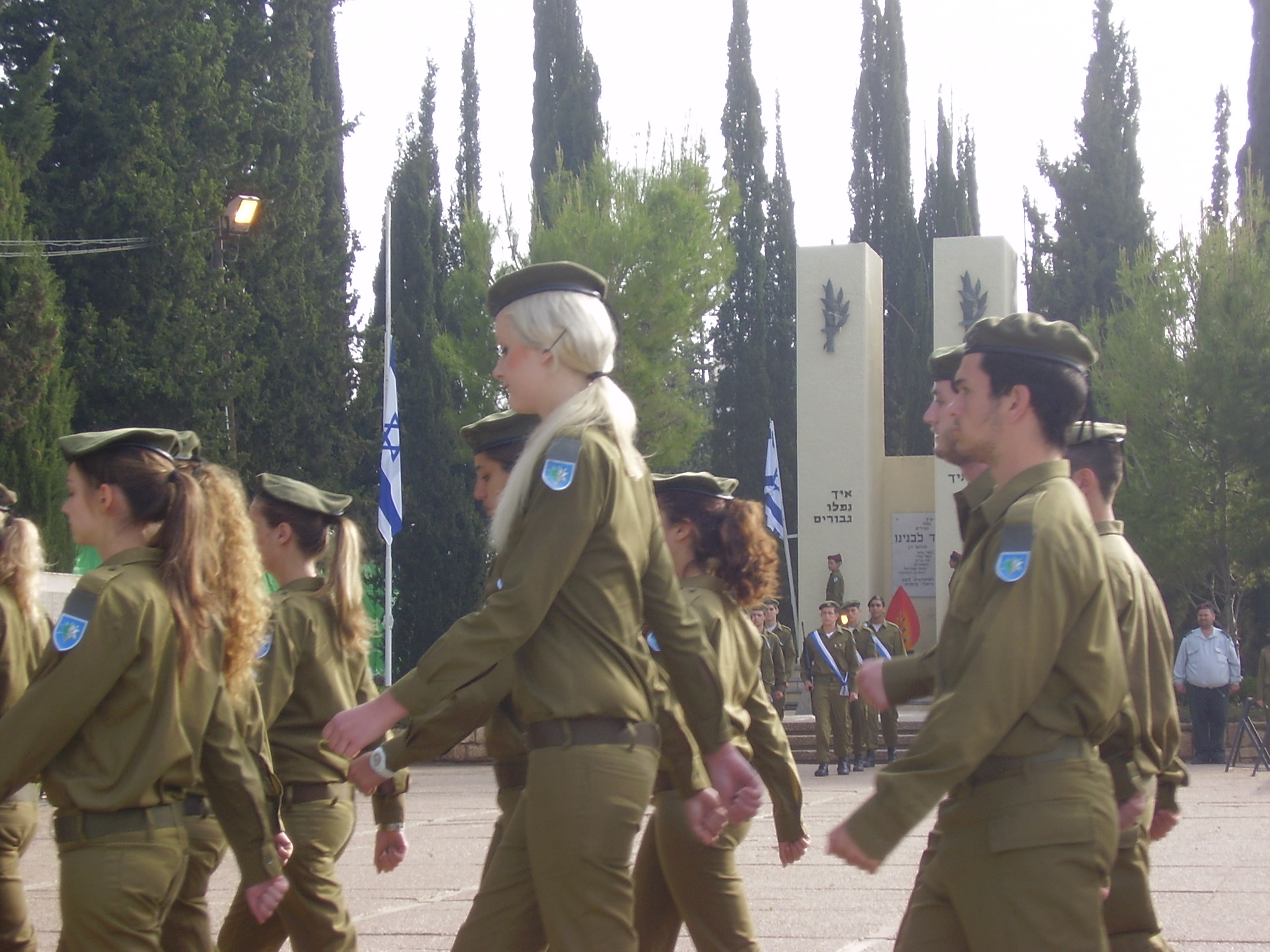
Una cerimònia oficial de les FDI durant el Yom ha-Zikkaron

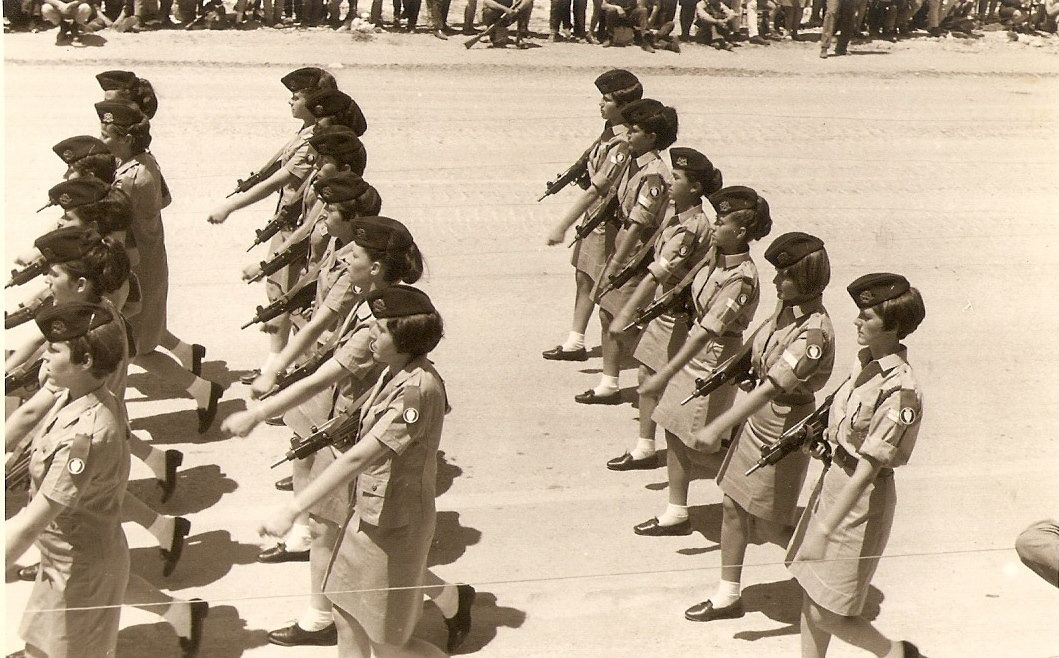
Dones soldat israelianes en una desfilada a Jerusalem, 1968

El Yom ha-Zikkaron, o dia en memòria dels soldats caiguts d'Israel, s'observa en el quart dia del mes d'Iar del calendari hebreu, el dia abans de la celebració de Dia de la Independència. Els serveis religiosos se celebren en presència dels principals militars d'Israel. A les 11 del matí s'escolta durant dos minuts una sirena, fet que marca l'obertura de les cerimònies oficials militars commemoratives i reunions privades de record a cada cementiri on estan enterrats els soldats. Molts israelians visiten les tombes dels seus familiars i amics que van morir en acció. La nit abans del dia de la commemoració, totes les botigues, restaurants i llocs d'entreteniment han de tancar les portes al públic a tot tardar a les 19:00 hores (La mateixa norma i rutina s'aplica el dia de commemoració de l'Holocaust que té lloc una setmana abans).
El principal museu de cossos blindats d'Israel és el Yad La-Shiryon a Latrun, que alberga un dels majors museus del tancs del món. Altres museus militars significatives són el Museu d'Història de les Forces de Defensa d'Israel (Batei Ha-Osef) a Tel-Aviv, el Museu Palmah, i el Beit HaTothan d'artilleria a Zikhron Ya'akov. El Museu de la Força Aèria Israeliana es troba a la base aèria Hatzerim al desert del Nègueb, i el Museu Naval i de la Immigració Clandestina israeliana es troba a Haifa.
El Cementiri Militar Nacional d'Israel es troba al Mont Herzl. Altres cementiris militars israelians inclouen el Cementiri Militar Kiryat Shaul a Tel-Aviv, i el cementiri militar Sgula a Pétah Tiqvà.

### Yom ha-Atsmaüt
Les desfilades de les Forces de Defensa d'Israel es van celebrar el Dia de la Independència durant els primers 25 anys d'existència de l'Estat d'Israel. Van ser cancel·lats després de 1973 per motius d'ordre financer. Les Forces de Defensa d'Israel encara tenen exposicions d'armes a tot el país el Dia de la Independència, però són temporals.

### Organigrama

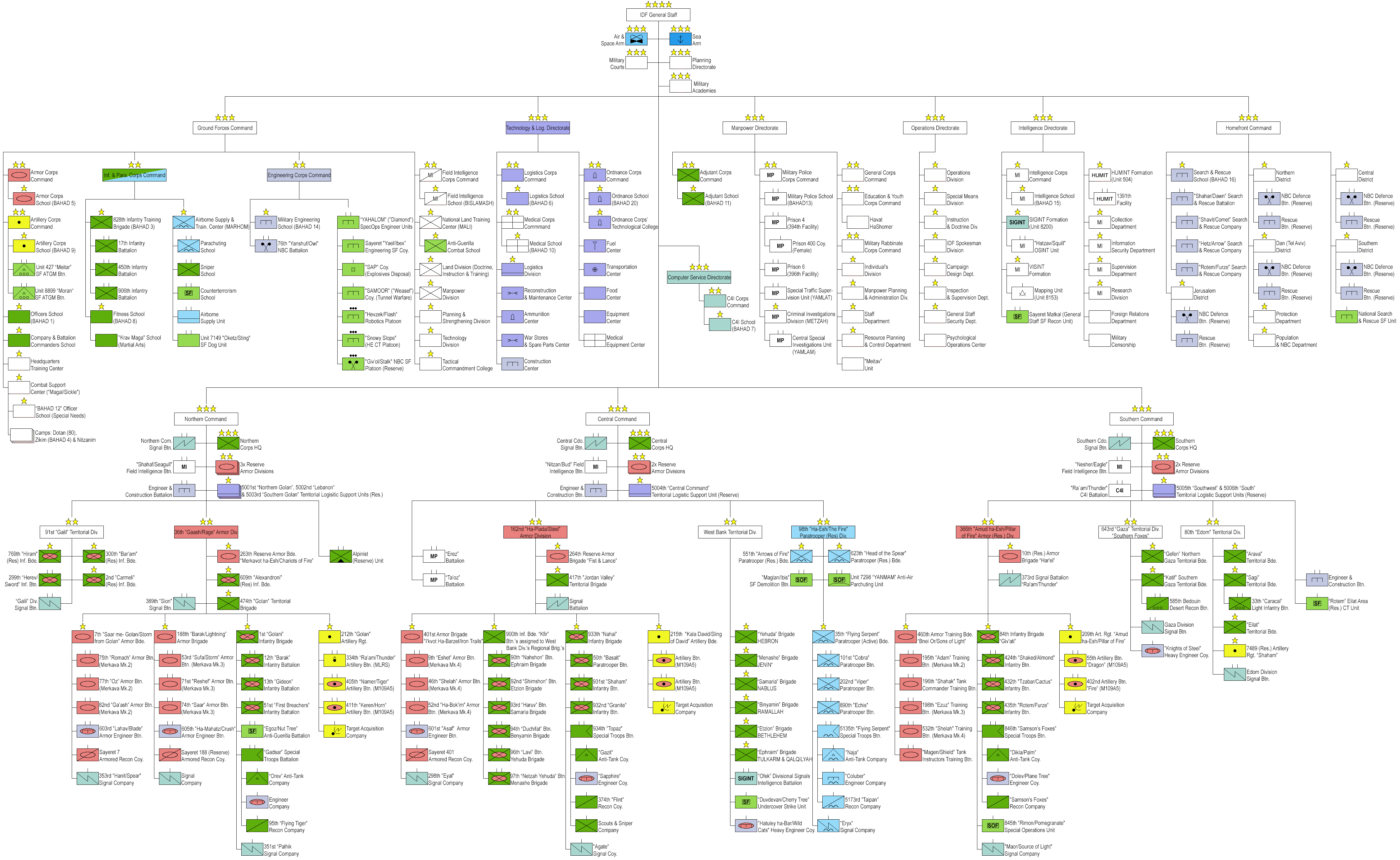
Estructura de les Forces de Defensa d'Israel (feu clic per fer el quadre més gran)

## Composició i organització interna[104]
| Categoria                    | קצינים בכירים Oficials superiors | קצינים בכירים Oficials superiors | קצינים בכירים Oficials superiors | קצינים בכירים Oficials superiors | קצינים בכירים Oficials superiors | קצינים בכירים Oficials superiors | קצינים זוטרים - Ktzinim Oficials inferiors | קצינים זוטרים - Ktzinim Oficials inferiors | קצינים זוטרים - Ktzinim Oficials inferiors |
| Codi OTAN                    | OF-8                             | OF-7                             | OF-6                             | OF-5                             | OF-4                             | OF-3                             | OF-2                                       | OF-1                                       | OF-1                                       |
| ---------------------------- | -------------------------------- | -------------------------------- | -------------------------------- | -------------------------------- | -------------------------------- | -------------------------------- | ------------------------------------------ | ------------------------------------------ | ------------------------------------------ |
| Israel                       | rav aluf                         | aluf                             | tat aluf                         | aluf mishne                      | sgan aluf                        | rav seren                        | seren                                      | segen                                      | segen mishne                               |
| Israel                       | רב-אלוף Rav Aluf¹                | אלוף Aluf                        | תת-אלוף Tat Aluf                 | אלוף משנה Aluf Mishe             | סגן-אלוף Sgan Aluf               | רב סרן Rav Seren                 | סרן Seren                                  | סגן Seguen                                 | סגן-משנה Seguen Mishne                     |
| ¹ actualment, Gabi Ashkenazi |                                  |                                  |                                  |                                  |                                  |                                  |                                            |                                            |                                            |

| Categoria             | נגדים-Nagadim Sots-Oficials | נגדים-Nagadim Sots-Oficials  | נגדים-Nagadim Sots-Oficials  | נגדים-Nagadim Sots-Oficials     | נגדים-Nagadim Sots-Oficials   | נגדים-Nagadim Sots-Oficials | חוגרים - Hogrim Tropa  | חוגרים - Hogrim Tropa | חוגרים - Hogrim Tropa | חוגרים - Hogrim Tropa | חוגרים - Hogrim Tropa | חוגרים - Hogrim Tropa |
| Codi OTAN             | WO-2                        | WO-1                         | WO-1                         | OR-9                            | OR-8                          | OR-7                        | OR-6                   | OR-5                  | OR-4                  | OR-3                  | OR-2                  | OR-1                  |
| --------------------- | --------------------------- | ---------------------------- | ---------------------------- | ------------------------------- | ----------------------------- | --------------------------- | ---------------------- | --------------------- | --------------------- | --------------------- | --------------------- | --------------------- |
| Israel                | Ranag                       | Ranam                        | Rasab                        | Rasam                           | Rasar                         | rasal                       | samar                  | samal                 | Turai                 | Turai                 | sense insígnia        |                       |
| Israel                | רב-נגד Rav-Negad            | רב-נגד משנה Rav nagad mishne | רב-סמל בכיר Rav-Samal Bachir | רב-סמל מתקדם Rav-Samal Mitqadem | רב-סמל ראשון Rav-Samal Rishon | רב-סמל Rav-Samal            | סמל ראשון Samal Rishon | סמל Samal             | רב טוראי Rav Torai    | טוראי ראשוןי Tarash¹  | טוראי Turai           |                       |
| ¹ actualment en desús |                             |                              |                              |                                 |                               |                             |                        |                       |                       |                       |                       |                       |

## Futur
L'exèrcit israelià està planejant una sèrie de millores tecnològiques per al futur. Com a part dels seus plans, actualment el fusell M-16 s'està retirant de totes les unitats de terra a favor del IMI Tavor. A més, l'exèrcit israelià està planejant un tanc de futur per reemplaçar el Merkava. El nou tanc serà capaç de disparar raigs làser i polsos electromagnètics, funcionarà amb un motor híbrid, tindrà una tripulació de només dos soldats, serà més ràpid, i estarà millor protegit. Es farà especial èmfasi en els sistemes de protecció, com ara el Trophy sobre el blindatge.
La Força Aèria Israeliana adquirirà fins a 100 avions de combat F-35 Lightning II als Estats Units. L'avió serà modificat i designat com a F-35I. Faran servir els sistemes incorporats israelians de guerra electrònica, ales exteriors, bombes guiades i míssils aire-aire.
Com a part d'un acord armamentístic del 2013, la FAI comprarà avions cisterna KC-135 Stratotanker i avions multi-missió V-22 Osprey als Estats Units, així com radars avançats per a avions de combat i míssils dissenyats per eliminar radars. Tanmateix, diversos mitjans de comunicació van informar, l'octubre del 2014, que Israel estava retardant o cancel·lant aquesta adquisició a causa de restriccions pressupostàries i polítiques canviants.
A l'abril de 2013, un funcionari israelià va declarar que d'aquí a 40-50 anys, els avions pilotats quedarien fora de servei i serien substituïts per vehicles aeris no tripulats capaços d'executar gairebé qualsevol operació que es pot realitzar per avions de combat pilotats. S'assegura que les indústries militars d'Israel estan en vies de desenvolupar aquesta tecnologia en unes poques dècades. Israel també fabricarà satèl·lits tàctics per a ús militar.
L'any 2013, la Marina israeliana va rebre el cinquè Submarí Dolphin, i espera rebre el sisè submarí de la classe Dolphin l'any 2017. Israel té la intenció d'actualitzar la seva flota de superfície, i està desenvolupant de forma conjunta quatre fragates basades en la classe Incheon amb Corea del Sud.

## Polèmiques
Les FDI s'han vist involucrades en una sèrie de controvèrsies sobre la seva actitud de respecte als drets humans, i han estat acusades per organitzacions com ara B'tselem, Amnistia Internacional, el Comitè Internacional de la Creu Roja  (CICR) i Human Rights Watch de violar les lleis de la guerra. També han estat acusades de maltractament contra els palestins, saqueix, i destrucció de la propietat.